# 고다이고 천황
고다이고 천황(後醍醐天皇, 1288년 11월 26일 ~ 1339년 9월 19일)은 일본 제96대 일본 천황이자, 남조(南朝)의 초대 천황(재위: 1318년 3월 29일〈분포 2년 2월 26일〉 - 1339년 9월 18일〈엔겐 4년/랴쿠오 2년 8월 15일), 치천: 1321년 12월 28일〈元亨 원년 12월 9일〉 - 1339년 9월 18일〈엔겐 4년/랴쿠오 2년 8월 15일〉)이다. 휘는 다카하루(尊治, たかはる)다. 호칭의 유래는 9세기에 재위하였던 60대 천황 다이고 천황(醍醐天皇)에서 유래하였다.

## 개요
다이카쿠지 왕통(大覚寺統)의 천황이다. 양통질립(両統迭立)의 원칙에 따라 친아들에게 왕위를 물려주지 못하고 상황(上皇)이 되어 인세이(院政)를 행할 권력도 얻지 못했던 고다이고 천황은 가마쿠라 바쿠후의 양통질립을 무너뜨리기 위해 막부 타도 운동을 일으켰다. 겐코의 난(元弘の乱)으로 가마쿠라 바쿠후(鎌倉幕府)를 타도하고 겐무 신정(建武新政)이라는 국왕 친정을 실시하였으나, 얼마 지나지 않아 아시카가 타카우지(足利尊氏)와의 싸움인 겐무의 난(建武の乱)에서 패배하여 야마토(大和)의 요시노(吉野)로 들어가 남조 정권(요시노 조정)을 수립하고, 타카우지의 무로마치 바쿠후가 옹립한 북조와의 사이에 남북조(南北朝)를 이루며 내란이 발발하였다. 타카우지가 세이이타이쇼군(征夷大将軍)으로 취임하고 그 이듬해에 요시노에서 세상을 떠났다.
선대인 하나조노인(花園院)은 고다이고 천황을 두고 '왕가의 수치'(王家の恥), '온 조정의 치욕'(一朝の恥辱)이라고 자신의 일기에 썼다. 또한 같은 시대를 살았던 구교(公卿)들로부터도 부정적인 평가를 받았는데, 요시다 사다후사(吉田定房)는 고다이고 천황의 바쿠후 타도 운동을 부정하고  "하늘의 후사(천황의 왕계)를 이렇게 끝내 버리고 말 것인가"(天嗣ほとんどここに尽きなんや)라고 간언하였다. 기타바타케 아키이에(北畠顕家)는 고다이고 천황의 정책을 간언하는 상주문을 쓰기도 하였다. 또한 당대의 중급 실무귀족들로부터도 평판이 나빴는데, 고다이고 천황은 그들의 협력을 구하지 않고 정치적으로 매우 엄혹한 입장에 몰리게 되었다. 또한 에도 시대(江戸時代) 중기를 대표하는 정치가 아라이 하쿠세키(新井白石)는 자신의 저서 독사여론(読史余論)에서 "고다이고의 중흥 정치(겐무 신정)는 바르지 못했다"(後醍醐中興の政、正しからず)라고 고다이고 천황에게 엄혹한 평가를 하였고, 같은 시대의 미이케 간란(三宅観瀾)은 중흥감언(中興鑑言)에서, 라이 산요(頼山陽)는 일본외사(日本外史)에서 고다이고 천황을 유흥으로 날을 새우고 사리사욕에 몰두하였다고 비판하였다.
그럼에도 그는 당대와 후대에 일본 역사상 걸출한 정치가 가운데 한 명으로 무로마치 바쿠후(室町幕府) ・ 남조의 이후 지도자들로부터 평가받았으며 남조와 북조 두 정부의 정책은 겐무 정권의 것을 대부분 기반으로 하였다. 그 가운데에서도 특필할 만한 것은 '씨족(氏族) 지배'에 의한 통치가 아니라 '토지 구분'에 따른 통치라는 개념을 일본에서 최초로 창시해 냈다는 점이다. 재판 기구에 일번일구제(一番一区制)를 도입하고 껍데기만 남아 있던 구니(国)나 군(郡)이라는 지역의 하부 기구를 강화하는 것으로 통치를 원활하게 한다는 수법은 이후의 일본 전국 정권의 통치제도의 기초가 되었다. 그밖에 토지 급부에 강제집행을 도입하여 약소 세력에게도 안전한 토지 배령이 가능한 시스템을 처음으로 일본에서 전국적 ・ 본질적인 것으로 하였다는 것(이를 이어받은 것이 무로마치 바쿠후의 집사이기도 했던 고 모로나오이다), 관위(官位)를 은상(恩賞)으로써 사용했다는 것, 무사들에게 처음으로 전국적인 정치권력을 주었다는 것, 오슈 쇼군후(陸奥将軍府)나 가마쿠라 쇼군후(鎌倉将軍府) 등 지방분권제의 선구가 되기도 했다는 점 등이 거론되고 있다.
또한 고다이고 천황은 학문 ・ 종교 ・ 예술 등 여러 분야에서 높은 수준의 업적을 남겼다. 유학(儒学)에서는 송학(宋学) 즉 신유학(新儒学)의 수용을 추진한 최초의 군주였다. 또한 유직고실(有職故実)의 대표적 연구서인 《겐무 연중행사》(建武年中行事)를 저술하였다. 진언종(真言宗)에서는 아버지인 고우다 상황(後宇多上皇)과 마찬가지로 진언밀교(真言密教)의 비호자로 아사리(阿闍梨, 사승師僧)의 지위를 얻기도 하였다. 선종(禅宗)에서는 선정(禅庭) 즉 불교 사상을 조경이라는 형태로 구현해 낸 일본 전통 정원 양식의 완성자 무소 소세키(夢窓疎石)를 발굴하였다는 점은 이후의 일본의 문화 ・ 미의식(美意識)에 영향을 주었다. 이세 신토(伊勢神道)를 보호하고, 후세의 신토(神道)에 사상적 영향을 주었다. 또한 서예체의 하나인 신한양(宸翰様)을 대표하는 명필로써 『後醍醐天皇宸翰天長印信（蠟牋）』(몬칸보 고신와의 합작) 등 4건의 천황 자신의 친필 전적이 일본의 국보로 지정되어 있다. 니조파(二条派)의 대표적 가인(歌人)으로 친정 중에 칙찬(勅撰)으로 편찬한 와카 모음집인 《속후습유화가집》(続後拾遺和歌集)이 편찬되었다(찬자는 니조 다메사다二条為定). 《겐지 이야기》(源氏物語)의 연구자이기도 하였다. 가가쿠(雅楽)에서는 신령한 비파(琵琶)로 알려져 있던 「겐조」(玄象)의 연주자로, 생황 연주에도 뛰어났다. 다도(茶道)에서는 그 전신인 투다(闘茶)를 가장 이른 시기에 주최한 인물의 한 명이기도 하다.
온화한 인품으로 경모를 받았으며, 결과적으로 적이 되어버린 아시카가 다카우지조차도 생애에 고다이고 천황에 대해서 경애를 표하였다. 진언율종(真言律宗)의 승려로 한센병 환자 등의 구제에 생애를 바쳤던 승려 인성(忍性)을 재발견하고 「인성보살」(忍性菩薩)이라는 시호를 내려 그를 칭송하였다. 또한 몬칸보 고신(文観房弘真) 등의 승려들을 통해 각지의 율종(律宗)의 민중구제활동도 지원하였다. 정실인 중궁(中宮) 사이온지 기시(西園寺禧子)는 재색을 겸비한 칙찬 가인(勅撰歌人)으로 금슬이 좋은 부부였으며 《마스카가미》(増鏡) 종반부의 제재의 하나가 되기도 하였다.
고다이고 천황이 붕어하고 30년 정도 지나서 북조에서 완성된 군키모노가타리(軍記物語)인 《태평기》(太平記)에서는 호전적이고 집념이 강하며 독재적인 암군으로 그려지고 있다. 그러한 고다이고 천황의 인물상은 1960년대 사학자 사토 신이치(佐藤進一)의 학설이나 1980년대의 아미노 요시히코(網野善彦)의 「이형(異形)의 왕권」(異形の王権)이라는 논을 통해, 일본의 고등학교 교과서 등에도 정착하였다. 한편으로 사토의 연구를 계기로 하여 일본에서 모리 시게아키(森茂暁) 등에 의한 실증적인 연구가 축적되었다. 이러한 가운데 20세기 말에 이치자와 테쓰(市沢哲)는 겐무 정권(建武政権)의 정책에는 가마쿠라 시대(鎌倉時代) 후기의 조정 정치와 연속되는 부분이 보이고 있다고 지적하였다. 또한 이토 기요시(伊藤喜良)는 겐무 정권은 단명에 그쳤다고 해도 그 내부에서의 개혁은 현실적인 발전을 보이고 있다고 지적하였다. 2000년대에는 우치다 게이이치(内田啓一)가 불교 미술 ・ 불교학적 견지에서 아미노의 「이형의 왕권」론에 대해 반박을 내놓았다. 이치자와 ・ 이토 ・ 우치다 등의 설을 기반으로 2000년대부터 2010년대에 걸쳐 일본 학계에서의 연구가 진전된 결과, 가마쿠라 시대(鎌倉時代) 후기의 조정 및 바쿠후(幕府) ・ 겐무 정권(建武政権) ・ 무로마치 바쿠후의 정책들에는 연속성이 있다는 것이 확실해졌다. 2020년 시점에서의 새로운 연구 범위에서는 겐무 정권의 붕괴는 우발적인 사건들이 겹치고 겹친 것으로 꼭 필연이었다고 할 수는 없고, 고다이고 천황은 높은 내정적 수완을 지니고 있었으며 또한 인격적으로도 뛰어난 인물이었다고 평가받기에 이르렀다.
한편으로 일본의 사학자 오쓰카 노리히로(大塚紀弘)는 고다이고 천황을 밀교(密教)나 지샤(寺社) 중보(重宝)がもたらす주술적인 힘에 의지하지 않으면 안 되는 상황으로 몰리게 된 사정이 있었다고 하고 있다.。

## 생애
다이카쿠지 왕통으로 고우다 천황(後宇多天皇)의 차남이었다. 어머니는 이쓰쓰시 다다쓰구(五辻忠継, 미나모토노 다다쓰구)의 딸로 내대신(内大臣) 가잔인 모로쓰구(花山院師継, 후지와라노 모로쓰구)의 양녀가 된 닷테몬인(談天門院) 다다코(忠子)였다. 쇼오(正応) 원년 11월 2일(양력 1288년 11월 26일)에 태어나 겐겐(乾元) 원년(1302년)에 친왕선하(親王宣下)되었다. 가겐(嘉元) 2년(1304년)에 다자이노소치(大宰帥)가 되어 소치노미야(帥宮)로도 불렸다.

### 즉위
도쿠지(德治) 3년(1308년)에 지묘인 왕통(持明院統)의 하나조노 천황(花園天皇)의 즉위에 따라 황태자로 세워졌으며, 분포(文保) 2년 2월 26일(1318년 3월 29일)에 하나조노 천황의 양위를 받아 즉위, 3월 29일(4월 30일)에 즉위식을 거행했다. 즉위 당시 천황의 나이는 31세였다. 30대의 나이에 즉위한 것은 1068년에 고산조 천황(後三条天皇, 36세에 즉위) 이래 250년만이었다.
즉위 후 3년 동안은 아버지 고우다 법황이 인세이(院政)를 실시했다. 고우다 법황의 유조에 따라 처음부터 고다이고 천황의 즉위는 형인 고니조 천황(後二條天皇)의 어린 아들인 황태자 구니요시 친왕(邦良親王)이 성인이 되어 즉위할 때까지의 '중계'로서 이루어진 것이었다. 기존의 일본 학설에서는 이를 두고 「징검다리 왕위」(中継ぎ), 「단기 군주」(一代の主)라 부르며 빈약한 입장에 있었다고 하였는데, 이는 대립 왕통인 지묘인 왕통에서 유래한 문서에서밖에 보이지 않으며, 그 정도까지 약한 입장은 아니었던 것으로 보인다.
겐코(元亨) 원년(1321년), 고우다 천황은 인세이를 정지하고 고다이고 천황의 친정이 개시되었다. 여기에는 고우다 천황이 경도되어 있던 불교 종파 진언종(真言宗)의 수행에 전념하고자 했던 것이라는 설(『마스카가미』「秋のみ山」에서 처음 제기된 이래로 유력한 설이기도 하다)이나, 고다이고 ・ 구니요시에 의한 다이카쿠지 왕통 체계를 확립시켜서 지묘인 왕통에 대한 완전한 승리를 노린 것이었다는 설 등이 있다. 어느 쪽이 되었든 간에, 이보다 앞서 구니요시 친왕에게 아들(야스히토 친왕)이 태어나 구니히토 친왕으로의 황위 계승 시기가 언제가 될 것이냐를 놓고 뜨거웠던 이 시기에 고다이고 천황이 치천의 군(治天の君) 즉 인세이를 행하는 상황이 되었던 것은 고우다 천황의 고다이고 천황에 대한 신임이 있었기 때문으로 여겨지고 있다.

### 바쿠후 타도 계획

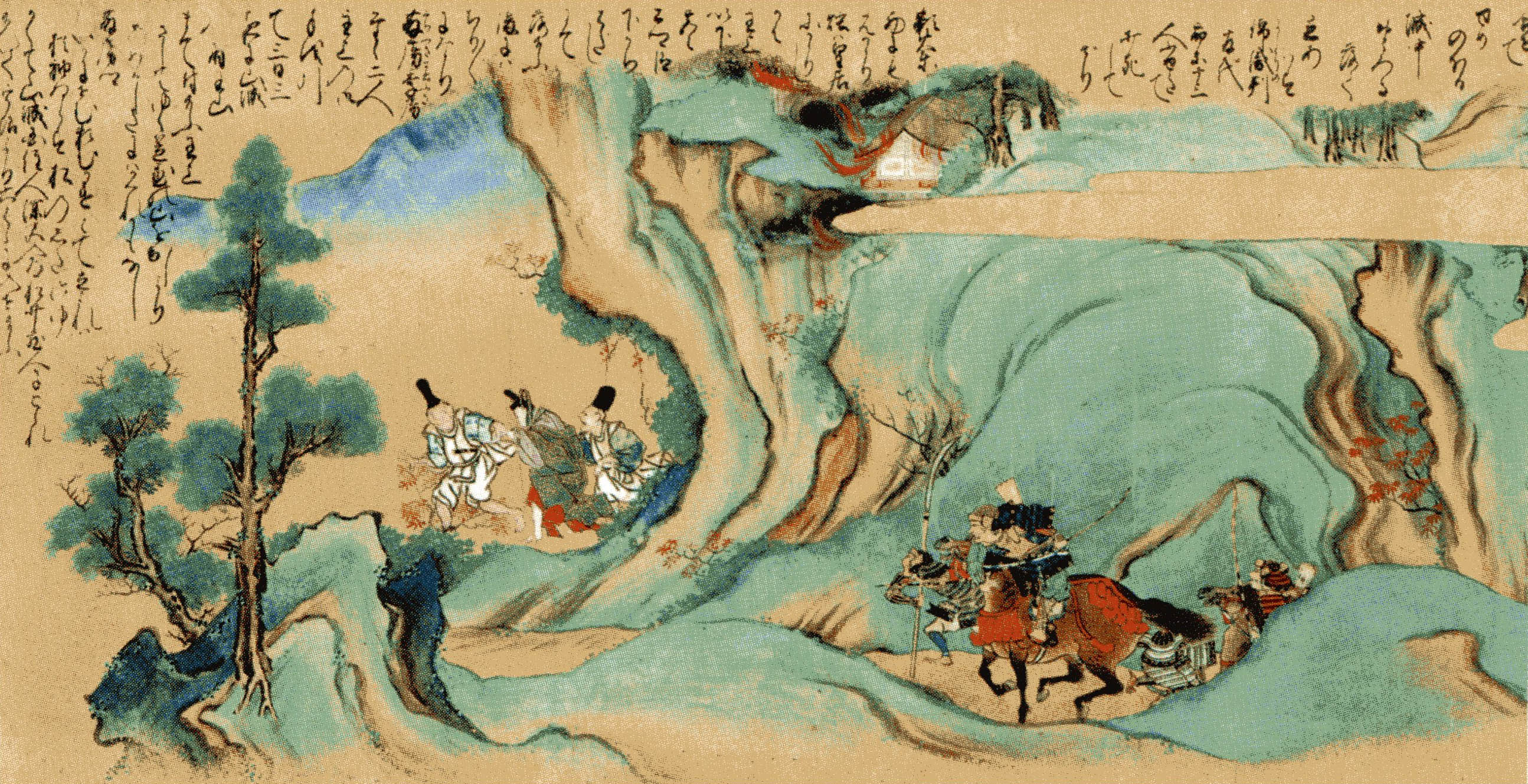
『태평기 에마키』(太平記絵巻) 제2권에 실려 있는 산속을 헤메는 고다이고 천황. 일본 사이타마 현립 역사와민속박물관 소장품이다.

쇼추(正中) 원년(1324년) 4월, 고다이고 천황 가마쿠라 바쿠후 타도를 꾀하였다는 혐의를 받아, 로쿠하라 단다이(六波羅探題)에 의해 천황의 측근 히노 스케토모(日野資朝) 등이 처분받는 사건이 일어난다(쇼추의 변). 주모자 색출 과정에서 정작 최고 주동자였던 천황에 대해서 바쿠후는 공식적으로 어떠한 처분도 하지 않았다(《태평기》에는 실제로는 고다이고 천황이 뒤에서 이를 사주하여 바쿠후 타도를 꾀하고 있었다고 묘사되어 있고 이것이 일본 학계의 통설로 되어 있기는 하지만, 2000년대부터 고다이고 천황은 실제로 바쿠후 타도 계획에 있어 어떠한 혐의도 없다는 견해도 서서히 지지를 얻어가고 있다).
겐토쿠(元德) 2년(1329년) 6월부터 3년 반에 걸쳐, 중궁 사이온지 기시(西園寺禧子, 후지와라노 기시)의 순산을 비는 기도가 행해졌다. 주된 이유로써는 사이가 좋았던 부부였지만 자식이 없는 것을 부부가 심정적으로 고민하고 불만을 품고 있었다는 점이 거론된다. 특히 이 가지기도의 타이밍에 관련해, 가지기도 시행 석 달 전인 같은 해 3월에 고다이고 천황의 라이벌이었던 구니요시 친왕이 갑자기 급서하였는데, 이런 때에 유력 권문(権門)인 사이온지 집안 소생의 친왕이 태어나게 되면 구니요시 친왕 계통에 맞설 유력한 황위 계승자가 될 것이라고 생각했을 것으로 추측되고 있다. 한편 《태평기》에서는 중궁의 순산 기도는 다이고사(醍醐寺)의 승려 몬칸(文觀)이나 홋쇼지(法勝寺)의 엔칸(円觀) 등의 승려들을 끌어들여 올린 바쿠후 조복(調伏)의 기도로 고후쿠사나 엔랴쿠사 등 난토(南都, 나라)의 지샤에 대한 접근 시도 등의 작업을 위장하기 위한 것이었다고 묘사되어 있는데, 이 설은 2010년대 후반 시점에서는 부정되고 있다.
구니요시 친왕이 사망한 뒤에는 고다이고 천황의 이치노미야(一宮) 즉 제1왕자인 타카요시 친왕(尊良親王) 등 네 명의 아들이 차기 황태자 후보자로 섰는데, 최종적으로 승리한 것은 지묘인 왕통의 적자(嫡子) 가즈히토 친왕(量仁親王)이었으므로, 양위 압력은 더욱 강해졌다.

### 유배, 그리고 탈출

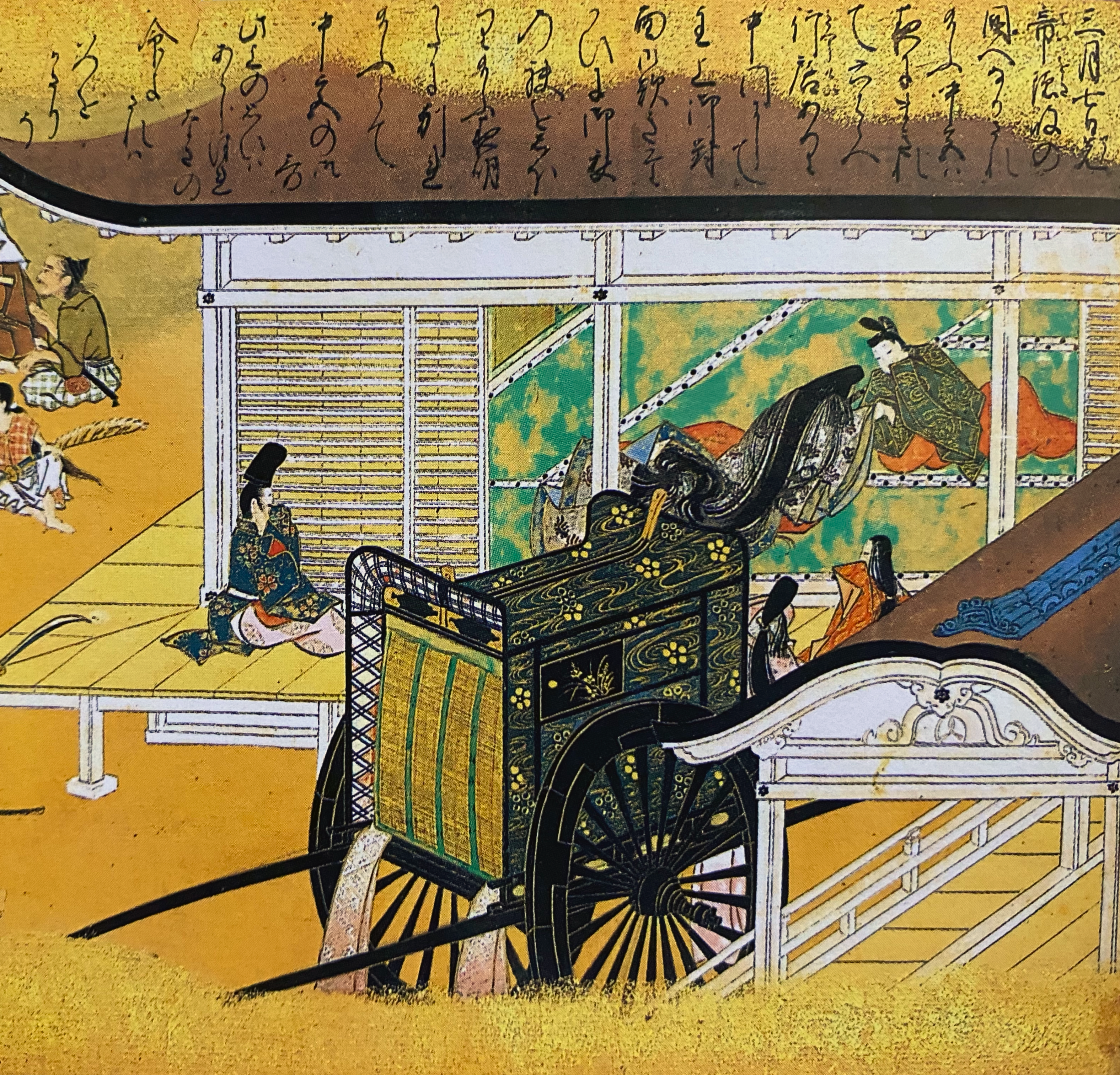
바쿠후에 체포되어 유폐중인 고다이고 천황을 걱정하여 우차를 몰아 하룻밤 이야기를 하는 중궁 사이온지 기시. 『태평기 에마키』(太平記絵巻, 17세기경) 제2권 「中宮御嘆事」에 실린 그림이다. 일본 사이타마 현립 역사와민속박물관 소장

겐코(元弘) 원년(1331년), 바쿠후 타도 계획이 측근 요시다 사다후사(吉田定房)의 밀고로 발각되면서 천황의 신변에 위험이 닥쳤다. 위기 앞에서 천황은 교토 탈출을 결단, 마침내 삼종의 신기를 가지고 거병한다. 처음에는 히에이 산(比叡山)으로 가려 했으나 실패하고 가사기 산(笠置山)에서 농성하며 군사를 모았으나, 바쿠후의 압도적인 병력 앞에서 결국 이듬해 성은 함락되고 천황은 사로잡혔다.(겐코의 난)
훗날 겐코의 난(또는 겐코의 변)이라고 불리게 될 이 사건에서, 머리는 빗질하지 못해 산발을 하고, 옷차림도 제대로 바루지 못한 채 산중에 숨어 있다가 발견되어 사로잡힌 고다이고 천황을 향해 하나조노인은 자신의 일기에서 하나조노 천황 신기(花園天皇宸記)에서 "왕가의 수치가 어디 이와 같은 것이 있으랴? 천하가 평온해짐이야 매우 기쁜 일이라 하나, 한 조정의 치욕은 탄식하지 않을 수 없도다."(王家之恥, 何事如之哉? 天下静謐, 尤雖可悦, 一朝之恥辱, 又不可不歎)라고 적고 있다(元弘元年10月1日条). 이때 고다이고 천황은 가마쿠라 바쿠후측의 취조에 '천마(天魔)의 짓'(天魔の所為)이라고 대답하는데, 직역하면 '악마의 짓이지 내 책임이 아니다'라는 것으로 용서받고 싶다고 하는 뜻을 비친 것이었다.
한편 고다이고 천황이 교토를 탈출했던 시점에서 바쿠후는 즉시 천황을 폐위하고 대신 황태자 카즈히토 친왕을 즉위시켰었다. 포로가 된 고다이고 천황은 조큐의 난(承久の乱)의 선례에 따라 모반인으로서 이듬해 겐코 2년/쇼쿄(正慶) 원년(1332년) 오키 섬(隱岐島)에 유배된다. 예전, 조큐의 난 때에 고토바 천황(後鳥羽天皇)이 유배된 곳과 같은 장소였다.
이 시기 천황의 아들인 모리요시 친왕(護良親王)과 가와치(河内)의 구스노키 마사시게(楠木正成), 하리마(播磨)의 아카마쓰 노리무라(赤松則村, 엔신円心) 등 '악당'(悪党)이라 불리는 반(反) 바쿠후 세력들이 각지에서 활동하고 있었다. 이러한 정세 속에서 고다이고 천황은 겐코 3년/쇼쿄 2년(1333년), 나와 나가토시(名和長年)를 위시한 나와 집안의 도움으로 오키 섬에서 탈출, 호키(伯耆) 센조산(船上山)에서 거병한다. 이를 추토하기 위해 바쿠후가 파견했던 아시카가 다카우지(足利高氏)가 거꾸로 천황측에 가담하여 로쿠하라 단다이를 공략했고, 그 직후에 도고쿠(東国)에서 거병한 닛타 요시사다(新田義貞)가 마침내 가마쿠라를 함락시키고 호조 집안을 멸망시켰다.

### 겐무 신정
겐코(元弘) 3년 6월 5일(1337년 7월 17일)에 수도로 돌아온 고다이고 천황은 「지금의 선례들은 옛날에는 새로운 의례였으니, 짐이 행하는 새로운 의례들은 미래의 선례가 될 것이다」(今の例は昔の新義なり、朕が新儀は未来の先例たるべし)라고 선언하였으며, 겐무 신정을 개시하였다(한편으로 겐무 신정에 대해서는 당시로부터 현대에 이르기까지 다양한 평가 ・ 해석이 있어 왔으며, 그 특징이나 의의에 대해서는 일치하는 견해가 나오지 않았다. 따라서 아래, 본절에서는 사건상의 열거만에 그칠 것이며, 고다이고 천황의 정치 사상이나 그 의의 ・ 평가에 대해서는 따로 「평가」라는 항목에서 다룬다)
우선 고다이고 천황은 자신의 퇴위와 고곤 천황의 즉위 및 재위를 부정하고, 고곤의 조정에서 이루어졌던 인사들을 모두 무효로 돌리는 동시에, 바쿠후와 셋칸(摂関)을 모조리 폐지하였다. 또한 양통질립을 폐지하여 왕통을 다이카쿠지 왕통으로 단일화하였다. 자신의 친아들로 겐코의 난에서 가장 먼저 참전하였던 모리요시 친왕을 세이이타이쇼군으로 삼고(몇 달 뒤에 해임되었다) 아시카가 다카우지에 대해서는 전공이 제일이라 하여 그에게 자신의 이름자 한 자인 타카(尊)를 하사하여 타카우지(尊氏)라는 이름으로 바꾸게 하고, 그를 진주후쇼군(鎮守府将軍)이나 산기(参議) 등으로 임명하였다. 그 해 중에 기로쿠쇼(記録所) ・ 온쇼보(恩賞方) ・ 잣소케쓰단쇼(雑訴決断所) ・ 무샤도코로(武者所) ・ 구보도코로(窪所) 등의 중요 기관이 재흥 또는 신설되었다. 또한 지방 정권으로써는 지카후사의 아들인 기타바타케 아키이에(北畠顕家)를 도호쿠(東北) ・ 기타간토(北関東)로(무쓰 쇼군후), 타카우지의 동생인 아시카가 다다요시(足利直義)를 가마쿠라(鎌倉)로 배치하였다(가마쿠라 쇼군후).
이듬해(1334년)에 들어서 1월 23일, 아버지 고우다 천황이 다이카쿠지 왕통의 적류(嫡流)로 지정했던 자신의 조카 구니요시 친왕의 혈통이 아니라 자신의 친아들인 쓰네요시 친왕(恒良親王)을 황태자로 세웠다.
29일(1334년 3월 5일), 고대 중국 역사상 찬탈자로 꼽히는 왕망(王莽)을 쓰러뜨리고 후한(後漢)을 열었던 광무제(光武帝)의 연호인 건무(建武)에서 따서 연호를 겐무(建武, けんむ)로 바꾸었다.
5월 3일에 게비이시초(検非違使庁)에 의한 덕정령(徳政令)인 겐무 덕정령(建武の徳政令)이 발호되고 5월 18일 온쇼보가 재편되었으며 8월에는 잣소케쓰단쇼의 확충 등의 정책이 행해졌다. 또한 경화(硬貨) ・ 저폐(楮幣, 지폐)의 병용이라는 관전(官銭) 건곤통보(乾坤通宝)의 발행을 계획하였으며 나카미카도 노부아키라(中御門宣明)를 주전장관(鋳銭長官) ・ 고조 요리모토(五条頼元)를 주전차관(鋳銭次官)으로 임명하였다. 10월 후반부터 11월 초두 사이에, 모리요시 친왕이 실각하고 그 신병이 가마쿠라의 아시카가 다다요시에게 넘겨졌으며, 친왕은 가마쿠라에 칩거하게 되었다(『梅松論』『保暦間記』『大乗院日記目録』).
겐무 2년(1335년) 6월 15일에는 조대내리행사소시(造大内裏行事所始), 즉 교토의 대궐(대내리)을 짓는 공사의 첫 삽을 떼는 행사가 행해졌다. 6월 22일, 다이나곤(大納言) 사이온지 긴무네(西園寺公宗)의 모반이 발각되어, 무샤도코로 직원인 구스노키 마사시게 ・ 고 모로나오 등이 포박되는 사태가 벌어지기도 하였다.

### 아시카가 다카우지의 배반
겐무 2년(1335년), 호조 씨 잔당인 호조 도키유키(北条時行)가 일으킨 나카센다이의 난(中先代の乱)을 진압하러 칙허도 없이 도고쿠로 향했던 아시카가 타카우지가 난의 진압을 수행했던 장수와 사졸들에게 가마쿠라에서 독자적으로 은상 지급을 행했다. 이는 겐무 신정에 대한 이반 행위로 간주되었으며, 천황은 닛타 요시사다에게 다카우지 추토를 명했다. 요시사다는 하코네 ㆍ 다케노시타의 싸움(箱根・竹ノ下の戦い)에서 패했지만, 교토에서 구스노키 마사시게나 기타바타케 아키이에(北畠顯家) 등과 연계해 아시카가군을 물리친다.
『매송론』(梅松論)에 따르면 이때 구스노키 마사시게는 승자였음에도 불구하고 고다이고 천황에게 타카우지와 조기 강화를 맺어야 한다고 진언하였다. 이는 구게(公家)들의 반대로 각하되었다. 다만 이 시점에서 타카우지 본인으로써는 패배가 확실하다고 보고 있었고, 해당 일화는 마사시게의 선견지명을 보여주면서 고다이고 천황이나 구게들이 아시카가측에 비해 전략적인 안목이 별로 없었음을 강조하려는 것은 아니라는 점에 주목할 필요가 있다.
타카우지는 무사히 규슈(九州)로 달아나 이듬해에 규슈에서 체제를 정비하고, 훗날 북조가 되는 지묘인 왕통의 고곤 상황의 인센(院宣)를 얻어 다시 한 번 교토로 진격했다. 타카우지 등이 이끄는 아시카가군은 미나토가와 전투에서 닛타-구스노키 군을 상대로 승리를 거두었고, 마사시게는 죽고 요시사다는 교토로 도망쳐 왔다.

### 남북조 시대의 시작
아시카가군이 교토로 들어오자, 천황은 그를 피해 히에이 산으로 도망쳐 저항했지만, 아시카가측의 화친 요청에 따라 삼종의 신기(三種の神器)를 아시카가측에게 건네주었고, 다카우지는 고곤 상황이 인세이를 행하는 형식으로 지묘인 왕통에서 고묘 천황(光明天皇)을 새로운 천황으로 옹립하였으며, 겐무 시키모쿠(建武式目)를 제정하고 교토에 새로이 바쿠후를 열었다(한편 《태평기》에 따르면 고다이고 천황은 히에이 산에서 내려올 때 선수를 쳐서 쓰네요시 친왕에 대한 양위를 행했었다). 한편 폐위된 고다이고 천황은 유폐되어 있던 가잔인(花山院)에서 도망쳐서, 타카우지에게 넘겨주었던 신기는 가짜라 주장하며, 천황은 요시노(吉野)에 따로 자신이 주재하는 조정을 세웠다. 이로써 교토의 조정(북조)과 요시노의 조정(남조)이 병립하는 남북조 시대(南北朝時代)가 시작된다.
고다이고 천황은, 다카요시 친왕이나 쓰네요시 친왕 등을 닛타 요시사다에게 받들게 하여 호쿠리쿠(北陸)로 보내고, 가네요시 친왕(懐良親王)은 정서장군(征西將軍)으로 삼아 규슈로, 무네요시 친왕(宗良親王)은 도고쿠, 노리요시 친왕(義良親王)은 붙여 오슈로 보내는 등, 자신의 아들들을 각지에 보내 북조측에 맞서려 했다. 하지만 열세를 뒤집지 못하고 끝내 병으로 쓰러져 엔겐(延元) 4년/랴쿠오(曆應) 2년(1339년) 8월 15일에 오슈로 가지 않고 요시노로 돌아와 있던 노리요시 친왕에게 양위한다. 그리고 다음 날, 요시노의 금륜왕사(金輪王寺)에서 붕어한다. 향년 52세(만 50세)였다.
셋쓰국의 스미요시 행궁(住吉行宮)에 있던 고무라카미 천황은 남조측의 스미요시 대사(住吉大社)의 궁사(宮司)인 쓰마모리 씨(津守氏) 집안이 맡고 있던 사찰인 장엄정토사(莊嚴淨土寺)에서 고다이고 천황의 대법요(大法要)를 실시했고, 또한 북조의 아시카가 다카우지도 고다이고 천황의 명복을 빌고자 교토에 덴류사(天竜寺)를 지었다.

## 인물

### 용모
고다이고 천황을 직접 보았던 적이 있을 것으로 여겨지는 『마스카가미』(増鏡)를 저술한 귀족은, 천황인 고다이고 자신의 용모에 대해서는 그렇게 직접적으로 언급하지 않는다. 『마스카가미』의 저자는 고다이고의 일화를 겐지 이야기 속의 히카루 겐지(光源氏)에 빗대어 서술하는 경향이 많은데(「秋のみ山」「久米のさら山」등) 이는 어느 쪽인가 하면 헤이안 왕조 문학(王朝文学)의 분위기를 보여주고 있는 것이라고도 한다.
혈족에 관해 말하자면 고다이고 천황의 장남인 다카요시 친왕은 「전과 같이 아름답다」(ふりがたくなまめかし)고, 유랑하는 신세가 되었음에도 그 용모가 쇠하지 않은 미남자였다고 언급되어 있다(「久米のさら山」). 둘째 아들인 요요시 친왕(世良親王) 또한 「단정하고 아름답다」(いときらきらし)라고 적고 있다(「春の別れ」). 다카요시와 요요시 및 친족 쓰네요시 친왕 세 사람은 함께 있는 경우가 많았는데, 세 사람이 고다이고 천황의 뒤를 따라 나란히 걸어가는 모습에 젊은 여관들은 홀린 듯 바라보았던 것이 아니었을까, 라고 『마스카가미』의 저자는 추측하고 있다(「春の別れ」).

### 가족애
고다이고 천황은 가족애가 깊은 사람으로 가족간의 교류를 늘 빠뜨리지 않았으며, 이것이 고다이고 천황에 대한 주위의 강한 경모를 불러일으켰다.
정비였던 중궁 ・ 사이온지 기시와는 소설적인 도피행에서 만난 사이로, 두 사람의 열애와 부부간의 화목함은 《마스카가미》 등에서 널리 알려져 있다. 고다이고 천황은 정비를 가장 소중하게 대하고 총애하였으며, 측실에 대해서도 소홀히 대하지 않는 인물이었다.
제1왕자 다카요시 친왕에게는 중무경(中務卿) 등 정계의 중직 경험을 쌓게 하고, 절회(節会)에도 출석시키는 등 자기 자신의 친왕 시대와 같은 커리어를 밟도록 하였다. 비록 낙선하였지만, 황태자 후보권에 추거하기도 하였다.
제2왕자 요요시 친왕은 고다이고 천황이 출어할 때에 모시고서 곁에 따르는 일이 많았다.가레키(嘉暦) 3년(1328년) 10월 9일에는 관백 니조 미치히라(二条道平)에게 부탁하여 요요시 친왕이 의주(議奏)하였다는 중요한 공무를 행하는 것을 지지했으면 한다고 말했고, 그 날로 요요시 친왕이 공무를 큰 문제없이 해낸 것을 보며 고다이고 천황은 몹시 흐뭇해하였다고 한다(『道平公記』). 일본사 연구자인 나가이 유우코(中井裕子)는 「아들의 성장을 기뻐하는 아버지의 얼굴이 눈앞에 떠오르는 듯하다」(息子の成長を喜ぶ父親の顔が目に浮かぶようである)라고 평하고 있다.
자식들과의 관계에 대해서 특히 쟁점이 있는 것은, 제3왕자 모리요시 친왕과의 관계였다. 결과론적으로 보자면 모리요시 친왕은 겐무 정권으로부터 배척당한 가운데 젊은 나이에 나카센다이의 난이라는 혼란 속에 아시카가 다다요시의 부하에게 암살당하고 만다는 비극성으로 인해, 대부분 고다이고 천황이 그를 악인으로 그렸으며, 한국의 해명태자나 호동왕자, 사도세자처럼 모리요시 친왕은 '공적도 재능도 뛰어난 인물이었음에도 아버지로부터 미움받은 비운의 자식이었다'고 평하는 아라이 다카시게(新井孝重) 등의 설도 있다.
하지만 사학자 가메다 도시카즈에 따르면 실제로 고다이고 천황과 모리요시 친왕, 이들 부자간의 애정이란 결코 약한 것이 아니었다. 애당초 모리요시 친왕은 세이이타이쇼군에 정식으로 보임되기 전부터 자신을 '쇼군'이라 참칭하였고, 윤지(綸旨, 왕명 문서)와 모순되는 영지(令旨, 왕족의 명령문)을 난발하였으며 무가의 지지를 얻고 있던 아시카가 다카우지와는 공연히 대립하고 또한 사병을 함부로 교토에 주류시키기도 하였다. 객관적으로 보면 아무리 그가 겐코의 난 1등 공신의 한 사람이라고 한들 당장 숙청당해도 할 말이 없는 행위였다. 가메다는 「모리요시가 1년 몇 개월만에 실각한 것은 고다이고가 모리요시를 싫어했기 때문」이라 해석하기보다도, 도리어 「모리요시가 1년 몇 개월씩이나 실각하지 않고 있었던 것은 고다이고가 모리요시에 대한 온정이 있었기 때문」이라고 해석하는 쪽이 더 적당할 것이라고 하였다. 그렇다면 어째서 이와 같이 모리요시 친왕이 문제 행동을 일으킨 것인가에 대해서 말하자면, 종실도 아닌 무사임에도 아버지로부터의 총애를 한 몸에 모으고 있는 다카우지를 보면서 다카우지에 대한 질투심이 일어난 것은 아니었을까, 라고 가메다는 추측하고 있다.
정비 기시와의 사이에서 태어난 딸 긴시 내친왕(懽子内親王)에 대해서는 겐토쿠(元徳) 3년(1331년) 8월 20일, 겐코의 난으로 바쿠후에 포박되고부터 가사기 산 전투를 일으키기까지에 이르는 그 긴박한 시기에도 불구하고 딸을 위해 일부러 시간을 내서 이세 신궁(伊勢神宮)의 사이구(斎宮) 의식의 하나인 노노미야(野宮, ののみや) 입시의 수속을 행하고 있었다(『마스카가미』「久米のさら山」). 이 시기에 긴시가 노노미야 입시를 행한 것에 대해서, 이노우에 무네오(井上宗雄)에 따르면 거병하기 전에 딸의 중요한 의식을 완료해 두고 싶었던 것으로 보인다. 긴시는 북조에 의해 옹립된 고곤 상황(光厳上皇)의 비였음에도 불구하고 26세의 나이로 출가를 결정하였는데, 안자이 나오코(安西奈保子)의 추측에 따르면 시기적으로 아버지 고다이고 천황의 붕어를 애도하기 위한 것은 아니었을까, 라고 한다.
아버지 고우다 상황과는 사이가 나빴다는 설이 있다. 그러나 그 뒤, 소송 정책이나 종교 정책 등에서 고우다 천황으로부터의 강한 영향이 지적되고 거듭 문헌 탐구를 통해 심정적으로도 부자는 사이가 좋았다고 볼 수 있다는 것이 판명되었다. 오기마치산조 사네미(正親町三条実躬)의 일기인 《실궁경기》(実躬卿記)에는 도쿠지(徳治) 2년(1307년) 1월 7일의 백마절회(白馬節会)에서 같은 고쇼(御所)에 묵었던 것을 비롯하여, 이 무렵부터 부자는 함께 활동하는 경우가 많았고, 축국(蹴鞠)을 하기도 하였다는 기록 등이 남아 있다. 특히 부자의 애정을 보여주는 일화로, 고우다의 총희였던 유기몬인(遊義門院) 레이시 내친왕(姈子内親王)이 위독해졌을 때, 이와시미즈 하치만구(石清水八幡宮)로의 쾌유 기도의 대리 참배라는 대임을 다카하루 즉 고다이고 천황에게 맡겼다. 다카하루 친왕은 행차 도중에 유기몬인이 결국 붕어하였다는 소식을 듣고도 그럼에도 불구하고 아버지의 기대에 부응하고자 발길을 돌리지 않고 기어이 처음의 목적대로 이와시미즈 하치만구에 참배하였다고 한다. 고우다의 명으로 제왕학 도서인 『군서치요』(群書治要)를 배우기도 한 것을 보면, 고우다 역시 정치의 추요에 다카하루 즉 고다이고 천황을 두고 있었던 것은 아닐까 보기도 한다.
어머니 이쓰쓰지 주시(五辻忠子)에게는 천황이 되고 두 달 뒤에 뇨인(女院)으로써 「단텐몬인」(談天門院)이라는 칭호를 주었고, 자신의 출세를 지지해 준 어머니를 위로하였다.
할아버지 가메야마 상황으로부터는 어머니 주시가 후에 가메야마에게 의지한 적도 있는 등 가메야마 상황이 붕어할 때까지 비호를 받고 있었다. 가장 만년의 가메야마는 쓰네요시 친왕이 태어나고 그에게로 총애가 옮겨갔어도 가메야마는 고다이고를 걱정하여 주시와 고다이고 천황의 저택이나 장원 등의 소유 영지를 남겨주고 있었다.。
친여동생인 조시 내친왕(奨子内親王, 다치몬인達智門院)과는 20세 전후 무렵부터 『마스카가미』「さしぐし」에서 와카를 주고 받는 모습이 그려져 있는 등, 사이가 좋은 남매로써 당시에도 알려져 있었다. 고다이고 천황이 즉위한 뒤에도 천황의 처가 아니었지만 황후로 책립되어 황후에 준하는 대우를 받았다. 그 뒤에도 종종 와카를 주고 받은 것이 《속천재화가집》(続千載和歌集), 《신천재화가집》(新千載和歌集) 등에 실리기도 하였다. 《신엽화가집》(新葉和歌集)에서는 다치몬인이 고다이고 천황을 추도하는 와카가 2수 수록되기도 하였다.
가족으로 유일하게 다이카쿠지 왕통의 정통 적자이자 조카인 구니요시 친왕 및 그 계통과는 사이가 나빴다. 나가이의 추측에 따르면 천황으로써 차근차근 실적을 쌓아가는 고다이고에게 구니요시 측이 초조해하지 않았을까,라고 추측하였다. 또한 고다이고 천황의 유부(乳父)인 요시다 사다후사(吉田定房)와 구니요시파의 나카미카도 쓰네쓰구(中御門経継)는 견원지간이었기 때문에(『花園天皇宸記』 元応 원년(1319년) 10월 28일조) 조정 신료끼리의 대립이 더욱 그러한 싸움을 부추겼던 것이 아닐까, 라고도 지적하였다.
《마스카가미》의 저자는 쓰네요시 친왕(고다이고 천황의 할아버지인 가메야마 상황이 가장 만년일 때 태어난 아들)도 고다이고 천황과의 교류가 깊었고, 특히 고다이고 천황의 아들인 다카요시 ・ 요요시와 함께 있는 일이 많았다고 묘사하고 있다(「春の別れ」). 실제, 쓰네요시파로부터 요요시를 거쳐 고다이고파로 노선을 갈아탄 정신(廷臣)들도 많았으며, 기타바타케 지카후사도 그 대표적인 사례였다.
혈연뿐만 아니라 처의 가족에게도 교류가 있었다. 중궁 기시의 아버지 사이온지 사네카네(西園寺実兼)나 그 친형인 이마데가와 가네히데(今出川兼季)로부터 비파를 배웠고, 그 명수였다. 또한 측실인 니조 이시(二条為子)의 친정인 니조파에게 배워서 그 대표적인 가인이기도 하였다.

### 공무 시간과 소송 제도에 대한 관심
『태평기』유포본 권1「관소 정지」(関所停止の事)에서는 즉위 직후 ・ 겐코의 난 전의 일화로써 아래의 호소가 자신의 귀에 들어오지 않으면 문제라며 기록소(記録所, 즉위한 직후 당시에는 분쟁 처리 기관)에 임석하여 백성의 진정에 귀를 기울이면서 소송문제의 해결에 활동하였다는 묘사가 있다. 그러나 20세기에 들어서는 이를 뒷받침할 사료가 거의 발견되지 않아, 이는 단지 이야기일 뿐으로 고다이고 천황의 진짜 흥미는 바쿠후 타도 활동을 위한 책모에 있었고 실제로는 소송 제도에는 전혀 관심을 갖고 있지 않았다고 생각되고 있었다.
그 뒤 2007년에 구노 노부요시(久野修義)에 의해 『각영소송상락일기』(覚英訴訟上洛日記)가 소개되면서, 고다이고 천황이 재판에 임석해 있었던 것이 사실로 판명되었다. 이에 따르면 기록소의 개정은 오전 10시 무렵이었고, 하루 몇 건의 구두 변론에 고다이고 천황이 임석하여 그날 내로 윤지의 형태로 판결문을 당사자에게 발행하였고, 모든 공무를 끝내는 날이 저물고 그 날짜가 바뀔 무렵이라는 초인적인 스케줄이었다고 한다. 그 밖의 연구로는 소송의 처리뿐만 아니라 제도 개혁에 대해서도 고다이고 천황의 독단 전횡이 아니라 아버지 고우다인(後宇多院) 등 다이카쿠지 왕통이 행해왔던 소송 제도 개혁을 계승 ・ 발전시키고 있는 것이 지적되어 고다이고 천황은 소송 문제에 관해 실행력 ・ 지식과 함께 일정한 역량도 가지고 있었던 것이 알려지고 있다.

### 무사에 대한 후대
측근인 기타바타케 지카후사의 증언(『신황정통기』)에 따르면 고다이고 천황은 당시의 구게 사회의 일원으로써는 특이하다고 평가될 정도로까지 무사들을 좋아했고, 나아가서는 무사들을 후하게 대우하는 정책을 펼치고 있었기 때문에, 구게들로부터 비판을 받기도 했을 정도였다.
우선 가마쿠라 바쿠후의 고케닌 신분을 철폐했다. 이는 첫째로는 당시 고케닌 제도가 사회의 실태에 맞지 않았던 것이 거론되고 있는데 또 한 가지 이유는 고케닌은 천황의 입장에서 보자면 배신(陪臣, 가신의 가신)에 해당하는 것으로 이를 폐지하여 모든 무사들을 천황의 직신(直臣)으로 「승격」시키는 것으로 무사 전체의 지위 향상을 노리고 있었다(『結城錦一氏所蔵結城家文書』에 수록되어 있는 「後醍醐天皇事書」).
또한 은상으로써 관위를 준다는 제도를 재흥시켜 수많은 무사들을 조정의 고관으로 끌어들였다. 공경(公卿) 지카후사로부터는 엄혹한 비판을 받았지만, 후에 가서는 지카후사 자신이 이 제도를 이용하여 남조 운영을 크게 성공시키기도 하였다.(→기타바타케 지카후사의 평가 항목 참조).
고다이고 천황이 좋아한 것은 행정적으로 실무 수완이 뛰어난 관료형 무사였고, 기록소 ・ 은상방 ・ 잡소결단소라는 신정권의 중요기관에(특히 잡소결단소에) 가마쿠라 이래의 실무 관료 무가 씨족들이 대거 등용되었다. 가마쿠라 바쿠후의 본거지였던 가마쿠라로부터의 채용보다는 가마쿠라 바쿠후의 옛 교토 주재 통치기관이었던 로쿠하라 단다이(六波羅探題)로부터의 채용이 많았고, 이는 가마쿠라에서는 호조 씨와 연결이 있는 씨족들로부터의 연고 채용이 많았던 것에 비해 로쿠하라 단다이에는 순수하게 관료적 능력에 의해 승진한 실력파들이 모여 있었기 때문은 아니었을까, 라고 해석되기도 한다. 또한 모리 유키오(森幸夫)에 따르면 일반적으로는 무장으로써의 인상이 강한 구스노키 마사시게나 나와 나가토시이지만 이들 두 사람은 특히 겐무 정권의 최고 정무 기관이었던 기록소 기인(記録所寄人)에 대대적으로 발탁되어 있었기 때문에, 실무 관료로써도 상응하는 수완을 가지고 있었던 것이 아니냐, 라는 해석도 있다.
고다이고 천황에게 발탁되어 지방으로부터 교토로 모여든 무가 관료들은 교토라는 정치 ・ 문화의 중추에 몸을 두는 것으로, 능력이나 지위를 향상시켰다. 예를 들면 스와 엔추(諏訪円忠)는 가마쿠라 바쿠후에서는 일개 부교닌(奉行人)에 지나지 않았으나, 겐무 정권에서 잡소결단소 직원을 경험하여 능력과 인맥을 갈고 닦은 가운데, 무로마치 바쿠후에서는 최고 정무기관인 효조슈(評定衆)의 한 사람이 되기까지 하였다. 그 가운데서도 저명한 인물은 훗날 무로마치 바쿠후의 초대 집사가 되는 아시카가 집안의 집사 고 모로나오(高師直)로, 가메다 도시카즈에 따르면 지방의 힘 있는 집안의 일개 가재(家宰)에 지나지 않았던 모로나오가 정치가로써도 무장으로써도 전국적인 수준으로 일류가 될 수 있었던 데에는 겐무 정권 하에서 구스노키 마사시게 등 우수한 인재와의 교류가 있었기 때문은 아니었을까, 라고 하였다. 고 모로나오는 훗날 고다이고 천황의 정책 대부분을 개량을 거쳐서 무로마치 바쿠후에까지 도입하였다.
또한 (겐무의 난이 발생할 때까지는) 아시카가 타카우지를 매우 총애하였다. 타카우지라는 이름은 처음에는 「다카우지」(高氏)로 표기되었는데, 이는 가마쿠라 바쿠후의 싯켄 호조 다카토키(北条高時)의 이름자 한 자를 받은 것이었다. 겐코(元弘) 3년/쇼쿄(正慶) 2년(1333년）8월 5일에 고다이고 천황으로부터 천황의 본명 「타카하루」(尊治)의 이름자 한 자 「타카」(尊)를 하사받아 이후 아시카가 타카우지(足利尊氏)라는 이름을 받기도 하였다. 겐코의 난 이후의 군공 인정은 타카우지와 모리요시 친왕(고다이고 천황의 친아들)이 맡았는데, 모리요시 친왕이 독자적인 권한으로 인정된 것에 비해 타카우지는 고다이고 천황의 충실한 대행자로써 모리요시 친왕 이상의 근면함으로 군공을 인정받았고 고다이고 천황은 타카우지에게 30개 소의 토지 그리고 진주후쇼군 ・ 사효에노카미(左兵衛督) ・ 무사시노카미(武蔵守) ・ 산기(参議) 등 중요 관직을 아낌없이 주었으며 나아가 진주후쇼군으로써 겐무 정권의 전군 지휘권을 위임받고 정치의 중추에 편입되었다. 진주후쇼군은 장식뿐인 지위가 아니라 다카우지가 규슈에서의 호조 씨 잔당 토벌 등의 때에 실제로 이들의 권한을 행사하였다. 동생 다다요시 또한 15개 소의 토지 그리고 가마쿠라 쇼군후(鎌倉将軍府)의 싯켄(실질적인 간토의 지도자) 등에 임명되었다. 한편 『매송론』(梅松論)에 기록되어 있는, 구게들이 「無高氏（尊氏なし）」라고 소문을 퍼뜨렸다는 사건은 이전에는 다카우지가 정치 중추로부터 배제된 것이라고 해석되고 있었는데, 요시하라 히로미치(吉原弘道)는 신연구의 성과에 힘입어, 다카우지가 받았던 이례적인 후대를 구게들이 질투하고자 묘사한 것은 아니었을까, 라고 해석하고 있다.
고다이고 천황은 이미 무너뜨린 가마쿠라 바쿠후의 도쿠소(得宗) 호조 다카토키에 대해서는 그 명복을 빌며 겐무 2년(1335년) 3월 무렵 그의 복심인 다카우지에게 명하여 가마쿠라의 다카토키의 옛 저택에 호케이지(宝戒寺)를 세울 것을 계획하였다. 그 후 전란으로 호케이지 건립은 일시 중단되었지만, 간노의 소란(観応の擾乱, 1350–1352)을 제압하고 바쿠후의 실권을 쥐게 된 다카우지는 엔칸(円観)의 명의상의 개산(開山, 2세 유현惟賢을 실질적인 개산으로 한다)으로 해서 쇼헤이(正平) 8년/분나(文和) 2년(1353년 봄 무렵부터 재개하여, 이듬해 무렵에는 완성시키고 고다이고 천황의 유지를 완수하였다. 또한 다카토키의 어린 아들 호조 도키유키(北条時行)는 나카센다이의 난에서 일시 고다이고 천황에게 반기를 들기는 했지만 훗날 남북조 내란이 시작되자 다카우지가 아닌 고다이고 편에 서기를 바랐고, 고다이고 천황도 이를 허락하여 유력 무장으로 중용되었다.
그렇다고 해서 고다이고 천황에 끝까지 대립을 지속한 무가 씨족에 대해서까지 겐무 정권이 신임을 보낸 것은 아니었다. 예를 들어 셋쓰 씨(摂津氏) ・ 마쓰다 씨(松田氏) ・ 사이토 씨(斎藤氏) 등은 가마쿠라 바쿠후 ・ 로쿠하라 단다이에 대대로 실무 관료를 맡아왔던 씨족으로 능력으로써는 고다이고 천황이 선호할 만한 부류였을 텐데도 호조 씨에 마지막까지 충성을 바쳤으므로 몇 사람의 예외를 제외하고는 겐무 정권 아래서 거의 등용되지 않았다.
겐무의 난 발생 이후에는 이전에는 총애하고 후대했던 타카우지를 「흉도」(凶徒)라고 부르는 등 대결 노선을 명확히 하였다(『阿蘇文書』（『南北朝遺文 九州編一』514号）). 그런 한편으로 기타바타케 지카후사나 지카후사를 신임한 고무라카미 천황이 다카우지가 앞서 고다이고 천황으로부터 이름자 한 자를 하사받았던 사실까지도 다카우지(尊氏)가 아닌 「다카우지」(高氏)라고 부른 것과는 달리 고다이고 천황은 끝까지 그를 「다카우지」(尊氏)라고 부르고 그렇게 표기하였다. 이에 대해 모리 시게아키는 「고다이고의 최소한의 배려였는지도 모른다」고 하였고, 오카노 도모히코(岡野友彦) 또한 다카우지를 철저하게 싫어한 지카후사와는 온도차가 있었고 겐무의 난 발생 후에도 고다이고는 지카후사 정도로까지 다카우지를 적대시하고 있지는 않았던 것 아닐까, 라고 하였다.

### 조정 의식의 부흥자
가마쿠라 시대 후기 일본에는 '덕정'(徳政)이라는 사상이 보급되고 악한 정치는 천변지이로도 이어진다고 여겨졌다. 이를 천인상관설(天人相関説)이라고 한다. 위정자들에게는 선정(善政)이 요구되었고, 그렇게 함으로써 천재지변을 막는다는 것이었다. 덕정 가운데서도 중대한 사항이 바로 소송 제도 개혁이었고 그 다음으로 중요하게 여겨진 것이 조의(朝儀) 즉 고대로부터 내려오는 일본 조정의 주요 의례, 의식들을 부흥시키는 것이었다. 조정 의례를 부흥시키는 것 또한 소송 제도 개혁과 마찬가지로 중요한 과제로 여겨지고 있었다. 고다이고 천황은 특히 10세기 다이고(醍醐) ・ 무라카미(村上) 두 천황이 셋칸이나 인세이 같은 특수한 정치적 구조 없이 친정을 행했던 엔기 ・ 덴랴쿠의 치(延喜・天暦の治)를 부흥시키고자 했고, 그 시대를 덕정 ・ 조정 의례의 이상적 모습으로 삼았다. 조정 의식의 부흥자로써 고다이고 천황은 가마쿠라 시대 말기의 세상 사람들로부터 그 치세를 '성대'(聖代)라 추앙받았으며(『後伏見天皇事書』) 남북조 시대에는 북조의 준삼궁(准三宮) 니조 요시모토(二条良基) 역시 고다이고에게 경의를 표하였다.
고다이고 천황은 특히 조정 의식의 연구 방면에서도 유직고실(有職故実)에 정통하였으며 고다이고 자신이 직접 《겐무 연중행사》(建武年中行事)라는 의례 서적을 짓기도 하는 등 조정의 권위를 고양시키고자 하였다. 이 서적은 행사의 기원 등의 일화를 생략하고 언제 어떻게 실행할 것인가 하는 차례가 기록된 실용 서적이었고, 일본의 학자 사카이 노부히코(酒井信彦)는 겐무 신정 하에서의 의례 집행 안내서로써 실천 목적으로 편찬되었던 것이 아닐까 추측하고 있다. 자신이 집행하는 갖가지 정책들을 두고 "(짐이 행하는 일이) 미래의 선례가 될 것이다"(未来の先例たるべし)라고 자부했던 신정 초의 각오와는 대조적으로 《겐무 연중행사》의 서문은 "뭐 '후세의 귀감'이라고 할 만한 것은 아니라고 해도, 어쩌면, 이 시대에는 이런 일도 있었구나 하고, (후세 사람들에게 있어서) 무엇인가 참고가 될지도 모른다."(まあ後世の鑑というほどのものではないにしても、ひょっとしたら、この時代にはこんなことがあったのだなあと、〔後の世の人たちにとって〕何かの参考にはなるかもしれない)라고 서술하고 있다.
《겐무 연중행사》는 궁중에서 높은 평가를 받았다. 무로마치 시대 고하나조노 천황(後花園天皇, 재위 1428년 - 1464년)은 이를 필사하여 주석을 달고, 당시 폐지되어 있던 왕실의 여러 행사들을 이 책을 모방하여 부흥시키도록 아들 고쓰치미카도 천황(後土御門天皇, 재위 1464년 - 1500년)에게 추천하기도 하였다. 훗날 본인이 직접 《고미즈노오인 연중행사》(後水尾院年中行事)를 저술했던 에도 시대의 고미즈노오 천황(後水尾天皇, 재위 1611년 - 1629년) 역시 이 책을 준토쿠 천황(順徳天皇)의 《금비초》(禁秘抄)와 나란히 중시하였으며, 후세에 남을 보감(寶鑑)이라 칭찬하기도 하였다.
또한 고다이고 천황은 겐무 신정 아래서 대궐인 다이다이리(大内裏) 조영을 계획하였는데, 일본의 사학자 가이 겐요(甲斐玄洋)는 이는 단순한 권력 과시뿐만 아니라 '성대(聖代)의 정무의 장'(聖代の政務の場)을 부흥시키는 것으로 덕정을 목표로 한 것은 아니었을까 주장하고 있다. 하지만 그러한 '성대'를 펼치기 위한 장소를 짓는 것은 결과적으로 백성들에 대한 세금 부담으로도 이어지는 것이었다. 구교 ・ 진주후다이쇼군(鎮守府大将軍)이었던 기타바타케 아키이에(北畠顕家)는 엔겐 3년/랴쿠오 원년(1338년)에 올린 유명한 《기타바타케 아키이에 상주문》(北畠顕家上奏文)에서 무거운 세금에 대해 간언하였는데, 이는 일반적으로 다이다이리 조영에 대한 비판도 포함하고 있는 것으로 여겨지고 있다. 일본의 사학자 가메다 도시카즈는 조영 계획 자체는 잘못되었다고 보지는 않지만 겐코의 난을 거쳐온 뒤의 피폐상을 미처 다 회복하지도 못한 시기에 행했다는 점에서는 문제가 있다고 지적했다.
고다이고 천황은 겐무 신정 후기에는 천황 자신의 명령문인 윤지 대신 태정관(太政官, 일본 율령제의 최고기관)의 정식 공문서인 태정관부(太政官符)를 많이 발급하였다. 1960년대의 사토 신이치(佐藤進一) 등의 설에서는 고다이고 천황은 '윤지 만능주의'를 선호한 독재 군주였는데 암우한 정책으로 윤지의 권위가 실추하고 그에 따라 독재 체제를 형식상 제한하는 태정관부를 발급할 수밖에 없었던 것이리라고 제창하였으며 이를 고다이고 천황의 '패배'라고 부르며 부정적인 면을 포착하고 있었다. 그러나 2007년 가이 겐료는 가마쿠라 시대의 덕정과 구게 법(公家法)에 관한 20세기 말부터의 연구 진전을 딛고, 대내리 조영이 시기가 연동되어 있는 것까지 감안할 때 태정관부 발급은 오히려 조정 의식의 부흥의 일환으로 보아야 마땅할 것이라고 지적하고, 사토의 설과는 반대로 구게 덕정(公家徳政)을 뜻하고 있던 고다이고 천황의 정치 구상과도 연관되어 있다고 주장하였다.

### 선종

#### 개요
고다이고 천황은 양통질립 시기(1242년 - 1392년)에 있어서도 특히 선종을 비호한 천황이었다. 고사가 천황에서 고가메야마 천황에 이르는 치세까지 불교 승려에 대한 국사(国師) 칭호 수여는 모두 25회 행해졌으며, 그 가운데 20회가 임제종 선종 승려에 대한 것이었는데, 고다이고 천황은 총 12회의 국사(国師) 칭호를 수여를 행하였고 이 가운데 10회가 임제종에 대한 것으로 단독으로 이 시기의 모든 천황의 선종 흥성 사업의 반수를 점한다.
중세 일본에서 천태종(天台宗)이나 진언종(真言宗)이라는 구세대 불교는 학문 편중 경향이 있었고, 그것도 고귀한 집안에서 태어난 승려만이 요직에 취임하는 것이 가능하였다. 선종이나 율종(律宗)의 승려는 이와는 다른 길을 제창하고 계율을 중시하였기 때문에 신분으로써는 낮았지만 무가나 대중들로부터 높은 인기를 모으고 있었다. 고다이고 천황이 속한 다이카쿠지 왕통 또한 선종에 주목하였는데 가메야마 상황(고다이고 천황의 할아버지)은 교토 난젠지(南禅寺)를 열었고, 고우다 상황(고다이고 천황의 아버지)은 가마쿠라 바쿠후로부터 허가를 받아 난젠지에 가마쿠라 5산(鎌倉五山)에 준하는 사격(寺格)을 인정받았다. 고다이고 천황의 선종 흥성 사업은 그 아버지나 할아버지의 연장인 것이다.
다음은 고다이고 천황이 임제종에 대해 임명한 국사(国師)이다.
- 야쿠오 톳켄(約翁徳倹, 겐오 2년(1320년) 4월 8일[주석 18]) - 「불등대광국사」(仏燈大光国師)[88]
- 무칸 겐오(無関玄悟, 겐코 3년(1323년) 12월 12일) - 「대명국사」(大明国師)[88]
- 센케이 쇼켄(潜渓処謙, 가레키 3년(1328년) 10월 15일) - 「보원국사」(普円国師)[88]
- 기안 소엔(規庵祖円, 가레키 3년(1328년) 11월) - 「남원국사」(南院国師)[88]
- 무혼 가쿠신(無本覚心, 겐토쿠 2년(1330년) 가을) - 「원명국사」(円明国師)[88]
- 무소 소세키(夢窓疎石, 겐무 2년(1335년) 10월 ) - 「무소 국사」(夢窓国師)[88]、→愛石家
- 고호 가쿠묘(孤峯覚明, 겐무 2년(1335년) 10월 5일) - 「국제국사」(国済国師)[88]、고다이고 천황은 겐코의 난에서 오키국(隠岐国)을 탈출한 직후인 윤2월 28일에 당시 이즈모(出雲)에 있던 고호 가쿠묘를 불러 면회하였다.[89]
- 슈호 묘쵸(宗峰妙超, 엔겐 4년/랴쿠오 2년(1339년) 4월 17日) - 「고조정등국사」(高照正燈国師)[88] 한편 「흥선대등국사」(興善大燈国師) 약칭 「대등국사」(大燈国師)로 통칭되는 쪽이 저명하다.
- 슈호 묘쵸(시기 불명) - 「정등국사」(正燈国師)[88]、앞서 항목에 포함시킨 고다이고 천황으로부터 두 번 수여받았다.
- 도오 쿄엔(通翁鏡円, 시기 불명) - 「보조대광국사」(普照大光国師)[88]

이 다음, 고산 문학(五山文学)의 기수로 유학자 ・ 수학자로써도 알려진 승려 쥬간 엔게쓰(中巌円月)를 불러들여 『상건무천자표』(上建武天子表), 『원민』(原民), 『원승』(原僧)이라는 정치론을 헌정받았다.
겐토쿠(元徳) 2년(1330년)、원(元)로부터 내방한 승려 민키 소슌(明極楚俊)이 가마쿠라로 가는 길에 민키를 불러서 고쇼에 참내하도록 하였는데, 당시의 천황이 외국인과 직접 대면하는 것은 이례적인 사건이었다. 민키 외에 원의 임제종 승려로써는 세이세쓰 쇼쵸(清拙正澄)도 중용되었다.
고다이고 천황의 아들로써도 알려져 있는 무몬 겐센(無文元選)은 임제종의 고승으로써도 대성하였고, 도토미국(遠江国) 호코지(方広寺)의 개산조(開山祖)가 되어 「성감국사」(聖鑑国師), 「원명대사」(円明大師)라는 시호를 추증받았다.
사학자 가와세 가즈마(川瀬一馬)는 무소 소세키(夢窓疎石)가 난젠지 주지를 고사하였을 때 고다이고 천황이 「불법의 융성하고 그렇지 못하고는 사람을 얻느냐 못 얻느냐에 달려 있다」라는 열의를 가지고 무소 소세키를 설득하였다는 고사를 들고 선종이 가마쿠라 시대에도 멸망하지 않고 그 뒤로도 이어지게 된 것은 이 시기 고다이고 천황의 인선 덕분이었다고, 높이 평가받고 있다. 또한 이후의 무가 사상이나 무가 문화가 선종에 뿌리를 두게 된 것을 생각하면, 이들 분야에 있어서 고다이고 천황의 영향도 적지 않다, 고 하고 있다.
사학자 오쓰카 노리히로(大塚紀弘)는 선종 흥행은 대중으로부터의 지지를 모으기 위한 정치적인 의도도 커서, 선종에 대한 어느 정도의 귀의는 했다고 해도 기본 노선으로써는 밀교(密教) 쪽을 중심으로 하고 있었던 것은 아닐까 하였다.
우치다 게이이치(内田啓一)에 따르면 구카이(空海)를 정점으로 하는 커다란 삼각형을 이루고 있던 진언밀교에 대해 고다이고 천황의 시점에서는 임제종 선은 「작은 삼각형」의 결집체로 보였으며 그 각 삼각형의 정점에 국사의 칭호를 주는 것으로 선종계의 장악을 도모하였던 것은 아닐까 해석하였다.
호타테 미치히사(保立道久)는 종교계의 융성이나 대중의 인기를 모으고 있던 것으로 고다이고 천황은 어쩌면 국가 통치의 상징이라는, 보다 큰 틀에서 선종을 파악하고 있던 것은 아닐까 해석하였고, 일본사에 결정적인 영향을 주었다고 높은 평가를 내렸다(선종국가 사상 항목 참조).

#### 선종국가 구상
2018년, 일본사 연구자인 호타테 미치히사(保立道久)가 제창한 설에 따르면 고다이고 천황의 선종 정책으로부터 그가 융화 노선을 지향하는 정치가였음을 알 수 있으며, 왕통이 분열되어 양통질립 을 우호적으로 해소하기 위한 수단으로써 선종을 활용하고자 했던 흔적을 볼 수 있다고 하였다. 또한 그 선종 정책은 역사적 의의로써도 가마쿠라 시대 → 겐무 정권 → 무로마치 시대 → 에도 바쿠후(江戸幕府)라는 일본사의 연속성을 찾아볼 수 있으며, 공무(公武)를 초월한 국가 통치의 틀로써 고다이고 천황이 구체적으로 선종을 제시하였기에 그 뒤 메이지 유신에 이르기까지 500년 이상 이어져온 일본의 이른바 '무가 선종 국가'(武家禪宗国家) 체제가 성립될 수 있었던 것이 아닐까, 주장하였다.
원래부터 선종은 어느 쪽이었느냐 하면 고다이고 천황 등 다이가쿠지 혈통이 지지하는 신흥 종교였는데, 지묘인 왕통이라고 해도 예외적으로 가잔 천황(花園天皇)은 선종에 깊이 귀의하여 특히 다이토쿠지(大徳寺)의 슈호 묘쵸(宗峰妙超)를 숭경하였다. 고다이고 천황측도 가잔 천황의 자세에 호의를 품었고 가잔 천황을 따라 다이토쿠지와 슈호 묘쵸를 독실히 공경하였으며 두 천황 모두 다이토쿠지를 기원소(祈願所)로 선정한다. 그 뒤, 고다이고 천황은 가마쿠라 바쿠후를 타도하고 교토로 돌아와서 겐무 신정을 개시한 바로 다음날인 겐코 3년/쇼쿄 2년(1333년) 6월 7일이라는 상당히 단기적인 단계에서 다이토쿠지에 「다이토쿠지 영지의 일은 관령함에 서로 다른 것이 있어서는 안 될 것이다」(大徳寺領事、管領不可有相違者)라는 윤지를 내린다(『大日本古文書 大徳寺文書』67、中御門宣明奉). 이후로도 종종 다이토쿠지는 소유 영지 기진 등을 으레 받았으며, 그 극진함은 진언율종(真言律宗)의 본거지 사이다이지(西大寺)와 나란히 설 정도였다고 한다. 같은 해 8월 24일에는 나아가 고다이고 천황 자신이 직접 쓴 치문(置文)으로 「다이토쿠 선사(大徳禅寺)는 마땅히 본조에 비길 데 없는 선종의 원림(苑林)이라」(大徳禅寺者、宜為本朝無双禅苑), 「문도 제자가 서로 잇는 것은 다른 문주에게는 허락되지 않는다」(門弟相承、不許他門住『大日本古文書 大徳寺文書』1)라 써서 다이토쿠지가 일본 최고의 선사(禅寺)라는 것이 선언되었으며 10월 1일에는 정식으로 윤지를 내려 「5산의 으뜸」(五山之其一, 『大日本古文書 大徳寺文書』14)가 되었다. 이듬해 1월 26일에 고다이고 천황은 난젠지(南禅寺)를 교토 고산(京都五山)의 제일로 정하고, 이틀 뒤인 28일에 다시금 다이토쿠지를 난젠지와 나란히 그 사격(寺格)을 정하고 「남종 단전의 정량」(南宗単伝の浄場なり)이라 칭하였다(『大日本古文書 大徳寺文書』15). 남종 운운한 것은 곧 다이토쿠지가 국가 사원이라 선언한 것으로 해석할 수 있다.
또한 다이토쿠지에 대한 사찰 소유 영지 안도 시기(6월 7일)를 보면, 그것은 실은 지묘인 왕통으로의 왕가 소유 영지 안도의 시기와 같은 날이다. 따라서 호타테에 따르면 이 두 가지는 연동되는 정책이었던 것은 아닐까 해석되고 있다. 특히 주목할 만한 것은 일찍이 가잔 상황이 다이토쿠지의 슈호 묘쵸에게 기진하고 있던 무로마치인(室町院) 소유 영지 「도모노 장(伴野床) ・ 가쓰니시 미하야(葛西御厨)」의 안도에 대해서는 가잔 천황으로부터의 다이토쿠지로의 기진을 고후시미 상황(後伏見上皇)에게 확인시킨다, 라는 번접한 수속을 밟아서 행한 것이었다(『鎌倉遺文』32242・『大日本古文書 大徳寺文書』30). 이 조치에 의해 다이토쿠지가 다시금 다이가쿠지 왕통과 지묘인 왕통 양측으로부터 숭경을 받는 형식이 되는 것이다. 무로마치인 소유의 영지는 원래부터 다이카쿠지 왕통 ・ 지묘인 왕통이라는 천황가 내부의 분쟁의 불씨가 되고 있던 장원들이었으므로 이들이 다이토쿠지라는 종교적 ・ 중립적인 조직에 붙여진 것에 대한 의미는 크다.。즉 고다이고 천황은 지묘인 왕통과의 융화 노선을 목표로 구게일통(公家一統)의 상징으로써 다이토쿠지를 전면에 세우고 있었던 것은 아닐까, 라고 하였다.
그것도 고다이고 천황은 「본조에 비길 데 없는 선종의 원림」, 「5산의 으뜸」이라는 그저 그럴싸한 명목으로 다이토쿠지를 장식하였던 것뿐만 아니라, 실제의 사찰 조영이나 사찰 부지 확보에 있어서도 다른 불교 종파와의 분쟁을 야기하지 않도록 세심하게 부심한 흔적이 엿보이는데 예를 들면 고다이고 천황이 겐무 신정 시기에 다이토쿠지에 제공한 사찰 권역은 천태종(天台宗) 사찰인 엔류인(円融院) ・ 가지이몬제키(梶井門跡) 수준에 달하는 것이었다. 여기서 당시의 가지이 몬제키를 관령하고 있던 것은 고다이고 천황의 아들로 천태좌주(天台座主)였던 소초 법친왕(尊澄法親王), 훗날 (모리요시 친왕이 그토록 바랐던 지위인) 세이이타이쇼군으로 임명되는 무네요시 친왕(宗良親王)이었다. 소초 법친왕(무네요시 친왕)은 겐코의 난 이전, 자신과 관련이 있는 선지사(善持寺)라는 사원의 토지가 개당된지 얼마되지 않은 다이토쿠지로 유입되어 버린 것에 대한 건을 흔쾌히 승낙하기도 하는 등(『大日本古文書 大徳寺文書』1-168)、천태종 사찰인 엔랴쿠지(延暦寺) 최고의 지위에 있었던 승려이면서 선종에도 이해가 있는 인물이었다. 이와 같이 수도 교토에 새로이 대규모의 선종 사원을 짓고 확대시킴으로써 자신의 인맥에 의해 가장 강한 장애물로 여겨지고 있던 불교계의 구세력 천태종과의 알력을 일으키지 않으려는 의도가 있었다. 이후 고다이고의 융화적인 자세는 겐무 정권 시기 내내 일관된 것이었다고 보이며, 겐무 원년(1334년) 10월 20일 윤지에서 다시금 부지 확인이 행해졌다(『大日本古文書 大徳寺文書』50).
물론 그 뒤의 겐무의 난으로 겐무 정권이 붕괴해버렸기 때문에 결과론으로만 본다면 고다이고 천황의 유화 계획이었을 다이토쿠지를 통한 구게 일통(公家一統) 그 자체는 성공하지 못하였다. 그렇다고 해도 역사적인 의의가 없다고 할 수는 없으며, 어쩌면 거꾸로 고다이고 천황의 선종 정책은 그 뒤의 일본의 역사에 결정적인 영향을 주었다.
송학(신유학)은 종종, 원래는 송학 가운데 하나에 지나지 않는 주자학(朱子学)과 동일한 것으로 오해되는 경우가 많았는데, 그것은 사실이 아니며 이 시대의 송학은 선종과는 뗄 수 없는 일체적인 것이었다. 가마쿠라 시대, 일본이 몽골 제국의 위협에 노출되자, 공무(公武)의 각 유식자는 그때까지의 민족주의를 버리고 일본의 근대화를 도모하였으며 송학과 선종이 일체화된 사상을 남송의 선종 승려였던 부쥰 시한(無準師範)의 문하나 남송으로부터 일본으로 건너온 승려 란케이 도류(蘭渓道隆)를 통해 배웠다. 이 시점에서는 선종 ・ 송학은 여러 세력들에 의해 제각기 배우던 것에 지나지 않았는데, 고다이고 천황에 의해 처음으로 선종국가라는 하나의 그림이 구체적으로 제시되었으며, 국가 통합의 상징으로써 사용되었던 것으로 그 뒤의 융성이 보증되게 되었던 것이다. 호타테에 따르면 고다이고 천황의 초상화가 율종의 사이다이지 출신의 몬칸과 선종의 다이토쿠지에 의해 소장되었던 점이 그 단적인 상징은 아닐까, 라고 하였다.
고다이고 천황의 정책은 겐무 정권 붕괴 이후에도 아시카가 정권에 의해 무가 선종 국가로써 발전적으로 이어지게 된다. 아시카가 다카우지 ・ 다다요시 형제에 의해 고다이고 천황의 명복을 빌기 위해 덴류지(天龍寺)가 창건된 것은 너무도 유명한 것으로, 3대 쇼군 아시카가 요시미쓰(足利義満) 또한 、고다이고 천황에 의해 재각이 발굴된 선종 승려 무소 소세키를 명목상의 개산으로 삼고 쇼고쿠지(相国寺)를 건립하고 있다. 이에 의해 아시카가 씨 정권이 선종 ・ 유학을 국가의 이념으로 위치시키고 그것도 선종 사원이 종교상 뿐만 아니라 경제적 ・ 사회적으로도 큰 역할을 맡게 된 것은 겐무 정권로부터의 연속성을 부정할 수 없다. 그 뒤 무가 선종 국가는 에도 바쿠후가 붕괴되기까지 500년 이상 이어지게 되는데, 「선종은 무가의 것」이라는 인식은 에도 바쿠후가 선종을 심화시키는 것을 과거소급적으로 적용시킨 이해에 지나지 않으며, 실제로는 공무를 초월한 국가적인 사업에 선종을 다룬 고다이고 천황이야말로 무가 선종 국가의 성립을 열어젖힌 인물이었다고 말할 수 있지 않을까, 라고 하였다.

### 율종
고다이고 천황의 할아버지인 가메야마 천황(亀山天皇)은 진언율종(真言律宗)의 개조(開祖)인 에이손(叡尊)에 깊이 귀의하였는데, 고다이고 또한 율종의 진흥을 도모하였다.
율종이란 특히 그 대표적인 에이손의 활동에 대하여 말하면 1. 불교계의 타락에 대처하기 위하여 계율(戒律, 불교에 있어서 규율 ・ 규범)을 중시하여 부흥을 도모하는 것(율종), 2. 석가모니 ・ 문수보살(文殊菩薩) ・ 사리(舎利, 석가모니 부처의 유골)에 대한 신앙을 중시하고 황폐화된 사원을 부흥시켜 다양한 불상을 조성하는 것, 3. 대중과의 관계성을 중시하고 빈민 구제 등의 자선 사업을 활발히 행하는 것(닌쇼 항목도 참조), 4. 밀교승(密教僧)으로써 가마쿠라 시대를 대표하는 밀교 미술의 제작을 많이 지휘 ・ 감독하는 것, 등을 들 수 있다.
고다이고 천황은 가레키 3년(1328년) 5월 26일부터 시작하여 겐토쿠(元徳) 2년(1330년)까지의 3년 동안 진언율종의 승려 닌쇼(忍性)에게 「닌쇼 보살」(忍性菩薩), 신쿠(信空)에게 「자진화상」(慈真和尚), 도쇼다이지(唐招提寺)의 중흥조(中興祖) 가쿠죠(覚盛)에게 「대비보살」(大悲菩薩)이라는 시호를 내렸다(『僧官補任』). 이들은 모두 진언종(真言宗)의 고승들로 진언율종 출신이자 고다이고 자신의 복심이기도 했던 몬칸보 고신(文観房弘真)의 추거가 크게 작용했던 것으로 보이고 있다.
닌쇼는 빈민이나 한센병 환자, 히닌(非人)이라 불리던 피차별대상자들에 대한 구제에 생애를 바친 율승(律僧)이었다. 고후시미 천황(後伏見天皇)이 에이손에게 「흥정보살」(興正菩薩)의 시호를 내린 것이 쇼안(正安) 2년(1300년) 윤7월 3일의 일로, 율승이 시호를 추증받은 것은 그로부터 약 28년 만의 일이자 동시에 닌쇼의 입멸로부터도 25년이 지난 때의 일이었다.
고다이고 천황은 또한 명예직을 추증하는 것뿐 아니라 일본 각지 율종의 민중 구제 사업에 대한 지원도 보였다. 예를 들어 동부 하리마(播磨, 효고현 동부)에서는 가코 강(加古川) 수계의 고가이 용수(五ヶ井用水)에 대해 중세에 몇 번에 걸쳐 대규모 치수 사업이 이루어졌는데 그 결과 700헥타르의 논에 물을 댈 수 있는 대형 용수 시설이기도 했고, 가고가와 오제키(加古川大堰)라 불리는 대규모 방죽이 1989년 완성되기까지 지역의 부를 만들어내는 심장부가 되었다고 알려져 있다. 일본의 역사학자 가네코 데쓰(金子哲)는 당대의 기록들을 조사하여 이 사업은 당시 겨우 20대 후반에서 30대 정도였던 몬칸에 의해 개시된 것이 아니었을까라는 주장을 내놓았다. 그리고 같은 시기 그 지역에 몬칸에 의해 세워졌던 석탑들이 다이카쿠지 통(大覚寺統)의 세력 범위 내에 있어 「금륜성왕」(金輪聖王, 천황) 운운하는 명문이 새겨져 있는 것에서 이러한 사업들은 고우다 상황(後宇多上皇, 고다이고 천황의 아버지)이나 당시 황태자(皇太子)의 신분이었던 다카하루 친왕(즉 고다이고 본인)으로부터의 지원이 있었던 것은 아닐까, 라고 추측하였다.

### 신도가
신도가(神道家)로써도 고다이고 천황은 다이카쿠지 왕통의 관례를 따라 당시 거의 방폐되어 있던 이세 신궁(伊勢神宮)을 보호하고 외궁(外宮)의 와타라이 이에유키(度会家行)으로부터 이세 신토(伊勢神道)를 배웠다. 그 인연으로 고다이고 천황의 제일 측근으로 일본 중세 최대의 사상가이자 역사가이기도 했던 기타바타케 지카후사도 이세 신토의 사상을 받아들여 자신의 명저 『신황정통기』 등에 표현하는 등, 일본의 철학, 역사학에 대한 사상적 영향은 컸다.
이세 신궁은 고대 일본에서는 특수한 지위를 쌓고 있었는데, 율령제 붕괴나 하치만 궁(八幡宮) ・ 구마노 신사(熊野神社)의 대두로 중세에는 그 권세를 잃고 있었다. 이에 외궁의 와타라이 씨는 이세 신궁의 독자성을 지키고자 독특한 신도관을 형성하였다. 그런데 고후카쿠사 천황을 비롯하여 지묘인 왕통의 일본 군주들은 사이오(斎王) 제도를 무시했기에 이세 신궁은 곧 타격을 입었고 천황가와의 연줄도 잃게 되었다. 이러한 가운데 다이카쿠지 왕통의 일본 군주들은 되도록 사이오를 보내는 제도를 존중하였으므로 와타라이 씨 입장에서도 그에 대한 보답으로 비전(秘伝)으로 내려오던 이세 신토의 서적들을 바치기도 하였다. 일본의 사학자 오카노 도모히코(岡野友彦)에 따르면 「신본부쓰쟈쿠」(神本仏迹, しんぽんぶつじゃく) 즉 일본 신토의 전통 신들이 실은 부처가 중생을 구제하고자 신의 모습을 빌려 나타난 것이라는 사상인 본지수적(本地垂迹)과는 반대로 일본의 전통 신들이 그 본체이고 부처가 그 신들의 화신이라고 하는, 이세 신토 고유의 독특한 신도 우위주의가 가마쿠라 바쿠후로부터 자립하고자 하는 경향이 있던 다이카쿠지 왕통의 사상과 상통하였던 것은 아닐까, 하는 견해를 제시하였다.
와타라이 씨는 겐코(元弘) 2년/쇼쿄(正慶) 원년(1332년)까지 고우다 천황 즉 고다이고 자신의 아버지와 고다이고 본인에게, 와타라이 이에유키가 편찬한 『류취신기본원』(類聚神祇本源)을 헌상하였고, 부자 모두 이 책을 몸소 열람하였다. 또한 고다이고 천황은 다이카쿠지 왕통의 관습대로 겐토쿠 2년(1330년)에 중궁(中宮) 사이온지 기시(西園寺禧子)와의 사이에서 태어난 딸 겐시 내친왕(懽子内親王)을 이세 신궁의 사이오로 보쿠죠(卜定, ぼくじょう: 지명)하였는데 이 직후에 고다이고 천황은 가마쿠라 바쿠후 전복을 꾀하다 오키(隠岐)로 유배되었고(겐코의 난) 실제로 겐시 내친왕이 이세에 오는 일은 없었다. 겐코 3년(1333년) 가마쿠라 바쿠후를 타도하고 겐무 신정을 시작한 고다이고 천황은 총비 아노 렌시(阿野廉子)와의 사이에서 둔 딸 쇼시 내친왕(祥子内親王)을 이세 신궁의 사이오로 다시금 복정하였으나, 몇 년 뒤에 겐무의 난(建武の乱)으로 겐무 정권이 붕괴되어 버려서 결국 쇼시 내친왕은 일본 역사상 마지막 사이오가 되고 말았다.
그뒤 엔겐(延元) 원년/겐무 3년(1336년) 10월 10일 고다이고 천황의 측근이었던 기타바타케 지카후사가 무네요시 친왕(宗良親王)을 받들고 이세 국으로 내려갔는데 이때 지카후사가 의지한 인물이 앞서 고다이고 천황과의 연줄이 있었던 와타라이 이에유키였다. 그곳에서 지카후사는 이에유키로부터 처음으로 이세 신토를 배웠고 특히 이세 신토의 여러 서적들의 개요를 편집하여 성립한 『류취신기본원』에 흥미를 보여 손수 필사하기 시작하여 엔겐 2년/겐무 4년(1337년) 7월 이후에 그 필사를 마쳤다. 그 뒤의 지카후사의 저작들, 특히 『신황정통기』, 『원원집』(元々集)에는 이세 신토로부터의 영향이 짙게 보이고 있다.
오가사와라 하루오(小笠原春夫)는 이 시기의 와타라이 이에유키 ・ 와타라이 쓰네마사(度会常昌) ・ 기타바타케 지카후사 ・ 승려 지헨(慈遍) 등의 학파의 활동에 대하여 「일본 신토 역사상 획기적인 하나의 출발을 이루었다」(神道史上画期的な一出発の趣をなす)라고 평하였고, 일본 중세 말기의 요시다 신토(吉田神道)나 근세 초기의 유가 신토(儒家神道) 등 후세 일본 신토에 대해 다대한 영향이 있었다고 서술하였다.
또한 고다이고 천황과 이세 신토와의 결탁은 남조의 군사적인 측면에서도 공헌하여, 종교 권문(宗教権門)으로써 이세 국의 8개 군을 지배하던 이세 신궁으로부터의 지원을 얻은 기타바타케 집안은 이세 국에서 기반을 쌓는데 성공하였고, 이세 고쿠시 기타바타케 집안으로써 센고쿠 시대(戦国時代) 말기까지도 200년 이상에 걸쳐 그 지역의 대세력으로 군림할 수 있었다.
한편 이세 신궁의 모두가 남조에 협력한 것은 아니었고, 그 중에 북조의 편에 선 신주(神主)도 있었다. 이는 신궁 내부의 파벌 싸움과도 관련이 있는 것으로 보이는데, 상세한 것은 알 수 없으나 고다이고 천황과 이세 신궁의 관계는 2010년대 시점에서도 연구가 다 된 것은 아니다.

### 서예가
서예가로써는 화풍(和風)이라는 고유 일본 양식에 중국의 송풍(宋風)으로부터 파생된 선종양(禅宗様) 양식을 더해, 「신한양」(宸翰様, しんかんよう)이라  불리는 서예풍을 확립하였고(신한宸翰은 어필을 가리킨다) 새로운 기풍을 당시 일본 서도계에 가져왔다. 서예사 연구자 자이쓰 나가쓰기(財津永次)에 따르면 고다이고 천황은 북송(北宋)의 문인으로 「송사대가」(宋四大家)의 한 사람인 황정견(黄庭堅)의 서풍을 임제선(臨済禅)의 고승 슈호 묘초(宗峰妙超, 대등국사大燈国師)를 통해 습득한 것으로 보인다. 자이쓰는 고다이고 천황의 서예 작품을 「패기가 넘치는 것으로 이름 높다」(覇気横溢した書として名高い)고 평하였다. 또한 고필(古筆) 연구가 고마쓰 시게미(小松茂美)는 고다이고 천황을 일본 역사상 가장 이름 높았던 명필 군주로써 후시미 천황(伏見天皇)에도 버금간다고 평하였고, 「힘이 넘치고 패기가 흐르는 글씨」(力に満ちた覇気あふれる書)를 남겼다고 평가한다.
고다이고 천황의 글씨 작품은 1951년부터 1955년에 걸쳐 『後醍醐天皇宸翰天長印信（蠟牋）』、『後醍醐天皇宸翰御置文〈／元弘三年八月廿四日〉』、『四天王寺縁起〈後醍醐天皇宸翰本〉』、『三朝宸翰』 （後醍醐天皇의 宸翰 소식 10통을 포함) 이렇게 네 건이 일본의 국보로 지정되었다.
당시에는 고다이고 천황에 그치지 않고 남북조 모두 천황들이 다투어 글씨를 연찬하였기에 이 시기 여러 군주들의 어필은 사료로써 뿐만 아니라 서예 예술 작품으로써도 중요하다. 그런 한편으로 가쿠이 히로시(角井博)에 따르면 신한양은 서풍 그 자체의 예술적 가치라는 측면에서는 평가가 높지만 화양(和様) 즉 일본 양식의 서도의 일부라는 측면에서 보아 후세의 서도에 준 영향이라는 측면에서는 특기할 만한 것이 없다고 평하였다.。

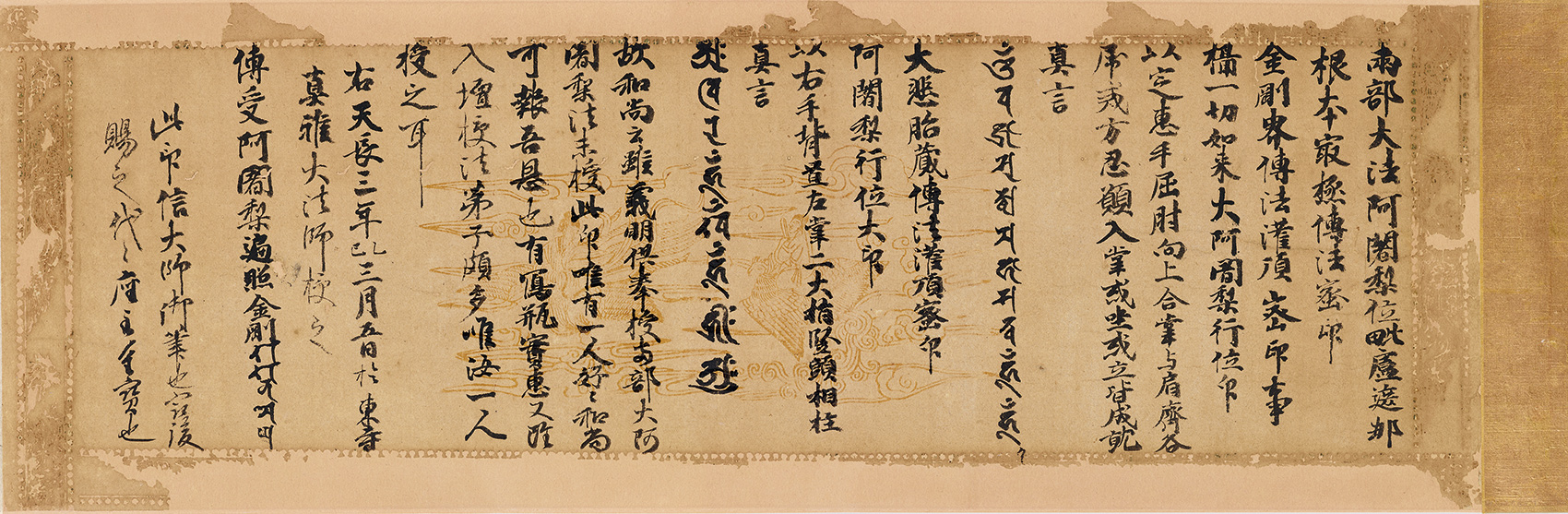
『後醍醐天皇宸翰天長印信（蠟牋）』종이의 장식은 고다이고 천황의 측근이기도 했던 승려 몬칸(文観)의 것이다. 일본의 국보로 다이고지(醍醐寺)에 소장되어 있다.
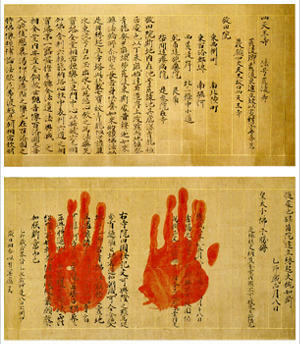
『四天王寺縁起〈後醍醐天皇宸翰本〉』 일본의 국보로 시텐노지(四天王寺)에 소장되어 있다.

### 가인

#### 니조파 진흥
고다이고 천황은 와카에도 조예가 깊었다. 『신후찬화가집』(新後撰和歌集)에서 《신후찬습유화가집》(新後拾遺和歌集)에 이르는 일곱 종의 칙찬(勅撰) 와카 모음집에 고다이고 천황의 와카가 많이 실려 있다.. 이 칙찬 와카 모음집 가운데 제16에 해당하는 『속후습유화가집』(続後拾遺和歌集, 가랴쿠 원년(1326년) 6월 9일 返納)은 고다이고 천황이 니조 다메사다(二条為定)를 찬자로 하여 칙선(勅撰)한 것이다. 고다이고 천황 자신의 아들로 남조 세이이타이쇼군 무네요시 친왕(宗良親王)이 찬자였던 남조의 준칙선(准勅撰) 와카 모음집 《신엽화가집》(新葉和歌集)에도 또한 고다이고 천황의 와카가 실려 있고 무네요시 친왕 개인 가집(家集)인 『이화집』(李花集)에는 내면의 심경을 토로한 와카가 실려 있다. 남조뿐만 아니라 무로마치 바쿠후의 초대 쇼군 아시카가 타카우지의 집주(執奏)인 북조의 칙선 와카 모음집 《신천재화가집》(新千載和歌集)에도 24수가 실려 있는데 이는 니조 다메요(二条為世) ・ 니조 다메사다 ・ 후시미인(伏見院) ・ 고우다인(後宇多院) ・ 니조 다메우지(二条為氏)에 이어 여섯 번째로 많은 것이다. 무가의 수장이자 그 자신도 뛰어난 가인이기도 했던 타카우지는 고다이고 천황을 조상하는 공양 원문에서 「素盞嗚尊之詠、伝我朝風俗之往策」라고 하여 고다이고 천황의 와카 재능을 두고 가신(歌神) 즉 노래의 신이라 일컬어졌던 스사노오노 미코토(素盞嗚尊)에 비유하였으며, 그 읊은 와카는 옛 일본의 가풍(歌風)을 재현한 듯한 고아한 것이었다고 평하고 있다.
고다이고 천황은 당시 일본 상류 계급에 있어 정통 문예였던 와카를 비호한 유력한 후원자로 보이는데, 《마스카가미》 제13 「秋のみ山」에도 「당대(고다이고 천황) 또한 시키시마의 도(敷島の道, 일본 고래로부터 내려오는 와카의 도) 중히 여기시오니」(当代もまた敷島の道もてなさせ給)라고 칭송한다. 한편 가마쿠라 시대 중기의 비구니로 여류 가인이었던 아후쓰니(阿仏尼,  1222? - 1283)의 《십육야 일기》(十六夜日記)에 「야마토(일본)의 노래의 도(道)란 (중략) 세상을 다스리고 만물을 화합케 하는 한 수단이라」(やまとの歌の道は ... 世を治め、物を和らぐるなかだち)라고 하고 있듯이 이 당시 일본에서 와카는 단순한 문예가 아니라 자신의 의지를 표현하여 통치를 원활하게 하는 강력한 정치 도구이기도 했던 것으로 여겨진다.
일본 가학(歌学)에서의 업적으로 당시 지묘인 왕통 파벌이던 교고쿠파(京極派)에 밀리고 있던 니조파(二条派)를 다이카쿠지 왕통의 군주로써 부흥시켰다.. 앞에서 언급한 『속후습유화가집』의 찬자로 니조파의 다메사다를 채용한 것이 그 예이다. 후지와라 북가(藤原北家)의  御子左流는 헤이안 말기에서 가마쿠라 초기에 걸쳐 활약하며 「가성」(歌聖)이라고까지 불렸던 후지와라노 데이카(藤原定家) 등을 배출한 일본 가학의 가계이지만, 당시 일본 가단은 御子左流 적류로써 정치적으로는 다이카쿠지 왕통을 지지하던 니조 집안의 니조파와 그 서류로써 정치적으로는 지묘인 왕통을 지지하던 교고쿠파로 양분되어 있었다(여기에 가마쿠라 바쿠후와 친했던 레이제이파冷泉派를 더하기도 한다). 고다이고 천황의 가풍(歌風)으로써는 니조파는 전통을 따르되 알기 쉽고 명료하게 짓는 것을 중시했고 교고쿠파는 신선함과 참신함을 중시했다는 차이가 있다.. 일본의 문학연구자 이노우에 무네오(井上宗雄) 및 일본사 연구자 모리 시게아키에 따르면 유학을 중시했던 고다이고 천황은 니조파 중에서도 니조파의 당주였으나 고의(古儀)에 소홀한 니조 다메요보다도 그 차남으로 유학적 색채가 짙었던 니조 다메후지(二条為藤)의 와카를 좋아하였다고 한다. 그 논거로 『하나조노 천황 신기』(花園天皇宸記) 겐코(元亨) 4년(1324년) 7월 26일조 이서(裏書)에 다메후지의 평전 기사에 대해 「주상께서는 유교의 의리를 가지고 추량하시어 가도(歌道)의 본의를 아셨다」(主上, 儒教の義理をもつて, 推して歌道の本意を知る)라고 쓴 것이 거론된다. 모리 시게아키에 따르면 고다이고 천황은 가학의 교양을 니조파에서만 얻지 않고 그 반대 방향으로 고다이고 천황으로부터 다메후지나 그 조카인 다메사다의 가풍에도 큰 영향을 끼쳤으며, 니조파에 유학적인 풍조를 도입했다고 하였다.
또한 고다이고 천황은 혼맥으로도 미코히다리 류(御子左流) 니조 집안을 우대하였고 다메요의 딸(다메사다의 숙모)로  「가성」 후지와라노 데이카의 증손녀에 해당하는 니조 다메코(二条為子)를 측실로 맞이하기도 하였다.. 니조 다메코와의 사이에서 타카요시 친왕(尊良親王) 및 훗날 니조파 최대의 가인의 한 사람으로써 남조 가단의 중심 인물이었던 무네요시 친왕 두 사람을 얻었다. 『마스카가미』에는 고다이고 천황과 다메코는 사이가 돈독한 부부였던 것으로 그려져 있다.
또한 니조 다메미치(二条為道)의 딸인 후지코(藤子)와의 사이에서 얻은 아들인 가네요시 친왕(懐良親王)도 규슈에서 정서부(征西府)를 열고 정서장군궁(征西将軍宮)이라고 불리며 규슈 지역에서 남조 세력을 부식하고 세력을 넓혔으며, 그 와중에 와카를 짓기도 하였다. 가네요시 친왕의 와카는 두 수의 와카밖에 남아 있지 않지만 일본의 사학자 모리 시게아키는 어머니 니조 후지코의 뛰어난 가재(歌才)로 보건대 실제로는 가네요시 친왕도 와카에 재능이 있어 많은 노래를 지었을 것으로 추측하고 있다.

#### 아시카가 타카우지 발굴
고다이고 천황이 칙찬을 명한 《신후습유화가집》에서 발탁된 무가 가인(武家歌人)으로 당시에는 아직 「高氏」라는 이름을 쓰고 있었던 젊은 날의 아시카가 타카우지도 끼어 있었다. 타카우지는 앞서 『속천재화가집』 칙선 때에도 니조 집안에 와카를 보냈었는데, 그때는 불합격되어 입선되지 못했고 보냈던 와카도 돌려보내졌다. 거기서 고다이고 천황의 시대가 되어 「かきすつるもくづなりとも此度は かへらでとまれ和歌の浦波」라고 읊은 와카를 보냈을 때는 니조 다메사다의 눈에 들어 채용되었다. 그 와카의 대체적인 뜻은 이러했다. "어차피 내 노래가 이번에도 기이 국 와카노우라에서 긁어 모아다 버릴 녹말 같은 다 써 버린 종이 조각이라 와카노우라 파도처럼 돌아오겠지만, 부디 이번에야말로 반환되지 않고 뽑혔으면 합니다."
한편 사학자 모리 시게아키는 《신후습유화가집》 사계부(四季部)가 주람(奏覧)되었던 쇼추 2년(1325년)이라는 시기에 주목하여 이는 쇼추의 변에서 고다이고 천황의 가마쿠라 바쿠후 전복 계획이 발각되고 천황 자신의 측근이라 할 인물들을 많이 잃었던 이듬해에 해당하며, 타카우지의 와카가 채용된 것은 고다이고 천황의 입장에서 자신의 눈에 들고자 하는 무사들에게 은혜를 베풀어 조금이라도 반막 세력을 늘리려는 정치적 의도가 있었던 것이 아닌가 추측하고 있다. 또한 타카우지 입장에서도 정치적인 의도는 아직 고다이고만큼 강하지는 않았더라도 니조 가문의 배후에 있는 고다이고 천황에게 접근하고 싶다는 생각이 있었기에 양자의 이해가 일치한 결과로 타카우지의 와카가 채택된 것이 아닐까 추측하고 있다. 하지만 2000년대 후반 이후 가와치 쇼스케(河内祥輔) 등에 의해 쇼추의 변 시점에서는 고다이고 천황이 바쿠후를 쓰러뜨릴 생각을 하고 있지 않았으며, 정말 무고였다는 설도 제기되고 있다. 자세한 것은 해당 항목 참조.
어쨌든 타카우지가 고다이고 천황으로부터 받은 영향은 단순히 정치적인 것에 그치지 않았고, 가학상으로도 타카우지는 고다이고 천황의 의지를 이어받아 니조파를 진흥시켰다. 남북조 내란이 일어나고 아시카가 씨 내부의 실권이 타카우지의 동생인 아시카가 다다요시에게로 넘어간 뒤 북조(지묘인 왕통)에서 최초로 칙찬된 고곤 천황(光厳天皇)의 『풍아화가집』(風雅和歌集)은 교고쿠파가 바친 것으로 일시적으로 니조파는 쇠퇴하였다. 그러나 간노의 소란(観応の擾乱)에서 다다요시에게 승리하고 쇼군 친정을 시작한 타카우지는 바쿠후 ・ 북조 안정책의 일환으로써 북조의 고코곤 천황(後光厳天皇)에게 『신천재화가집』을 집주했다. 여기서 타카우지는 자신이 처음으로 입선한 『속후습유화가집』의 찬자 니조 다메사다를 다시금 찬자로 추천했다. 나아가 고셋케(五摂家)의 하나인 구조 류(九条流) 니조 가의 당주로 렌카(連歌)의 대성자로도 알려져 있는 니조 요시모토(二条良基, 이제까지 등장한 미코히다리 류 니조 가와는 별개의 가계)는 유직고실 연구자로써의 고다이고 천황을 존경하고 있었던 인물로 왕통 지지의 입장은 교고쿠파였을 고코곤 천황에게도 고다이고 천황계의 니조파를 배우도록 설득했고 고코곤 천황도 이에 납득해 니조파로 돌아섰다.
 이렇게 타카우지 ・ 요시모토의 노력으로 『신천재화가집』의 찬자로는 다시금 니조파의 다메사다가 복귀하게 되었다.
고다이고 천황의 니조파는 최종적으로 교고쿠파에 승리했고, 교고쿠파는 남북조 시대 중기에 소멸해 버렸지만, 니조파는 살아남아 근세인 에도 시대까지 그 명맥을 유지하였다. 그 저명한 전승자로써는 남조의 무네요시 친왕이나 북조의 둔아(頓阿) ・ 겐코 법사(兼好法師), 무로마치 후기의 종기(宗祇) ・ 산조니시 사네타카(三条西実隆), 센고쿠 시대(戦国時代)의 산조니시 긴에타(三条西公条) ・ 산조니시 사네키(三条西実枝) ・ 호소카와 유사이(細川幽斎) 등이 있다. 유사이의 문하에서 도모히토 친왕(智仁親王) ・ 나카노인 미치카쓰(中院通勝) 등의 도소파(堂上派)와 마쓰나가 데이토쿠(松永貞徳) 등의 지하파(地下派)로 나뉘어 에도 시대까지 이어졌고 에도 시대 중후기에는 지하파 가가와 가게모토(香川景柄, 1745–1821)의 양자가 되었던 가가와 가게키(香川景樹, 1768–1843)가 고금전수의 권위주의를 비판하고 니조파를 발전적으로 해소하여 그 후계로써 실천을 거듭하고 게이인파(桂園派)를 새롭게 창시하였다. 메이지 시대인 1888년(메이지 21년)에 일본 궁내성 산하 어가소(御歌所)의 초대 소장이 된 게이엔파의 다카사키 마사카제(高崎正風) 등이 어가소파(御歌所派)를 형성하였고, 1946년에 어가소가 폐지될 때까지 존속하였다.

### 문학인으로써
문인으로써의 고다이고 천황의 업적으로는 무라사키 시키부(紫式部)의 소설 『겐지 이야기』(源氏物語, 11세기 초두)에 대한 연구가 있다. 고다이고 천황은 『데이카본 겐지 이야기』(定家本源氏物語)나 가와치가타(河内方)의 『겐지 이야기』에 대한 주석서 『수원초』(水原抄)를 읽고 그 여백에 자신의 견해를 써 두었다. 또한 요쓰쓰지 요시나리(四辻善成, 1326~1402)의 『겐지 이야기』 주석서 『하해초』(河海抄, 1360년대)의 서문에 따르면 고다이고 천황은 얼마 되지 않았을 무렵 『겐지 이야기』 강연을 개최하여 자신의 설을 전개하였고, 요시나리의 스승으로 이를 청강했던 의사 겸 가인(歌人)인 단바 다다모리(丹波忠守)와도 의기투합하여 그 문하에 들어가기도 하였다고 한다. 나아가『원중최비초』(原中最秘抄, 1364년)에 따르면 겐무 신정 초기 공무 와중에도 틈을 내어 가와치가타의 연구자인 행아(行阿)에게 명하여 『가와치본 겐지 이야기』(河内本源氏物語)를 바치게 하였으며, 『겐지 이야기』의 등장인물의 계도를 고다이고 천황 자신이 직접 작성한다던가, 몹시 바쁜 시기에도 『겐지 이야기』 연구를 게을리 하지 않았다고 한다. 고다이고 천황의 연구 성과는 그의 적손인 조케이 천황(長慶天皇)에게 직접 계승되어 조케이 천황 자신이 『겐지 이야기』의 주석서 『선원초』(仙源抄)를 쓰기도 하였다.
한편 고다이고 천황의 제제자(弟弟子)에 해당하는 요쓰쓰지 요시나리의 『하해초』는 그때까지의 『겐지 이야기』의 기존 연구를 열거 ・ 검토한 집대성적인 연구서인데, 이제까지의 연구에서는 보이지 않는 특징으로 『겐지 이야기』의 「엔기 덴랴쿠 준거설」(延喜天暦準拠説)을 주장하였다는 것이 알려져 있다. 즉 『겐지 이야기』의 등장 인물인 호리쓰보 임금(桐壺帝) ・ 스자쿠 임금(朱雀帝) ・ 레이제이 임금(冷泉帝)을 각각 실존 인물인 다이고 천황(醍醐天皇) ・ 스자쿠 천황(朱雀天皇) ・ 무라카미 천황(村上天皇)에 비정하고, 『겐지 이야기』는 「엔기 ・ 덴랴쿠의 치」(延喜・天暦の治)를 답습하여 그린 것이라고 해석하는 것이다.
그리고 일본의 문학 연구자 가토 료스케(加藤洋介)의 논설에 따르면 「『겐지 이야기』 엔기 덴랴쿠 준거설」은 요쓰쓰지 요시나리의 독창적인 설이 아니라 실은 고다이고 천황에 의해 고안되어 나온 것이 아닌가, 라고 하였으며 그 논거로 다음과 같이 제시하였다.
- 고다이고 천황은 엔기 ・ 덴랴쿠의 치를 이상으로 내걸었다.[141]
- 「엔기 덴랴쿠 준거설」은 『자명초』(紫明抄)에서 발전하여 성립되었다고 여겨지는데, 고다이고 천황의 스승이었던 단바 다다모리는 고다이고 천황을 만나기 이전에 이미 『자명초』를 손에 넣었음이 확인되고, 따라서 고다이고 천황도 다다모리로부터 『자명초』를 배웠을 가능성이 높다.[141]
- 조케이 천황의 『선원초』에는 고다이고 천황의 연구 성과도 기록되어 있는데, 요시나리의 『산호비초』(珊瑚秘抄)의 해석과도 일치하며, 우연이라고는 생각하기 어렵다.[141]
- 요시나리는 고다이고 천황의 『겐지 이야기』 강석을 무라카미 천황이 『만요슈』의 해독과 『후선화가집』 편찬을 행한 다섯 명의 연구자, 이른바 「나시쓰보 오인」(梨壺の五人)을 편성한 사업에 빗대었으며, 고다이고 천황과 엔기 ・ 덴랴쿠의 치를 결부지으려 하는 의지가 요시나리에게도 느껴지고 있다.[141]

그리고 고다이고 천황이 고안한 「『겐지 이야기』 엔기 덴랴쿠 준거설」은 스승 단바 다다모리를 매개로 요쓰쓰지 요시나리에게 전해졌던 것이 아닐까, 라는 것이다. 또한 고다이고 천황에게 있어 『겐지 이야기』 연구란 단순한 취미가 아니라 왕권을 회복하기 위한 사업의 일부이며, 따라서 그 의지를 이어받은 요시나리의 『하해초』도 문학적인 지견뿐만 아니라 겐무 정권의 성질을 이해하지 않고는 읽어낼 수는 없는 것이 아닌가 하고 생각하고 있다.
이상과 같은 가토의 논설은 일본의 역사 연구자 모리 시게아키(森茂暁)도 「수긍이 가는 의견」이라는 찬동을 받았다.

### 음악인으로써
고다이고 천황은 다이카쿠지 왕통의 천황 ・ 황족 사이에서 습득을 필요로 했던 피리를 구리다구치 쓰구후사(粟田口嗣房)에게서, 쓰구후사 사망 뒤에는 그 종형제인 후지이 쓰구자네(藤井嗣実)에게서 습득하였고, 또한 비곡(秘曲)에 관해서는 지하악인(地下楽人)인 오카미 가게미쓰(大神景光)로부터 습득한 것으로 보인다. 특히 「나릉왕」(羅陵王)이라는 무악곡(舞楽曲)의 일부로 비곡으로써 알려진 「황서」(荒序)라는 곡을 애호하여 으레 이 곡을 연주하기도 하였다. 이 곡은 평시에는 태평을 축수하고, 비상시에는 승리를 호령하는 곡으로 알려져 있으며 원구(元寇) 즉 몽골의 일본 원정 때에도 일본의 궁정에서 으레 연주되었다고 전하고 있다. 때문에 「황서」와 바쿠후 타도를 관련짓는 설도 있을 정도이다.
또한 고다이고 천황은 지묘인 왕통의 천황 ・ 황족 사이에서 습득을 필요로 했던 비파의 습득에도 적극적이어서 사이온지 사네카네(西園寺実兼)에게 간원하여 분포(文保) 3년(1319년) 1월 10일에는 비곡 자존만추악(慈尊万秋楽)과 양진조(揚真操)를, 겐코(元亨) 원년(1321년) 6월 15일에는 같은 비곡 석상유천(石上流泉)과 상원석상유천(上原石上流泉)을 전수받았으며, 이듬해인 겐코 2년(1322년) 5월 26일에는 비곡인 탁목(啄木)을 사네카네가 바친 보면을 토대로 이마데가와 가네스에(今出川兼季)에게 전수받았다(사네자네의 병으로 그의 아들인 가네스에가 대리로 가르쳤다).
여기서 군주가 비곡 전수에 사용한 비파는 일본 왕실 대대로 전해오던 명기(名器) 「겐조」(玄上)였다. 가레키(嘉暦) 3년(1328년) 2월 16일에는 지묘인 왕통 안에서도 천황 외에는 전수받은 일이 없었다고 알려진 「탁목」의 보외구전(譜外口伝) 전수를 가네스에로부터 받았다. 어명인 이상 가네스에도 거절할 방법이 없기도 했고, 그러한 사정을 전해 들은 지묘인 왕통측으로써는 자신들의 계통을 상징하는 비전이 경쟁자인 다이카쿠지 왕통의 천황에게 알려졌다는 것에 충격을 받았다. 지묘인 왕통의 고후시미 상황(後伏見上皇)은 자신의 일기에서 지묘인 왕통이 지켜온 비곡의 도가 금상(今上, 고다이고 천황)에게 가로채이고 말았다고 한탄하였다.
또한 아야노코지 아리요리(綾小路有頼)로부터 최마악(催馬楽)이라는 비곡을, 니조 스케치카(二条資親)로부터는 신악(神楽)이라는 비곡을 전수받는 등 적극적으로 각종 음악의 오의를 다하였으며, 사이온지 집안이나 뵤도인(平等院), 도다이지(東大寺) 쇼소인(正倉院)으로부터 명기를 바치게 하여 자신이 소장하는가 하면, 물질적인 면으로나 내용적인 면으로나 양통질립 이래 다이카쿠지 왕통 ・ 지묘인 왕통이 각기 독자적인 경지의 문화를 쌓아 올린 궁정 음악을 통일하고자 도모하였으며, 이를 통해 자신의 권위를 높이고자 하였던 것으로 보인다.

## 평가(동시대인)

### 구스노키 마사시게의 평가
가와치국(河内国)의 토호라는 입장에서 겐코의 난(元弘の乱)에서 세운 공적으로 일본 조정으로부터 많은 은상을 입었던 무장 구스노키 마사시게(楠木正成)는 고다이고를 평가한 발언을 그다지 남기지 않았다. 그러나 매송론(梅松論)에는 아시카가 타카우지가 규슈로 쫓기듯 내려 갔을 때 「임금께서 가마쿠라 바쿠후를 멸할 수 있었던 것은 모두 타카우지 경의 충공(忠功)에 의한 것이다」(君の先代を亡ぼされしは併せて尊氏卿の忠功なり)라고 발언했다는 기록이 남아 있어서 천하의 대세는 고다이고 천황에 대한 신뢰를 잃었고 그 신뢰가 타카우지에게로 옮겨갔다는 것을 인식하고 있었음을 알 수 있다. 또한 세이겐인본(西源院本) 태평기에 따르면 타카우지가 동쪽으로 다시금 치고 올라올 때 고다이고 천황이나 구교들에게 「교토 안에서 타카우지를 맞아 싸워야 한다」는 자신의 진언이 수용되지 못하자 「싸우다 죽으라 칙명을 내려 주소서」(討死せよとの勅命を下していただきたい)라며 비통해했다는 마사시게의 말이나 불만을 전하고 있다. 또한 매송론에서는 마사시게가 효고로 내려가는 도중에 아마자키(尼崎)에서 「아시카가 군세를 맞아 싸우기 위해 이 마사시게가 이즈미나 가와치의 슈고로써 칙명에 따라 군세를 일으키는데도 친한 족류와 일족들마저 난색을 표하거늘, 일반 고쿠진(国人) ・ 토민(土民)은 말할 것도 없다. 천하가 임금께 등을 돌렸다는 것은 명확하다. 마사시게의 목숨은 무익한 것으로 격전하다 죽을 것이다.」(今度は正成、和泉・河内両国の守護として勅命を蒙り軍勢を催すに、親類一族なほ以て難渋の色有る斯くの如し。況や国人土民等においておや。是則ち天下君を背けること明らけし。然間正成存命無益なり。最前に命を落とすべき)라는 취지를 고다이고 천황에게 아뢰었다는 기록이 있다. 타카우지와의 전쟁의 승패가 인심에 있다고 생각하고 있었던 마사시게는 세간의 사람들이 천황이나 겐무 정권에 등을 돌렸고 민중의 지지를 얻지도 못하는 상황에서 패배는 이미 정해져 있다고 생각하고 있었다.

### 아시카가 다카우지의 평가
무로마치 바쿠후 초대 쇼군이었던 아시카가 다카우지의 경우는 고다이고 천황을 거의 전면 긍정하였다. 이를 잘 보여주는 문서로써 고다이고 천황이 붕어하고 백일째 되던 날에 다카우지가 쓴 「고다이고인(後醍醐院) 백일제 원문」(後醍醐院百ヶ日御願文)이 알려져 있다. 그 대체적인 요는 다음과 같다.
예로부터 큰 은혜에 보답하지 않으면 덕이 없는 것이라고 합니다. 그 『후한서』(後漢書) 「양진전」(楊震伝)의 주(注)에도 이르듯이 참새 같은 작은 새들도 보석 띠고리를 물고 와 인애에 감사하고 또 말없이 은혜를 갚으니, 어찌 우리 모든 민초들이 폐하의 황금 같은 군덕을 잊을 수 있겠습니까. 아니오, 결코 없습니다.
엎드려 생각건대, 고다이고인까지는 때에 맞추어 운을 일으키시어 성왕(聖王)이 되시어 '출진향리'(出震向離)의 길상을 갖고 계셨으며, 그 공은 신과 같고 덕은 하늘에까지 이르렀습니다. 그러므로 폐하께서는 대대로 선제의 남기신 덕을 모아 군림하기를 태양과 같이 하시고, 우리가 우러러보기를 구름 같이 하는 왕자(王者)가 되셨습니다. 또한 폐하께서는 옛 성왕들의 흥망성업을 계승하시고 진무 천황 이래 90여 대의 아득한 족보를 계승하시어, 겐오 이후 18년의 재위를 유지하신 것입니다.
폐하께서는 밖으로는 왕도의 대화(大化)를 이루셨는데, 지금 정치의 도의 본원은 바로 여기에 있었습니다. 안으로는 불법의 융성을 도모하셨는데, 그 성자의 마음을 어찌 귀하게 여기지 않을 수 있겠습니까? 폐하께서는 신이 내리신 서예의 재능을 지니셔서 '서성' 왕희지에도 근접하였다는 당 태종도 뛰어넘는 분이셨습니다. 폐하의 화사한 생황의 울림만 있으면 이제 와서 한 고조의 전설의 피리를 구할 필요야 있겠습니까? 폐하의 와카(和歌)의 재주는 마치 노래의 신 스사노오노 미코토(素盞鳴尊) 같으시어 우리나라 고래의 가풍(歌風)을 연상케 했습니다. 폐하가 비파의 신기 '겐조'(玄象)를 들어 연주하신 비곡의 가락은 그를 처음으로 손에 잡으셨던 '성왕(聖王)' 무라카미 황제(村上帝)의 연주와도 같습니다. 구해야 할 도를 다 구하고 닦아야 할 덕을 다 닦은, 그것이 고다이고인이라는 분이라 하겠습니다.
그러면서도 얼마 동안 수도의 찬란한 궁궐을 하직하고 멀리 요시노에 있는 수도로 행차하셨습니다. 그 모습은 용마가 돌아오지 않고 성스러운 백운이 솟아오르는 준엄한 모습과 같았습니다. 천자의 가마는 오랫동안 바깥에 머물러서, 마침내 여행 속에서 붕어하셨습니다. 성스러운 천자와 같은 죽음이 아니라 억울하게 죽은 여러 황제와 같이 붕어하시니, 아아, 얼마나 애처로운 일입니까.
이에 폐하의 제자인 저는 황공하게도 아상(亜相, 대납언)으로 출사하여 정이대장군(征夷大將軍)의 무직(武職)에 이르렀습니다. 이러한 운수의 돌고 도는 것은 한(漢)이라는 나라가 누렸던 역사와 같은 행운을 떠올리게 합니다. 활과 화살을 주머니에 넣고(무기를 차고) 그저 편안한 평화를 빌며, 국가를 보호함으로써 군주를 섬기고 백성을 섬김으로써 인의를 다하고자 합니다.
저는 전공밖에 얻을 것이 없는 사람입니다만, 오직 그것만으로, 이렇게까지 행운인 번영을 이룰 수 있었습니다. 저 같은 약배가, 이렇게까지 힘을 얻을 수 있었던 이유를 곰곰이 생각해 보면, 확실히, 선제 폐하께서 거대한 성조인 홍곡과 같이 힘차게 날개짓하신 것에서 발원하고 있는 것임에 틀림없습니다.
폐하의 따뜻하고 다정하신 말씀이 아직도 제 귓전에 맴돌고 있습니다. 폐하를 사모하고 공경한 나머지 가슴이 괴로워지는 이 마음을 도대체 어떻게 하면 다할 수 있겠습니까? 제가 받은 은혜는 무궁무진하며 보답하는 일을 결코 소홀히 할 수 없습니다.
먼저 일곱 번의 칠일공양을 꾸준히 올린 뒤 추복을 올리게 하였습니다. 지금은 시간의 변화를 아쉬워하며 사경도 하였습니다. 지난날 승력보살(勝力菩薩) 도홍경(陶弘景)이 입적하고 백일 후에 남겨진 제자들이 흠모하였고, 당 태종이 승하하고 백일 후에 관리들이 선제의 남은 정취를 좇았다고 합니다. 하지만 과연 그 정도로 다할 수 있겠습니까?
즉 이제 도회태장계만다라(図絵胎蔵界曼荼羅) 한 부 ・ 금강계만다라(金剛界曼荼羅) 한 부, 도회관세음보살(図絵観世音菩薩) 한 부 ・ 습사대일경(摺写大日経) 3권 ・ 이취경(理趣経) 4권 ・ 수구다라니경(随求陀羅尼経) 3권을 바치고, 묘법연화경 10부를 전독하게 하고, 나아가 다섯 개의 선실을 더하여 열 명의 승려에게 공양을 행하게 하며, 비인구제도 실시하게 하였습니다. 도지인(等持院)에 기부도 하고 밀교의 의식 자리도 만들어 전 대승정 법인 대화상 주관으로 독경을 하게 했습니다. 수많은 도인·승려·구교(公卿)·덴조비토(殿上人)들이 모여 폐하의 보리를 추모하였습니다. 모든 경색이 장엄하니 폐하의 위덕에 합당한 것입니다.
폐하의 성령은 이 천오백추지신주(千五百秋之神州)인 일본으로부터 나와, 신속하게 아미타여래의 보좌로 향하실 것입니다. 삼십육천의 선실로 향하지 않고 곧바로 상적광토(常寂光土), 영원한 깨달음을 얻은 진리의 절대계에 도달하실 것입니다. 그리고 부처님에 대한 공경이 부족한 자에 이르기까지 모든 백성을 팔정도(八正道)로, 즉 열반하기 위한 바른 길로 인도하실 것입니다.

제자(弟子) 정이대장군(征夷大将軍) 정2위(正二位) 곤노다이나곤(権大納言) 미나모토노 아손 타카우지(源朝臣尊氏) 삼가 아룁니다(敬白).— 아시카가 타카우지, 「고다이고인 백일제 원문」(後醍醐院百ヶ日御願文)

가메다 도시카즈(亀田俊和)에 따르면 타카우지의 고다이고 천황에 대한 경모는 그 실체를 수반한 것이었다고 한다. 2010년대 이후의 연구에서는 겐무 정권의 여러 정책들은 현실적으로 뛰어난 것이었다고 하는 재평가도 이루어지고 있으며, 타카우지의 무로마치 바쿠후도 대부분 그것을 이어받고 있었기 때문이라고 하였다. 예를 들어 고다이고 천황은 토지 급부의 명령 문서에 추가 문서(雑訴決断所施行牒)를 발급하고, 오류는 없는지를 검사하는 동시에 강제집행권을 도입하고, 자기 부담이 강한 무력을 가지지 않는 약소한 무사·사찰에서도 안전하게 토지를 수령할 수 있는 시스템을 만들었다. 이는 무로마치 바쿠후의 집사(執事) 고 모로나오(高師直)를 매개로 아시카가 타카우지에게도 이어졌으며, 훗날 정식으로 바쿠후의 기본법의 하나가 되었다고 한다.
가메다는 타카우지는 그 이념도 정책도 고다이고를 충실히 이어받고 있었다며, "아시카가 타카우지야말로 고다이고 천황에게 있어서 최대의 충신이었다"고 말할 수도 있지 않을까, 라고 평하였다.

### 아시카가 다다요시로부터의 평가
아시카가 타카우지의 동생인 아시카가 다다요시(足利直義)는 간노(観応) 2년경에 자신이 이전 남조측으로 돌아섰을 때 맺은 관계를 이용해 남조측의 기타바타케 지카후사와 남북조의 강화 교섭을 행했다. 이때 주고 받았던 서간이 「요시노 어사 서안」(吉野御事書案)이다. 여기서 다다요시는 고다이고 천황에 대해 「고다이고 임금께서 아첨하는 신하들을 편애하셨던 것으로 인해 일이 대란에 이르렀습니다」(後醍醐が佞臣達を贔屓したので、事は大乱に及んだ), 「고묘 임금께서는 고다이고 임금으로부터 정식으로 삼종신기를 넘겨 받으셨고 무가측은 양통질립의 원칙을 지켜 고묘 임금의 황태자로 나리요시 친왕(成良親王)을 세워 황위 계승에 대해 충분히 배려해 드렸음에도 불구하고 고다이고 임금께서는 독단으로 요시노에 잠행하셨으니 이를 가지고 무가측이 천하를 찬탈하였다 비난함은 온당치 않습니다」(光明は後醍醐から正式に三種の神器を譲られた上に、武家方は両統迭立の原則を守って光明の皇太子に成良親王を立て、皇位継承について十分配慮したにも関わらず、後醍醐は独断で吉野に潜幸したのだから、武家方が天下を奪ったという批難は当たらない)라며 고다이고 천황의 행동을 비난한다.
또한 화목 조건으로 구게 일통(公家一統)을 주장하는 지카후사에 대해 다다요시는 「겐무 신정의 실패를 생각하면 그것은 무리한 이야기임이 틀림없습니다. 여러 구니의 무사들이 그걸 바랄지 어떨지 잘 생각해 보셨으면 합니다.」(建武の新政の失敗を考えれば、それが無理なことは明らかであり、諸国の武士がそれを望むかどうかよく考えていただきたい)라고 대답하여, 당시 무사들, 그것도 쇼군 다카우지의 친동생으로 무가 세력의 제2인자이자 고다이고 천황으로부터 그 자신도 형 못지 않은 많은 은상을 받았을 다다요시조차도 겐무 신정은 실패했다고 서술하고 있는 것이다.

### 기타바타케 지카후사의 평가
기타바타케 지카후사는 헤이안 시대 말기 《구칸쇼》의 저자 지엔(慈円)와 함께 일본 중세의 역사가로써 쌍벽을 이루는 대학자로, 고다이고 천황의 측근으로써 「노치노 산보」(後の三房)의 한 사람으로 꼽히며, 고다이고 천황이 붕어한 뒤에는 남조를 주도하였고 남조 준삼후(准三宮)로써 황후 등에 버금가는 자리에까지 올랐던 구교이다. 지카후사의 주요 저작인 『신황정통기』(神皇正統記)에서, 고다이고 천황의 붕어를 기록하는 부분에서(당시 지카후사는 히타치에 있었다) 「온갖 세상사가 꿈과 같이 허무한 것을 일찍이 알고 있었지만, 예전에 천황과 함께 보낸 많은 일들이 눈 앞을 스쳐 지나가는 느낌이 든다. 늙은 내 몸의 눈물을 멈출 길이 없고 붓을 잡은 손마저 제대로 움직일 수 없다」라고, 자신의 친아들 아키이에(顕家)가 전사한 장면 이상으로 힘을 쏟아 자신의 한탄을 기록하고 있다.
지카후사는 『신황정통기』에서 통합 평가로써는 고다이고 천황을 가장 뛰어난 천황의 한 명으로 평가하였다. 예를 들어 진언밀교로의 귀의가 깊었을 뿐만 아니라 그 외의 종파, 예를 들면 선종 등에 대해서도 두터운 보호를 행하였고, 중국으로부터 온 선승들에게도 입궐 및 알현을 허락하는 것에 대해서 높게 평가하였다. 지카후사가 특별히 상찬한 것은 고다이고 천황의 학문적 능력으로 화한(和漢) 즉 일본과 중국의 학문의 도에 통달하였다는 면에 대하여 중비(中比, 중고) 이래로 고다이고에 필적할 천황은 없다고까지 하였다. 또한 고우다 천황이 치천의 군(治天の君)을 사임하고 고다이고가 처음으로 친정(親政)을 개시한 때의 정치에 대해서 뛰어난 소송 처리를 행하였다며 천하의 백성들이 고다이고를 공경하였다고 주장한다.
그러나 지카후사는 정치 사상상으로 고다이고 천황의 정책을 전면적으로 지지하였다고는 보기 어렵다. 특히 『신황정통기』의 경우 겐무 정권의 인사정책에 대해서 고다이고 천황이 다소 아시카가 형제와 무가 전체에 대해 호의적인 태도가 과했으며, 황족 ・ 귀족의 소유 영지까지도 무사의 은상으로 빠져나가버렸다고 비판적인 모습을 보인다. 또한 사학자 우와요코테 마사타카(上横手雅敬)의 지적과 같이 분지 5년(1189년)의 오슈 합전(奥州合戦, 분지 5년) 은상으로써 관위를 주는 관례는 끊어져 있었는데 고다이고 천황은 이를 부활시켜서 아시카가 다카우지를 진주후쇼군(鎮守府将軍) ・ 사효에노카미(左兵衛督) ・ 무사시노카미(武蔵守) ・ 산기(参議)로 서위된 것을 시작으로 차례차례 무사들에게 관위를 나누어 주기 시작했다. 이 또한 지카후사는 「기껏 구게의 세상으로 돌아왔다고 생각했는데, 실상은 전보다 더한 무사의 세상이 된 것 같다, 고 말하는 사람까지 있다」고 맹렬하게 항의하였다.
그러나 현실주의자이자 마키아벨리스트였던 지카후사는 정치사상상으로 고다이고 천황을 비판하면서도 그 후 정치 실무상으로는 고다이고 천황의 정책을 적극 활용하기도 했다. 남조의 지방 지휘관들은 고다이고 천황의 정책을 인수받아 예하 무사에게 관위를 수여하는 독자적인 재량을 부여받았다. 그중에서도 꽤 열심히 은상으로서의 벼슬을 나눠준 것이 실은 이 정책을 비판한 바로 지카후사 자신이었고, 도고쿠 무사들에게 관위 추천서를 남발했다. 군사적 ・ 영토적으로 열세였던 남조에 있어서 고다이고 천황이 도입한 「은상으로써의 관위」 정책은 토지가 없어도 무사들로부터 구심력을 얻을 수 있었기 때문에, 뛰어난 은상 시스템이라고 지카후사는 이해하고 있었던 것이다. 이에 비해 무로마치 바쿠후가 은상으로써의 관위 수여를 도입한 것은 간노의 소란으로 보수파의 아시카가 다다요시가 멸망하고 나서로, 남조보다 꽤 시기가 늦은 것이었다. 야마다 타카시(山田貴司)에 의하면 남조가 실제로 이 시책으로 성공한 것을 목격했기 때문에 이에 대항할 목적으로 도입한 것이었다고 한다. 지금까지 고다이고 천황이 고안하고 기타바타케 지카후사가 입으로는 비판하면서도 손으로는 실시했던 정책들은 선진적이었던 것이다.

### 기타바타케 아키이에의 평가
기타바타케 지카후사의 아들로 남조측 구교(公卿) ・ 진주후다이쇼군(鎮守府大将軍)이었던 기타바타케 아키이에 또한 고다이고 천황에게 상주한 『기타바타케 아키이에 상주문』(北畠顕家上奏文, 엔겐 3/랴쿠오 원년 5월 15일(1338년 6월 3일))에서 고다이고 천황에 대한 비판을 남기고 있다. 7개 조만이 남아 있는 그 내용은 분명하지 않으나 적어도 남아 있는 내용들을 가지고 본다면 고다이고 천황의 정치에 대한 실질적인 부정이 전부이다.
현존하는 7개 조를 요약하면, 「수도 한쪽에 대한 극도의 집중을 억제하고 지방 분권을 추진하여 각 방면에 반독립적인 권한을 가진 장수를 둘 것」「조세를 낮추고 사치를 멈출 것」「은상으로써 관위를 주는 새로운 정책을 정지할 것」「구교(公卿) ・ 덴조비토(殿上人) ・ 승려에 대한 은혜는 천황 개인에 대한 충성심이 아니라 직무에 대한 충성심에 따라 공평하게 배분할 것」「설사 교토를 탈환했다 하더라도 행차·주연은 삼가할 것」「법령 개혁의 빈도를 낮출 것」「아첨 하는 신하를 배제할 것」 등의 것이다. 현존하는 제1조는 고다이고 천황의 전국 지배의 통치기구에 대한 언급으로써 특히 중요하다. 또 나머지 6조 중 절반이 인사정책에 대한 불만에 집중돼 있는 것도 특징이다.
일본의 사학자 사토 신이치(佐藤進一)는 동시대인들의 평가를 알 수 있는 『니조 강변의 낙서』와 견줄 만한 중요 자료로, 고다이고 천황을 독재적 군주로 삼는 자신의 설로부터 아키이에의 겐무 정권 비판에 원칙적으로 동의했다. 그러나 가메다 도시카즈는 사치를 경계하는 조항은 차치하고, 그 이외의 조항들은 반드시 정곡을 찌르는 비판은 아니었거나 단기적으로는 아키이에가 비판하는 것처럼 혼란을 초래하는 것이었겠지만, 장기적으로는 일정한 효과를 가져오는 시책이었으며, 사실 무로마치 바쿠후·남조 법 제도의 기초가 되었음을 지적하며, 아키이에 및 사토 신이치의 건무정권 비판에 반박하였다.

### 고다이고 천황의 편에 섰던 구게들로부터의 평가
고다이고 천황 편에 섰던 구게들은 마데노코지 노부후사(万里小路宣房)나 지구사 다다아키(千種忠顕) 등 고다이고 천황의 총신을 제외하고는 대개 겐무 정권에 비판적이었다. 때문에 겐무 3년(1336년) 2월 29일에는 도인 긴카타(洞院公賢)를 위시한 구교층이 「엔겐」으로 연호를 고칠 것을 주장하였다. 고다이고 천황은 연호를 고치는 것에 소극적이었으나 구교들은 「고다이고가 세운 『겐무』 연호를 내리는 것도 신정을 비판하는 것이 된다」라며 적극적으로 연호를 고치는 데에 찬동하였다. 또한 같은 해 정월에는 고다이고 천황의 총신인 마데노코지 노부후사와 지구사 다다아키가 차례로 출가에 이르렀고, 이것도 고다이고 천황의 신정에 대한 비판이 잇따랐기 때문이라고 해석되고 있다. 때문에 고다이고 천황은 그 뒤 이제까지의 「신정」에 손을 대지 않고 오히려 「신정」에 비판적이었던 지카후사나 노부후사, 다다아키 등에게 대행시키는 것으로 구교층의 비판을 억누르려 하였다.

### 사서에서의 평가
『매송론』에서는 「기록소와 결단소를 두었다고 해도 측근 신하들이 몰래 소를 넣어 판결을 뒤집어 왜곡해 버리고, 천황의 결정을 보이는 윤지가 아침에 바뀌고 저녁에 바뀌는 상황이라 여러 사람들의 부침이 손바닥 뒤집듯 하였다」라거나, 「무사들은 겐무 정권이 보탬 되는 것이 없다고 생각하기 시작하였고, 무가가 구게에 원한을 품고 구게와 무가가 물과 불 같은 사이가 되었다」라고 기록하고 있다.
성립에 이르기까지 많은 사람들이 관여했을 것이라고 여겨지는 군키모노가타리 『태평기』에서는 겐무 정권이 「정도(政道)가 바르지 못하였다」(政道正しからず)고 서술하고 있으며, 이는 당시 생겨나 있던 사람들의 일반적인 인식이었다고 할 수 있다.

### 서민들로부터의 평가
고다이고 천황의 정치는 무가나 구게 뿐 아니라 도시 주민들이 지방 주민들에게도 비판을 받았다. 도시 주민들의 비판으로써 유명한 것이 교토 니조 강변에 내걸린 이른바 「니조 강변의 낙서」이다. 이 낙서의 내용은 「御代に生てさまさまの、事をみきくそ不思議共、京童の口すさみ、十分一そもらすなり」라는 말로 끝맺고 있으며 여기서 보이듯 이것이 당시 교토 서민들의 공통 인식이었다고 할 수 있다.
지방 주민들의 비판으로써 유명한 것은 겐무 원년(1334년) 여름에 와카사 국(若狭国)의 太良荘의 농민이 소를 올린 문서이다. 이는 직접적으로는 장원 영주의 당시에 대한 연공이 무거워졌다는 것을 호소하고 있는데 이 시기에 연공이 무거워진 것은 고다이고 천황이 대내리를 짓는 등의 공사를 위해 여러 구니에 수입의 20분의 1을 세금으로 매겼던 것과 관계가 있으며 지방 주민들에게 있어서도 겐무 정권이 기대했던 것과 다르다고 여겨졌다는 것을 보여 준다.

### 북조측 구게들의 평가
렌카(連歌)를 완성한 일본 중세 최대의 문인이자 북조에 있어서 셋쇼(摂政) ・ 간파쿠(関白) ・ 태정대신(太政大臣)으로써 그 지위가 인신(人臣)의 극점에 달하였으며 준삼후(准三宮)로써 황후에도 준하는 지위까지 올랐던 니조 요시모토(二条良基)는 적대 파벌이었지만 생애에 걸쳐서 고다이고 천황에 대한 존경을 지속하였다. 이는 『겐무 연중행사』(建武年中行事)를 지은 유직고실(有職故実) 연구의 대가 ・ 조의(朝儀) 부흥자로써의 고다이고 천황을 평가한 것이라고도 한다.
북조에서 대납언까지 지냈던 나카노인 미치후유(中院通冬)는 고다이고 천황 붕어의 속보를 듣고 「믿을 수 없다」(信用するに足らず)며 반신반의하는 뜻을 비쳤다(『中院一品記』 엔겐 4년 8월 19일조) 그 뒤 무로마치 바쿠후 ・ 북조로부터 공식 조보가 전해지고, 「천하의 중대사이자 할 말을 잃은 사건이다. 이후 구게가 쇠미해지는 것을 피할 수 없다. 정말로 슬프다. 모든 일의 재흥은 모두 그분의 어대(고다이고 천황의 재위기)에 있었다. (고다이고 천황이 발탁한) 현명한 인재들은 과거보다 훨씬 높고 빼어난 이들이었다. 그 어찌 한탄하지 않는 자가 있으랴」(天下之重事、言語道断之次第也、公家之衰微不能左右、愁歎之外無他事、諸道再興、偏在彼御代、賢才卓爍于往昔、衆人不可不悲歎者歟)라고 평하고 있다.(『中院一品記』 엔겐 4년 8월 28일조)
또한 역사 모노가타리 『마스카가미』(14세기 중반)의 저자도 북조의 유력 정신(廷臣)이었음에도 불구하고 고다이고 천황을 찬미하였다. 그 정체는 앞에서 언급한 니조 요시모토라는 설이 비교적 유력하며 그 밖에 와다 히데마쓰(和田英松)가 주장한 바 니조 다메아키라(二条為明)라는 설이나 다나카 다카히로(田中隆裕)가 주장한 도인 기미카타(洞院公賢)라는 설 등 여러 가지 설이 있다.
한편으로 북조에서 내대신(内大臣) 산조 긴카타(三条公忠)는 고다이고 천황에게 비판적이었으며, 「고다이고인(後醍醐院)의 행하신 행동은 이 한 가지 건(집안의 격이 낮은 요시다 사다후사를 내대신으로 삼은 것) 뿐 아니라 매사가 상궤를 벗어났다. 어찌 후세가 선례로서 따를 것인가」라고 평하였다.(『後愚昧記』 応安 3년(1370년) 3월 16일조)

## 평가(연구사)

### 『태평기』사관에 의한 고다이고 천황의 암군상
『태평기』(1370년경 완성) 권1「後醍醐天皇御治世の事附武家繁昌の事」（流布本）에서 고다이고 천황은 처음에는 명군으로써 등장하고, 「하늘이 내리신 성군이요 땅이 보우하는 명군이라」(天に受けたる聖主、地に報ぜる明君)고까지 상찬되었다. 그런데 권12에서 13에 걸쳐 겐코의 난(元弘の乱)으로 가마쿠라 바쿠후가 타도되고 겐무 신정이 열리게 되자 이번에는 일변하여 완전한 암군으로 묘사되기에 이른다. 예를 들어 은상 배분에 있어서 지나치게 구게 편향적인 모습을 보인다거나, 무리하게 대내리(大内裏) 조영을 계획한다거나, 지토(地頭) ・ 고케닌(御家人)들에게 무거운 세금을 물리거나, 갑자기 화폐를 주조해 발행하고 그것을 밀어붙인다거나, 무사들의 특권 계층이었던 고케닌 신분을 무시하는 등 현실과 맞지 않는 정책을 남발하고 나아가 자신의 측근인 구교 지구사 다다아키(千種忠顕)나 승려 몬칸(文観)이 권세를 휘두르며 교만이 극에 달하고 사치를 남발하는 등 사람들의 불만을 불러 일으켰다. 그것도 현명한 신하인 마데노코지 후지후사(万里小路藤房)는 고다이고 천황에게 이러한 악정에 대해 간언하였으나 전혀 듣지 않자 겐무 정권에 실망하고 승려가 되어 속세를 등지고 만다, 라는 이야기가 그려져 있는 것이다.
일본의 사학자 가메다 도시카즈에 따르면 이러한 「『태평기』사관」이 후세 일본에서 일종의 주술적인 속박으로 이어졌고, 고다이고 천황과 겐무 정권에 대한 평가를 고정적인 것으로 굳혀버리고 말았다고 하였다.
그밖에도 남북조 시대의 여러 작품 속에서 고다이고 천황의 암군상에 관여하고 있는 것으로서는 『매송론』이나 풍자글 『니조 강변의 낙서』(二条河原の落書)라 불리는 문서들이 열거된다.

### 남조 정통 사관과 대의명분론에서의 비판
에도 시대가 되어 이러한 『태평기』 사관을 이어받은 일본의 주자학자나 역사가들에게도 고다이고 천황은 엄혹한 비판의 대상이 되었다. 도쿠가와 미쓰쿠니의 명에 의해 편찬된 《대일본사》에서는 남조를 정통으로 하는 입장에서 고다이고 천황을 부덕했다고 평가하는 인식을 볼 수 있다. 아라이 하쿠세키(新井白石)의 『독사여론』(読史余論, 쇼토쿠 2년(1712년)), 미이케 간란(三宅観瀾)의 『중흥감언』(中興鑑言, 에도 시대 중기), 그리고 라이 산요(頼山陽)의 『일본외사』(日本外史, 분세이 10년(1827년)) 등 당시 일본의 주요 정치 서적이나 역사 서적이 거지반 『태평기』가 제시하는 『태평기』 사관 그대로 비판적으로 고다이고 천황을 평가하였다. 아라이 하쿠세키는 《독사여론》에서 왕조 정치가 쇠퇴하고 무가 정권이 성립되는 과정은 누대에 걸친 천황이 실덕이 한 원인이었다는 관점에서, 고다이고 천황을 그 말미에 붙였다.
미야케 간란이나 라이 산요는 당시 에도 바쿠후가 퍼뜨렸던 유교적인 대의명분론 즉 신하는 어떠한 상황이 오더라도 주군에게 복종하지 않으면 안 된다는 사상의 유력한 논객 중 한 명이었다. 그들은 「충신」 구스노키 마사시게를 띄우면서 일본 사회에 남조 정통 사관(南朝正統史観)을 널리 퍼뜨리는데 일조한 공로자였으나, 그런 그들에 의해 도리어 고다이고 천황에게는 「부덕한 군주」라는 낙인이 찍혀 버렸다. 그나마 산요는 고다이고 천황을 비판하면서도 즉위 직후의 친정에 대해서는 어느 정도 긍정적으로 평가하고 있다.
왜 남조에 정통성이 있다고 보는 사관에서 고다이고 천황이 비판되는 사태가 벌어졌는가에 대해서 일본의 사학자 가메다 도시카즈는 이렇게 설명하고 있다. 남조 정통 사관이라는 것은 「남조가 정통」이라는 이름을 걸고 있다고 해서 그것이 고다이고 천황의 정치적 수완을 찬미하는 것으로 오해되고 있는데, 사실 「남조의 정통성」이나 「대의명분론」, 「충신론」과 「고다이고 천황에 대한 정치적 평가」는 전혀 별개의 것으로 다루어졌다는 것이다. 오히려 고다이고 천황이 「어리석고 부덕한 군주」이기에, 그럼에도 정통성이 그에게 있기 때문에, 이런 암군을 위해 목숨을 바치고 한 몸 내던져 섬기고 받들지 않으면 안 되었던 「충신」의 「비극성」이 일본에서는 이른바 한간비이키(判官贔屓)의 형태로 사람들의 공감을 불러 일으켰다는 것이다. 이렇게 고다이고 천황이 열었던 남조가 정통이 되고 남조의 충신들이 찬미되면 될수록 그러한 대비로써 역으로 고다이고 천황 자신은 더욱 암군으로써 비판받는 아이러니한 상황이 벌어지게 되었다는 것이다. 한국의 고려 말기 충신으로 평가받는 정몽주와도 비슷하다.

### 근대 실증주의에서의 비판
메이지 시대(明治時代)에 들어 정식으로 남조가 일본의 정통으로 메이지 신정부로부터 공인되었고, 민간에서는 대의명분론이 주류였으나 연구자들 사이에서는 실증을 중시하는 기풍이 생겨났고, 일본 역사의 대부분의 분야에서는 연구에 진전을 보였다. 그러나 겐무 정권 ・ 남북조 시대에 대한 정치 연구에 대해서는 전근대의 『태평기』사관이 거의 변화하지 않았고, 도쿄 제국대학(東京帝国大学)이나 교토 제국대학(京都帝国大学)의 일본사 연구자들로부터 일관되게 고다이고 천황은 비판의 대상이었다. 구메 구니타케(久米邦武)는 고다이고 천황이 신하에 대한 이해가 전혀 없었다고 지적했고, 나카무라 나오카쓰(中村直勝)는 고다이고 천황의 화폐 주조 정책에 어느 정도 호의적인 평가를 하는 등 부분적인 변화가 있기는 했지만, 구메나 나카무라 모두 기본적으로는 고다이고 천황에 대해 혹평하였다. 다나카 요시나리(田中義成)도 구로사카 가쓰미(黒板勝美)도 고다이고 천황의 은상 정책을 중심으로 고다이고 천황에 대한 비판을 전개했으며, 그 내용은 거의 『태평기』와 같은 것이었다.

#### 히라이즈미 기요시의 황국사관
이렇듯 에도 시대적인 대의명분론에서도 실증주의 역사학에서도 고다이고 천황을 어리석은 군주로 보는 설이 퍼져 있는 가운데 1930년대 예외적으로 고다이고 천황을 재평가했던 일본 사학계 내에서도 이단아라 부를 만한 인물이 있었는데, 황국사관(皇国史観)의 대표적 연구자였던 히라이즈미 기요시(平泉澄)였다.
히라이즈미는 1934년에 펴낸 『겐무 중흥의 본의』(建武中興の本義)에서 겐무 정권의 좋은 점에 대해 대부분의 사료들을 들어 논증하였고, 특히 『태평기』 이래의 정설이었던 은상 불공평설을 퇴조시켰다. 사학자 가메다 도시카즈의 주장에 따르면 고다이고 천황의 은상이 불공평했다는 설을 반증하는 과정에서 히라이즈미가 사용했던 실증적인 수완은 현대(2016년) 시점의 연구 수준에서 봐도 납득이 되는 것이라고 호평하였다. 그러나 겐무 정권의 실패에 대해서는 「부패」한 인민과 「역적」 아시카가 타카우지에게 전적으로 그 책임을 돌려버리는 일방적인 모습을 보였다. 그 타당성은 차치하고서라도 실제로는 그때까지는 존재하지 않았던 시점에서의 연구라는 의미에서는 아주 신선한 연구였다.
황국사관이라는 역사관 자체가 천황에 의한 지배와 통치를 정당화하기 위한 이론적이고 이념적인 토대로써 당시 일본 제국의 한국에 대한 식민지 지배를 정당화하고 미화하기 위한 식민사관과도 닿아 있는 것이었다. 가메다 도시카즈는 히라이즈미 기요시의 황국사관에서는 전근대적인 대의명분론이 부활했다기보다도 전체적인 연구 수준은 되려 후퇴해 버렸다고 하였다. 그것도 「역적」 아시카가 타카우지를 배제하려 든 나머지 겐무 정권과 무로마치 바쿠후의 윤리적인 단절성을 강조했고, 때문에 실증적으로는 취약한 면이 있었다.
이로부터 10여 년 뒤인 1945년 일본 제국은 제2차 세계대전에서 패전을 맞이했고, 황국사관론자 히라이즈미 기요시는 공직에서 추방당하고 나아가 그 존재마저도 금기시되었다. 그의 연구에서 독창적이고 획기적이라고 할 만한 부분이 없었던 것은 아니었지만 후세 일본의 역사학에 그렇게 영향력을 갖지 못하고 말았다.

### 마르크스주의 역사관에서의 비판
패전 직후인 1940년대 후반에는 마쓰모토 신파치로(松本新八郎) 등에 의해 마르크스주의에 입각한 비판이 시도되었고, 겐무 정권은 반혁명 노선 ・ 복고주의를 따른 실패라고 부정적으로 평가되었다.

### 사토 신이치의 송조황제독재군주설(宋朝皇帝型独裁君主説)
1960년대 일본의 사학자 사토 신이치(佐藤進一)를 중심으로 고다이고 천황은 중국의 황제를 모방한 독재자이자 전제군주였다는 인물상이 제창되었고, 겐무 정권에 대해서도 그 정책은 시대의 흐름이나 현실 문제를 무시한 것이었다는 부정적인 평가가 나왔다.
사토 신이치의 학설은 정설로써 20세기 후반 일본의 남북조 시대 연구의 대세를 이루었고 이러한 인물상이나 정권에 대한 부정적인 평가는 2010년대에 들어서도 일본의 고등학교 역사 교과서(山川出版社 『詳説日本史　日本史B』2012年 등)에 채용되는 등 고등학교 역사교과서적인 수준에서는 정설로써의 지위를 잃지 않았다. 그러나 후술하듯 1990년대 말부터 일었던 새로운 연구의 흐름에서는 여러 연구자들로부터 강한 이의가 제기된다.
고다이고 천황 독재군주설에서의 겐무 신정에 대한 해석과 평가는 대체로 다음과 같다.
겐무 신정은 표면상으로는 복고적이었으나 내실은 중국적인 천황 전제를 목적으로 하고 있었다. 성급한 개혁과 은상의 불공평, 조변석개를 거듭하는 법령과 정책, 귀족이나 거대 지샤로부터 무사에 이르는 광범위한 세력의 기득권 침해, 때문에 빈발하는 소송에 대한 대응 불비, 오로지 증세를 재원으로 하는 대내리 건설 계획, 지폐 발행 계획 같은 비현실적인 경제 정책 등 그 시책의 대부분이 정권에 대한 비판으로 이어졌다. 무사 세력의 불만이 커졌을 뿐 아니라 구게조차 대부분이 정권에 냉담한 태도를 취하게 되었으며, 또한 유명한 니조 강변의 낙서에서 보이듯 그 무능함에 대한 비판이 이루어져 권위는 실로 실추하였다.

### 아미노 요시히코의 「이형의 왕권」론
사토 신이치의 이 진보적인 고다이고 천황 암군설을 극단까지 발전시켜서 독자적인 학설이라고 할 수 있을 만큼 특이한 논을 제창한 것이 사학자 아미노 요시히코(網野善彦)의 이른바 「이형의 왕권」(異形の王権) 의론이다.
이형(異形)은 한자 그대로 풀이하면 '다른 형태'라는 뜻인데, 일본어로는 단순히 다른 것이 아니라 보통 즉 상규적인 것과는 다른 어떤 이질적이고 괴이한 모습이나 형태를 가리킨다. 아미노는 1986년에 발표한 저서 『이형의 왕권』(異形の王権)에서, 고다이고 천황을 제2차 세계 대전 당시 독일 제3제국의 독재자였던 총통 아돌프 히틀러와 같은 인물이라고까지 평가하였으며 그를 「이형」(異形)의 천황이라고 불렀다. 그리고 고다이고 천황이 「사교」(邪教)라 불리던 불교 승려 몬칸이나 바쿠후로부터 「악당」(悪党)이라고 불렸던 구스노키 마사시게를 따르게 하고 「이류이형의 무리」(異類異形の輩)나 일본 사회에서 히닌(非人)이라고 불렸던 사회적으로 정도(正道)라 불리는 것에서 벗어난 계층들을 끌어들임으로써 강대한 힘을 얻을 수 있었다고 주장하였다. 또한 겐토쿠 원년(1329년)에 고다이고 천황이 행했던 기도가 「성천공」(聖天供) 즉 대성환희천(大聖歓喜天)이라는 불교의 천신에 대한 욕유공(浴油供, 목욕 공양)이었다는 것에 대해 대성환희천이라는 천신은 코끼리의 머리에 사람의 몸을 하고 남녀가 끌어안은 모습을 표현한 것임을 지적하고 「극단적으로 말하면 고다이고 천황은 여기서 인간의 까마득한 심연 속의 자연스러움――섹스 그 자체의 힘을 자신의 왕권의 힘으로 삼으려 했다, 라고도 할 수 있지 않을까」(極言すれば、後醍醐はここで人間の深奥の自然――セックスそのものの力を、自らの王権の力としようとしていた、ということもできるのではないだろうか)라고 하였으며, 이를 가지고 「이류이형」(異類異形)을 중심으로 하는 왕에 상응하는 천황이었다고 고다이고 천황을 평가하였다. 그리고 또한 당시는 하극상 풍조가 만연한 가운데 천황의 자리가 「옮겨지고 대체되는 직책」(遷代の職) 즉 특정한 가문에 의해 세습되는 것이 아니라 사람들 사이를 옮겨다니며 변하는 것이라는 「천황이라는 직업」(天皇職)으로 변해가고 있었고, 천황가 이외의 사람이 「천황이라는 직업」에 「보임」되는(즉 취임하는) 가능성도 있다는 거대한 위기에 몰려 있었다, 고 주장하였다. 그리고 하나조노 천황(花園天皇)과 고다이고 천황 두 사람은 이를 일찍 알아차린 상태에서 하나조노 천황은 도의(道義)를, 그리고 고다이고 천황은 이형이류의 힘이나 화폐의 힘이라고도 불리는 「마력」(魔力)을 각자 몸에 지니는 것으로 천황가의 위기에 대항하려고 했으나, 겐무 신정 이후 고다이고 천황은 삽시간에 현실의  「가혹한 복수」(내지 반격)에 직면했고, 그 뒤에는 사토 신이치의 정설에서 표현한 대로 몰락해 갔다고 하였다.
사학자 모리 시게아키는 아미노의 설에 대해 종교면에서의 실증적 사료를 발굴했다는 점이나 경직되어 있던 고다이고 천황관(観)에 새로운 바람을 불어넣었다는 점에 대하여 평가하고 그 밀교 수행에도 이형이라고 부를 수 있는 면이 있었다는 점은 인정하였다. 그러나 몬칸을 단순히 이단으로만 보는 것은 당시 그와 정치적으로 대립하던 승려들의 악의적이고 비방적인 선전을 그대로 수용한 결론이 아닐까 의문을 보였으며, 또한 『겐무키』(建武記)에는 「이형의 무리」(異形の輩)의 침입을 금한다는 글이 있는 것으로 보아 어느 쪽이냐고 한다면 고다이고 천황은 「이형의 무리」가 되는 부류들과는 거리를 두었던 것은 아닐까, 라고 지적하였다. 또한 가메다 도시카즈는 아마노의 설은 겐무 정권을 실정이라고 보면서 그 실패를 고다이고 천황 개인적 성격에서 찾으려 했다는 점에서는 결국 전근대의 『태평기』 사관과 다를 것이 없다, 고 지적하였다.

### 모리 시게아키의 실증적 연구
패전 뒤 겐무 정권의 실증적 연구는 크게 진전이 이루어졌다. 겐무 정권에 대한 역사관 그 자체는 『태평기』・사토 신이치・아미노 요시히코설을 기본적으로 답습하고 있었다. 그렇기는 해도 모리 시게아키의 저서 가운데 하나인 『고다이고 천황 남북조 동란을 장식한 패왕』(後醍醐天皇 南北朝動乱を彩った覇王, 2000년) 중에서는 그때까지의 『태평기』 사관과는 다른, 모리 자신의 겐무 정권에 대해 세 가지 관점에서 커다란 역사적 의의를 부여하고 있다.
첫 번째는 겐무 정권의 발족에 의해 일본의 일본의 중심이 교토라고 명시되었다는 점이다. 무사의 본거지는 가마쿠라에 있어야만 한다는 동생 다다요시의 강력한 주장을 듣지 않고 아시카가 타카우지는 고다이고 천황과 구게 정권의 중추였던 교토를 자신이 세운 새로운 바쿠후의 거점으로 정했다. 이 문화 ・ 정치 ・ 경제 ・ 유통의 중심에 아시카가 쇼군 가문이 자리잡음으로써 아시카가는 단순한 무가 정권이 아니라 일본 전국을 통치하는 기구로까지 성장할 수 있었던 것이다.
두 번째는 일본 전국 지배를 시야에 넣은 법무 기관 잡소결단소(雑訴決断所)에 1번 1구제(一番一区制)를 도입한 것이다(2번은 도카이도 담당 등). 이는 고다이고 천황 이전의 통치자들에게서는 찾아볼 수 없는 발상으로 어쩌면 이후 고다이고 천황의 일본 전국 지배 기구가 이후 일본의 전국 정권의 통치 제도의 기본이 되었던 것은 아닐까 지적하고, 「일본 국토에 명실상부하게 성숙한 전국 정권을 탄생시킨 것으로 겐무 신정은 일본 역사에서 중요한 역할을 완수하였다」(日本の国土に名実ともに成熟した全国政権を誕生させるうえで、建武の新政は重要な役割を果たした)라고 서술하였다.
세 번째는 가마쿠라 바쿠후에서는 한정적인 역할밖에 갖지 않았던 슈고(守護)를 그 힘을 정확히 인식하고 슈고 ・ 고쿠시를 '병치'한다는 제도를 채용하는 것으로 그 권한을 늘리고, 무로마치 바쿠후의 슈고 제도로 이어지는 단초를 만들었다는 것이다. 
총평으로 모리 시게아키는 고다이고 천황에 대해(모리 자신은 이러한 성급한 강조를 사용하지는 않았지만) 뛰어난 혁명가이자 시대를 앞서 간 천재라는 식의 평가를 부여했다. 즉 모리 시게아키는 가마쿠라 바쿠후 → 겐무 신정 → 무로마치 바쿠후 사이에 자연스러운 연속성을 인정하는 것에는 소극적이기는 하지만 고다이고 천황이 정체되어 있던 가마쿠라 바쿠후의 정치에 대한 「돌파구」로써의 역할을 완수하였고 차기 무로마치적 세계(室町的世界)가 성립하는 요소가 된 것에 대해서는 평가했다. 또한 그의 정치 구상도 그때까지 언급되어 오던 것만큼 악한 것은 아니었고, 60년 정도 이후에나마 그 많은 부분이 3대 쇼군 아시카가 요시미쓰(足利義満)의 무렵에 무로마치 바쿠후의 손으로 실현되었다고 하였다.

### 이치자와 데쓰 ・ 이토 기요시의 겐무 정권 재논고(建武政権論再考)

#### 개요
고다이고 천황에 대한 연구에 있어 시점 전환을 가져온 세 개의 논문이 1988년 이치자와 데쓰(市沢哲)의 「가마쿠라 후기 구게 사회의 구조와 「치천의 군」」(鎌倉後期公家社会の構造と「治天の君」, 『日本史研究』314)과 1992년 「가마쿠라 후기의 구게 정권의 구조와 전개――겐무 신정에 대한 전망――」(鎌倉後期の公家政権の構造と展開――建武新政への一展望――, 『日本史研究』355) 그리고 1998년 이토 기요시(伊藤喜良)의 「겐무 정권 시론―성립 과정을 중심으로―」(建武政権試論―成立過程を中心として―, 『行政社会論集』第10巻 第4号)이다.
이치자와의 논문에 따르면 겐무 정권의 여러 정책은 가마쿠라 시대 후기 조정의 소송 제도 개혁과 밀접한 연속성이 있다는 점을 보였다. 또한 이토의 논문에 따르면 이제까지 소극적으로만 다루어질 수 밖에 없었던 겐무 정권의 여러 기관이 실제로는 겐무 정권의 중핵이라고 간주되고, 이들 여러 개혁은 좌절이 아닌 발전의 과정이라고 재해석되었다.

#### 이치자와: 가마쿠라 후기 구게 사회의 구조와 「치천의 군」
1988년 이치자와는 고다이고 천황이 추진한 중앙집권정책이 고다이고 개인의 성격에 의한 것이나 시대의 흐름에서 떠올라 나온 특수한 것이라는 사토나 아마노의 설을 부정했다. 즉 가마쿠라 시대 후기 교토 조정의 소송 제도 개혁이 이루어지고 치천의 군(여기에는 인이라고 불렸던 상황 그리고 천황도 포함된다)의 권력에 의지하는 사례가 늘어났고, 고다이고 천황 개인의 사상 ・ 성격과는 관계없이 그러한 시대의 흐름이 중앙집권적인 군주의 탄생을 촉진시켰다고 하였다. 애초에 고다이고 천황의 특징이라고 지적되는 발탁 인사도 딱히 고다이고 천황 한 사람에게만 국한된 것도 아니고 대립하고 있던 지묘인 왕통들도 행하고 있었던 것이라고 지적하였다.
이치자와가 가마쿠라 시대 후기의 조정 소송의 사례를 검증한 바, 13세기 말기 무렵은 일본에서 귀족의 가계가 늘어나면서 집안의 가독(家督) ・ 소유 영지 상속에 얽힌 소송들이 늘어나고 있었다. 또한 가계가 늘어나면서 귀족 인구에 대해 할당되어 있던 관위나 관직도 상대적으로 감소하게 되어 그 쟁탈전도 주요 문제로 떠오르게 되었다. 귀족 사회에서 분가화의 진행이라는 압력과 억제라는 압력이 서로 맞물리고 부딪치면서 그러한 충돌이 소송 문제로써 현재화되게 된 것이다.
이러한 소송을 재결할 판결자로써의 힘을 지녔던 것이 치천의 군이다. 예로부터 일본에서 「치천의 군」 즉 하늘을 다스리는 임금이라 불리는 지위 그 자체에 큰 권위는 없었지만 치천의 군 자신이 으레 강대한 토지 권리 소유자였기 때문에 그 토지 권리에 의한 권력에 토대하여 토지 분쟁의 소송을 해결한 것으로 여겨진다. 그러나 이치자와는 여기서 실제로는 토지 문제 이외의 분쟁에도 치천의 군이 나서서 그걸 재결할 권리를 주장하고 있었음을 지적하고, 기존 학설에 의문을 제시했다. 토지 재판에 대해서도 딱히 어느 쪽이냐고 따지자면 토지의 지배 제도(일본 역사학에서는 「직의 체계」職の体系라는 용어를 사용한다) 그 밖에서 그것을 비호 ・ 조정하는 존재였다고 한다. 나아가 고후쿠지(興福寺) 등 '권문'(権門)이라 불리는 거대한 권력을 가진 반독립 세력들은 독자적인 소송 기구를 가지고 있었는데 그 권위가 약해졌을 때 치천의 군의 이름으로 권문의 판결에 개입해서 권문을 돕는 경우도 있었다. 또한 일본에서 난보쿠초 시대는 권문에서 조정으로의 기소 경로가 있었는데, 이것도 가마쿠라 후기에 권문들이 담당 부교(奉行)를 할당시켰던 것의 발전형은 아니었을까, 라고 하였다. 조정에서의 소송 문제가 늘어남에 따라 치천의 군이 수행하는 역할도 커져갔다.
따라서 13세기 말부터 14세기 초두라는 고다이고 천황이 태어나 자랐던 시대에는 일본에서 천황도 상황도 단지 토지 소유자에 지나지 않았고, 그 「치천의 군」이라는 지위 그 자체에 소송 문제 해결에 있어서 그에 상응하는 강대한 권위와 권력이 있었다.
그런데 일본의 왕통이 가메야마 ~ 고다이고 등 다이카쿠지 왕통 그리고 그에 대립하는 지묘인 왕통으로 분열되는 양통질립이라는 사건은 고사가 상황(後嵯峨上皇)이 후계자를 지명하지 않은 채 붕어하지 않았기 때문에 일어난 우발적 사태로, 그 사건에 대한 어딘가로부터의 강제력은 없었기 때문에 원래대로면 자연히 해소되었을 일이었다. 그럼에도 이것이 어째서 계속 이어졌는가 하면, 당시 일본의 구게 사회의 분열이 그러한 일본 왕통의 분열을 유지했기 때문이다.
예를 들어 당초 다이카쿠지 왕통이 유리한 상황으로 조기에 완결되었을 것을 지묘인 왕통이 되받아치는 힘을 가지게 된 배경에는 유력 구게인 사이온지 가(西園寺家) 내부에서의 분열이 관련되어 있다. 그 분열이 유지되면서 니조 파(二条派)와 교고쿠 파(京極派)로 나뉜 御子左家나 그 밖에도 야마시나 가(山科家) 등 중소 규모의 구게들까지도 어느 왕통을 따르느냐에 따라 분열하게 되었고, 이것이 왕통의 분열을 뒷받침시켰다. 뇨인(女院) 소유의 영지를 두 왕통이 분할 상속받으면서 각기 장원 영주로서도 가장 큰 존재가 된 것도 분열을 가속화시켰다.
이렇게 되면서 두 왕통 사이에 무력을 이용한 실력 행사가 일어나고, 보통은 그 정도 선까지 가서 해결될 일이었다. 그러나 당시 일본에서 가장 큰 무력을 가지고 있었던 조직인 바쿠후 즉 가마쿠라가 두 왕통의 싸움을 억제시켰기 때문에 싸움은 더 벌어지지 않았고, 오히려 두 왕통의 대립만 깊어졌다.
「치천의 군」이라는 지위 자체에 소송 해결의 권능이 갖춰져 있었던 바 두 왕통의 힘이 서로 엎치락뒤치락할 정도로 엇비슷해졌고 왕통 사이에 치천의 군이 바뀔 때마다 재판 당사자 중 누가 유리한가 하는 상황이 확확 바뀌는 사태까지 벌어지게 되었다. 한번 내린 재결이 다른 왕통에 의해 뒤집히는 사례까지 나오게 되어 고다이고 천황과 하나조노 상황 사이에 싸움이 벌어졌던 사례도 있다.
또한 두 왕통은 저마다 항쟁에 승리하기 위해 적극적이고 격렬하게 인재 획득 경쟁을 벌였다. 조정에서의 집안의 격을 뛰어넘은 발탁 인사라고 하면 후세 사람들이 보기에는 겐무 정권의 인상에서 고다이고 천황 등 다이카쿠지 왕통의 특징으로 생각하기 쉽지만, 실제로는 다이카쿠지 왕통과 대립하고 있던 지묘인 왕통도 거의 똑같이 행하고 있었다. 예를 들어 고후시미 상황(後伏見上皇)은 히노 도시미쓰(日野俊光)를, 고곤 천황(光厳天皇)도 히노 스케나(日野資名)를 발탁하였다. 이는 당대 인물들의 인상도 그랬다고 여겨지는데, 《마스카가미》(増鏡)의 작자는 「久米のさら山」에서 발탁등용된 인재에 대해서 두 왕통 모두 기록하고 있다.
소송 문제에 관한 치천의 군의 권력은 커져가는 한편으로 왕통의 교대에 의해 그로부터 멀어지는 일도 벌어졌고, 모순과 왜곡은 심해져갔다. 이를 해결하는 데에는 상대 왕통을 쓰러뜨리느냐 그렇지 못하느냐, 그 전에 우선 양통질립의 유지를 바라고 지지하고 있는(즉 왕통이 그대로 분리된 채 죽 이어지기를 원하는) 바쿠후를 쓰러뜨려야 할 필요가 있었다. 이 같은 관점에서 본다면 고다이고뿐만 아니라 누군가가 되었든 언젠가 반드시 바쿠후를 쓰러뜨리지 않고는 달리 해결할 방법이 없는 것이다. 여기에 마침 아쿠토(悪党)라 불리는 바쿠후에 대항하는데 거리낌이 없는 무사(구스노키 마사시게 같은)들이 발생한다. 즉 고다이고 천황에게는 바쿠후 타도가 필요했고 + 때마침 그것이 가능했던 시대에 태어나 살았으며 + 때마침 그 자신이 치천의 군이었을 뿐으로, 딱히 고다이고 천황 개인이 시대의 흐름을 벗어난 논외적인 존재였던 것은 아니다. 오히려 반대로 시대의 흐름이 고다이고 천황이라는 한 군주를 바쿠후 타도의 장으로 나서게끔 촉발했던 것, 이라는 것이다.

#### 이치자와: 가마쿠라 후기의 구게 정권의 구조와 전개――겐무 신정에 대한 전망――
1992년, 이치자와는 우선 사토 신이치의 설의 문제점에 대해, 사토가 헤이안 시대 후기의 조정 정치와 겐무 정권의 조정 정치를 비교하면서 그 가운데에 위치한 가마쿠라 시대의 조정 정치를 무시하고 있다는 점을 지적하였다. 겐무 정권 직전 시기인 가마쿠라 시대 후기의 조정 정치의 연구도 함께 이루어지지 않고는 겐무 정권이 정말 특이한 정권이었는가 어땠는가를 알 수 없다는 것이다.
가마쿠라 시대 후기에는 도시 영주, 즉 수도인 교토 등 기나이에 살면서 일본 각지의 장원(荘園) 즉 토지에 이권을 가지고 있던 대귀족과 대신사, 대찰이 사병을 부려 싸움을 벌이게 하는 전쟁의 시대였다. 귀족 사회의 분가화나 무가의 슈고 ・ 지토에 의한 영지 지배로 도시 영주들 사이의 항쟁이 활발하게 벌어졌다. 이러한 항쟁은 첫째로는 기존의 지배 체제의 강화였고, 둘째로는 다른 영주들로부터의 약탈로 인해 벌어졌다.
예를 들어 조오(正応) 3년(1290년)부터 이듬해까지 기이국(紀伊国, 와카야마현) 아라카와 장(荒川荘)에서는 고야 합전(高野合戦)이라 불리는 전투가 벌어졌다. 고야 합전은 진언종(真言宗) 본산이 있는 고야 산(高野山)이 다른 장원 영주인 三毛心浄 군세를 보내어 장원 지배 체제를 강화하려 한 것으로 그것을 찰지한 토착 호족 미나모토노 다메토키(源為時)가 선수를 쳐서 싸움이 시작되었다고 보인다. 다메토키는 고야 산의 움직임을 산문(山門) 즉 천태종(天台宗) 총본산인 히에이 산(比叡山)의 엔랴쿠지(延暦寺)에 호소했고, 진언종과 천태종 두 불교 종파간 대리 전쟁의 양상도 띠게 되었다. 다른 영주들로부터의 약탈로 벌어진 사례는 고우다 상황(後宇多上皇)이 요쓰지노미야(四辻宮)에서 장원 접수를 행하려 하면서 양자가 해당 지역을 놓고 「아쿠토」(악인이라는 의미가 아니라 기존 지배 체제의 틀에서 벗어난 무사 ・ 호족들)라 불리는 군사력을 보내어 싸우게 되었다.
그렇지만 군사력을 통한 항쟁은 어디까지나 최후의 수단이고 가능하면 서로 대화로 해결하고 싶다는 생각 자체야 어느 시대를 막론하고 누구라도 가지고 있었기에 이렇게 무력 항쟁이 활발해지면서도 오히려 소송 제도의 중요성이 구게 사회에서 재인식되어 항쟁을 피하고 사태를 해결하기 위해 제도의 정비, 개혁이 진행되었다고 여겨진다.
또한 이치자와는 재판 당사자들이 자신들의 주장에 힘을 싣기 위해 치천의 군에 의한 칙을 요구하는 사례가 많았다는 것을 전의 논문에 재차 지적하였다. 나아가 소송에서 자주 '덕정'(徳政)이라는 말이 쓰였다는 점을 논하였다. 당시 일본에서 덕정이란 천인상관설(天人相関説)에 따른 상황으로 위정자가 악정을 행하면 천변지이가 일어나고 선정을 행하면 재해가 다스려진다, 는 사고방식이다. 즉 소송 문제를 해결하는 것이 치천의 군에게 있어서는 '덕정'이었고, 조정에서의 가장 중요한 과제였다고 여겨진다. 토지 지배 구조의 변화에 수반하여 「치천의 군」이라는 초월적인 입장을 이용하여 새로운 질서를 창조하는 것이야말로 당시 일본 천황가에 요구되는 역할이 되었다.
겐무 정권에서 고다이고가 우선 행했던 행동이 개별안도법(個別安堵法, 元弘三年六月十五日口宣案)이라는 것이 있었다.이 통달이나 이후 이어 내놓은 법령이 말하는 바는 윤지(천황의 사적인 명령문)에 의해 각각 영주들에게 토지 권리를 보증하고 소송 ・ 신청의 재결도 윤지를 필요로 한다고 정한 것이다. 일찍이 사토 신이치는 이를 고다이고의 절대적 권력에 대한 집착욕으로 간주하여 건무정권의 이상성을 보여주는 것으로 보았다. 그러나 앞에서 살핀 것처럼 실은 가마쿠라 시대 후기 치천의 군 권력으로 토지 문제에 재결을 내린다는 발상은 이미 고다이고 천황 이전부터 존재했고 그것도 도시 영주들에 의해 요구되었던 것이다. 즉 고다이고 천황의 정책은 당시 영주들의 요망에 응하여 시대의 흐름에 답했던 것이었던 것이다.
그러나 이러한 「치천의 군」 권력의 강화가 가마쿠라 시대 후기에는 도리어 왕통 분열로 인해 발생하는 모순을 더욱 키우게 되었다. 왕통의 분열은 누군가가 언젠가는 해결하지 않으면 안 되는 문제였고, 이러한 소송 문제에 대한 요청이 고다이고 천황의 행동을 촉발했다고 여겨진다.
또한 사토가 「헤이안 시대 이래의 질서를 파양하였다」고 주장하는 겐무 정권의 다른 정책에 대해서도 이치자와는 헤이안 시대가 아니라 가마쿠라 시대 후기의 정치를 생각하면 실은 자연스럽고 지당한 것이었음을 지적하였다.
예를 들면 사토는 지행국주(知行国主, 고쿠시보다 상위에 있고 특정한 구니를 사실상 지배하는 대귀족 또는 거대 지샤)가 그때까지 특정 집안에 연결되어 있던 것을 고다이고가 겐무 정권에서 새로운 슈고 · 고쿠시 제도를 만들면서 파괴했다고 주장했다. 그러나 실은 가마쿠라 시대 후기 양통질립 이래 천황의 왕통이 바뀔 때마다 지행국주가 바뀌는 경우가 많았으므로 이미 특정 국가=특정 집안의 것이라는 인식은 무너져 있었다. 그 점을 생각하면 고다이고 천황의 슈고 ・ 고쿠시 제도는 그 정도까지 급진적인 개혁이었다고 하기는 어렵다.
또한 사토는 고다이고 천황이 「관사청부제(官司請負制)의 파괴」라는 정책을 행했다고 주장했다. 즉 음양료 관직을 아베나 가모 가문이 맡고 법률관 관직을 사카노우에나 고레무네 가문이 맡고 문서 작성 관직을 기요하라 가문이 맡고 하는 식으로 어떤 특정 관직이 특정 집안에 의해 결부되는 것을 송 왕조형 관료제의 영향을 받아 파괴하고 관사를 전적으로 고다이고 천황 자신의 지배하에 있다는 관념적인 독재 정치를 폈다고 하였다. 그러나 이치자와는 조사 결과를 토대로 관사청부제의 파괴는 전면적인 것이 아니라 직무에 능력이 필요하지 않게 된 것뿐이었다 즉 관무(官務) ・ 국무(局務)라는 서기관이나 사무관 등의 능력이 요구되는 직책에 대해서는 오쓰키 씨(小槻氏) 등 종래로부터의 관료적인 씨족이 그대로 담당하고 있었다. 거꾸로 마료(馬寮) 등 특히 직무가 없으면서 이익을 받을 만한 은상적인 관직의 경우 고다이고 천황은 그것을 공로자에게 은상 대신으로 자유롭게 배분했다 그것도 고다이고 천황 특유의 것은 아니고 13세기 반 무렵부터 은상적인 관직에 대해서는 특정한 집안으로 돌리지 않는 경우가 서서히 늘어나는 경향이 되었다. 또한 이러한 가마쿠라 시대 중기부터의 은상적인 관직 분배를 좌우할 수 있었던 힘이 가마쿠라 시대 후기 치천의 군 권력의 강화와 얽혀 있다고 여겨진다.
결론으로써 이치카와는 고다이고 ・ 겐무 정권의 중앙 집권 정책은 특이한 것이 아니라 가마쿠라 시대 후기의 조정의 소송 제도 개혁 중에 영주들의 요구에 응해 생겨난 「치천의 군」 권력의 강화의 흐름과 그 정책을 자연스럽고 지당하게 발전시킨 것이라는 것이다. 또한 가마쿠라 바쿠후는 무사의 총령(惣領) 선정에 대해 원칙적으로는 간섭할 수 없었는데, 무로마치 바쿠후에는 상속법이 없고 총령 선정에 강한 권력을 가졌다. 이치카와에 따르면 이는 가마쿠라 시대 후기의 치천의 군 권력(조정 권력) → 겐무 정권의 중앙 집권 정책 → 무로마치 바쿠후의 중앙 집권 정책 이렇게 이어지는 것으로, 따라서 겐무 정권과 무로마치 바쿠후 사이에도 그 정책에 연속성을 찾아볼 수 있다는 것이다.

## 시호 ・ 추호 ・ 이명
군주의 시호나 추호(追号)는 통상 군주가 붕어한 뒤에 올려지는 것으로 동아시아 전체의 공통된 상례였으며 일본 또한 예외가 아니었지만, 고다이고 천황은 생전에 자신이 직접 '고다이고'(後醍醐)라는 호를 정했다. 예를 들어 린오지(輪王寺)에 소장되어 있는 엔겐 원년의 연도가 새겨진 동완(銅鋺)에는 「当今皇帝……後醍醐院自号焉」라고 되어 있고, 붕어하기 3년 전인 엔겐 원년/겐무 3년(1336년) 시점에서 이미 고다이고라는 이름이 널리 알려져 있었다. 이렇게 군주 자신이 생전에 이러이러한 시호(묘호)가 붙기를 바란다고 하여 붙여지는 경우 그것을 유시(遺諡)라 하여 한국에서는 조선의 예종이나 명종, 영조가 그러했고, 일본에서도 시라카와 천황(白河天皇) 이후 종종 보이는 것이기도 하다. 한편「고다이고」는 분류로써는 추호(追号)가 된다(추호도 시호의 일종으로 쓰이는 경우도 있지만, 엄밀하게는 다르다).
20세기 시점에서의 통설로써는 고다이고는 엔기(延喜) ・ 덴랴쿠(天暦)의 치(治)로 불리는 천황 친정의 시대라 불리는 다이고 천황(醍醐天皇) ・ 무라카미 천황(村上天皇)의 치세를 이상으로 삼고 이를 위해 자신이 다이고 천황의 뒤를 잇는다는 의미에서 고다이고라고 하였다는 것이다. 한편으로 21세기에 들어 일본의 학자 가와치 쇼스케(河内祥輔)는 고다이고 천황의 아버지인 고우다 천황(後宇多天皇)도 생전부터 추호를 「고우다」라고 정하고 있었던 것을 지적하면서 우다 천황이 자신의 아들인 다이고 천황을 위해 남긴 유훈 『간표 어유계』(寛平御遺誡)를 본떠서, 그 『간표 어유계』의 명성을 통해 자신이 고우다의 후계자라는 것을 보이기 위한 것은 아니었을까, 라는 설을 내놓았다.
고다이고 천황이 붕어한 뒤, 북조에서는 스토쿠인(崇徳院) ・ 안토쿠 천황(安徳天皇) ・ 겐토쿠인(顕徳院) ・ 준토쿠인(順徳院) 등과 같이 덕(徳)자가 들어간 원호(院号)를 바치는 안도 있었다. 헤이안 시대에 들어서 「덕」자가 들어간 한풍(漢風) 시호를 바치는 것은 유배지 등에서 붕어한 천황의 진혼 위령을 위한 경우로 제한되어 있었는데, 결국 생전의 의지를 존중하여 남조와 같은 「고다이고」로 하였다. 혹은 그 원호는 치세 도중에 사용했던 연호 겐토쿠(元徳)에서 따서 「겐토쿠인」(元徳院)이었다고도 한다.

## 가계도
| - 황후 : 고쿄고쿠인(後京極院) 사이온지(후지와라) 키시(西園寺(藤原) 禧子) (1303-1333) 사이온지 사네카네(西園寺 実兼)의 딸 - 딸 : ? (1314-?) - 딸 : 신시츠쵸인(新室町院) 센세이몬인(宣政門院) 요시코(킨시) 내친왕(懽子 内親王) (1315-1362) - 황후 : 슌시 내친왕(珣子 内親王) (1311-1337) - 고후시미 천황의 딸 - 딸 : 사치코(코우시) 내친왕(幸子 内親王) (1335-?) - 뇨고 : 안후쿠텐(安福殿) 니죠(후지와라) 시게코(에이시)(二条(藤原) 榮子) - 니죠 미치히라(二条 道平)의 딸 - 텐지 : 츄나곤텐지(中納言典侍) 카잔인(후지와라) 타시코(신시)(花山院(藤原) 親子) - 카잔인 무네타시(花山院 宗親)의 딸 - 아들 : 하나조노노미야(花園宮) 미츠요시 친왕(満良 親王) - 텐지 : 다이나곤텐지(大納言典侍) 기타바타케 씨(北畠氏) - 기타바타케 모로시게(北畠 師重, 미나모토 씨)의 딸 - 텐지 : 신안사츠텐지(新按察典侍) 지묘인(후지와라)씨(持明院(藤原)氏) - 지묘인 야스후지(持明院 保藤)의 딸 - 텐지 : 스이텐지사누키(帥典侍讃岐) - 쇼지 : 고토노 나이시(勾當内侍) 세손지 씨(世尊寺氏) - 세손지 쓰네타다(世尊寺 經尹, 후지와라 씨)의 딸 - 딸 : ? - 쇼지 : 쇼쇼나이시(少将内侍) 스가와라씨(菅原氏) - 스가와라 이마나카(菅原 在仲)의 딸 - 아들 : 쇼죠 법친왕(聖助 法親王) - 후궁 : 신타이켄몬인(新待賢門院) 아노(후지와라) 카도코(렌시)(阿野(藤原) 廉子) (1301-1359) - 아소 킨야스(阿野 公廉)의 딸이자 토우인 킨카타(洞院 公賢)의 양녀 - 아들 : 쓰네요시 친왕(恒良 親王) (1325-1338) - 아들 : 나리요시 친왕(成良 親王) (1326-1344) - 아들 : 노리요시 친왕(義良 親王) - (고무라카미 천황) - 딸 : 쇼시 내친왕(祥子 内親王) - 마지막 이세 사이구(伊勢斎宮). - 딸 : 이시 내친왕(惟子 内親王) - 딸? : 신센요몬인(新宣陽門院) 노리코(켄시) 내친왕(憲子 内親王) (1345?-1391?) - 후궁 : 도인 모리코(스시)(洞院守子, 후지와라 씨) (1303-1357) - 도인 사네야스(洞院 実泰)의 딸 - 아들 : 겐엔 법친왕(玄円 法親王) (?-1348) - 아들? : 사이에 법친왕(最恵 法親王) (?-1370) - 후궁 : 민부쿄노산미(民部卿三位) 기타바타케 지카코(신시) - 기타바타케 모로치카(北畠師親, 미나모토 씨)의 딸 - 아들 : 오토노미야(大塔宮) 모리요시 친왕(護良 親王) 또는 손운 법친왕(尊雲 法親王) (1308-1335) - 딸 : 료시 내친왕(姚子 内親王) - 아들 : 손세이 법친왕(尊性 法親王) - 딸 : ? - 고노에 모토츠구(近衛 基嗣)의 부인 - 후궁 : 곤다이나곤노 츠보네(権大納言局) 니죠(후지와라) 타메코(이시)(二条(藤原) 為子) - 니죠 타메오(二条 為世)의 딸 - 아들 : 이치노미야(一宮) 타카요시 친왕(尊良 親王) (?-1337) - 아들 : 무네요시 친왕(宗良 親王) 또는 손쵸 법친왕(尊澄 法親王) (1311-1385) - 딸 : 켄시 내친왕(瓊子 内親王) (1316-1339) - 딸 : ? | - 후궁 : 도인 사네코(지츠시, 洞院実子) - 도인 사네오(洞院 実雄)의 아들 - 딸 : ? - 후궁 : 소케이몬인(昭慶門院) 키시 내친왕(憙子 内親王) (1270-1324) - 가메야마 천황의 딸 - 아들 : 코스나카노미야(越中宮) 쓰네나리 친왕(恒性 親王) 또는 코쇼 법친왕(恒性 法親王) (1305-1333) - 아들 : 무몬겐센(無文元選) (1323-1390) - 후궁 : 레이쇼인(霊照院) 니죠 씨(二条(藤原)氏) (?-1351) - 니조 다메미치(二条為道, 후지와라 씨)의 딸 - 아들 : 키와요시 친왕(躬良 親王) 또는 호닌 법친왕(法仁 法親王) (1325-1352) - 아들 : 진제이노미야(鎮西宮) 또는 지쿠시노미야(筑紫宮) 가네요시 친왕(懐 親王) (1329-1383) - 딸 : ? - 후궁 : 유기몬인노 이치죠노츠보네(遊義門院一条局) 하시모토(후지와라)씨(橋本(藤原)氏) - 하시모토 사네토시(橋本 実俊)의 딸 - 아들 : 토키요시(요요시) 친왕(世良 親王) (?-1330) - 아들 : 죠손 법친왕(静尊 法親王) 또는 에손 법친왕(恵尊 法親王) - 딸 : 준삼후(准三后) 요로코(킨시) 내친왕(欣子 内親王) - 후궁 : 오이나이곤나이시(少納言内侍) 시죠(후지와라)씨(四条(藤原)氏) - 시죠 타카스케(四条 隆資)의 딸 - 아들 : 다이고노미야(醍醐宮) 손신 법친왕(尊真 法親王) 또는 코손 법친왕(杲尊 法親王) - 후궁 : 다이나곤노 츠보네(大納言局) 도인 씨(洞院氏) - 토우인 킨사토(洞院 公敏, 후지와라 씨)의 딸 - 딸 : 유시 내친왕(瑜子 内親王) - 후궁 : 우에몬토쿠노 츠보네(左衛門督局) 니죠(후지와라)씨(二条(藤原)氏) - 니죠 타메타다(二条 為忠)의 딸 - 딸 : 킨린니쇼(今林尼衆) - 후궁 : 콘츄나곤노 츠보네(権中納言局) 도인 씨(洞院氏) - 토우인 킨야스(洞院 公泰)의 딸 - 딸 : 사다코(데이시) 내친왕(貞子内親王) - 후궁 : 요시다(후지와라)씨(吉田(藤原)氏) - 요시다 사다후사(吉田 定房)의 딸 - 후궁 : 보몬노 츠보네(坊門局) - 보몬 키요타다(坊門 清忠)의 딸 - 딸 : ? - 후궁 : 호리카와 씨(堀川氏) - 호리카와 모토토키(堀川 基時, 미나모토 씨)의 딸 - 딸 : ? - 후궁 : 엔쇼몬인 하리마(延政門院播磨) 사카도 야스코((坂戸康子, 고시) - 사카도 야스모치(坂戸 康持, 미나모토 씨)의 딸 - 후궁 : 와카미즈노 츠보네(若水局) 사카도(미나모토)씨(坂戸(源)氏) - 사카도 야스모치(坂戸 康持)의 딸 - 후궁 : 호리구치(미나모토)씨(堀口(源)氏) - 호리구치 사다요시(堀口貞義)의 딸 - 딸 : ? - 요시미즈인 무네노부(吉水院 宗信)의 부인 - 후궁 : 쇼쿤몬인(昭訓門院) 고노에노 츠보네(近衛局) - 아들 : 시로히토 왕자(知良王) - 생모 불명 - 딸 : 요도니(用堂尼) (?-1396) - 딸 : ? - 로쿠죠 아리후사(六条 有房)의 부인 - 아들? : 류세이료시 (?-1366) |

### 아들들의 이름 읽는 법에 대하여
고다이고 천황의 아들들의 이름에는 돌림자로써 「良」이 사용되고 있다. 일본에서 이 한자의 읽는 법은 예로부터 「나가」(なが), 「요시」(よし) 두 가지가 존재하였다.
에도 시대 후기부터 제2차 세계 대전까지는 전자인 「나가」로 읽는 것이 일반적이었는데, 그 설의 근거는 이치조 가네요시(一条兼良)가 저술했다고 전하는 『휘훈초』(諱訓抄)의 사본에 「護良」를 「모리나가」(モリナカ)라고 요미가나를 표기해 놓은 것에서 기인한다.
메이지 유신 이후 일본에서는 남조 충신들에 대한 현창 풍조를 타고 남조 관계자들을 제신(祭神)으로 하는 신사, 이른바 겐무 중흥 15사(建武中興十五社)라 불리는 신사들이 차례로 건립되기 시작하는데, 1869년(메이지 2년)에는 모리요시 친왕을 제사하는 가마쿠라 궁(鎌倉宮), 1872년(메이지 5년)에는 무네요시 친왕을 제사하는 이이타니 궁(井伊谷宮), 1884년(메이지 17년)에 가네요시 친왕을 제사하는 야시로 궁(八代宮), 1890년(메이지 23년)에는 타카요시 친왕을 제사하는(1892년에 쓰네요시 친왕도 합사했다) 가네자키 궁(金崎宮) 이렇게 네 곳의 신사가 세워지는데, 이들 신사들은 모두 그들의 제신의 이름을 「나가」로 읽는 것으로 통일하였다. 또한 1915년(다이쇼 4년) 일본 궁내성 서릉부(宮内省書陵部)가 직원 교육을 위해 제작한 내부 자료로써 편찬된 『능묘요람』(陵墓要覧)에도, 예를 들어 「護良親王墓」에 「모리나가 신노우 하카」(もりながしんのうはか)라는 읽는 법(요미가나)이 가나로 적혀 있었다.
한편으로 다이쇼 시대인 1920년대부터 역사학자들의 연구를 통해 「良」를 후자대로 「요시」(よし)로 읽어야 한다는 설이 발표되었다. 1920년(다이쇼 9년)에는 야시로 구니지(八代国治), 1939년(쇼와 14년)에는 히라타 도시하루(平田俊春)가 사료적 관계를 들어 「요시」로 읽어야 한다고 지적하였다. 그 뒤 그 설의 근거로써 거론된 사료로는, 야시로나 히라타가 지적한 것들을 포함하여 다음과 같은 것이 제기되고 있다.
1. 『휘훈초』의 사본은 많이 남아 있는데, 「モリナカ」라는 요미가나가 실려 있는 것은 덴나(天和) 원년(1681년)에 필사된 것이 가장 오래된 것으로, 「モリナカ」라는 요미가나가 이치조 가네사다가 살았던 무로마치 시대까지 거슬러 올라갈 수 있는 것인지에 대해서 의문이 있다.
2. 오안(応安) 4년(1371년)에 서사된 「제계도」(帝系図, 일본 국립역사민속박물관 소장)에서는 「고무라카미인」(後村上院)의 이름을 「義儀」라고 적고 있는데, 이는 본래 「儀義」이고 「노리요시」(のりよし)로 읽었던 것으로 추측되고 있다.
3. 오에이(応永) 15년(1408년)에 서사된 「人王百代具名記」(人王百代具名記, 일본 이바라키 현 나하 시那珂市의 쇼후쿠지常福寺 소장)에서는 「고무라카미인」의 이름을 「儀良」라고 적고 「良」라는 글자를 「요시」(ヨシ)로 후리가나를 달고 있다.
4. 고다이고 천황과 정권을 다투었던 고곤 천황(光厳天皇)의 증손자인 고스코인(後崇光院)이 자필로 쓴 『마스카가미』(増鏡)의 사본(일본 존경각문고 소장)에는 「世良」에 「요요시」(ヨヨシ), 「尊良」에 「다카요시」(タカヨシ)라고 후리가나를 달고 있다.
5. 에이쇼(永正) 연간(1510년 전후)에 사서된 『마스카가미』 사본(일본 가쿠슈인 대학 부속 도서관 소장)에서는 「尊良」라는 이름을 히라가나로 「다카요시」(たかよし)로 쓰고 있다.
6. 에도 시대 초기에 서사된 『보력간기』(保暦間記)의 사본 가운데 하나(내각문고 소장)에서는 「成良」라는 이름을 가타가나로 「나리요시」(ナリヨシ)로 쓰고 있다.
7. 간에이(寛永) 초년(1625년 전후)에 서사된 『신황정통기』(神皇正統記)의 사본(세이렌인본青蓮院本. 일본 덴리 도서관 소장)에서는 「護良」에게 「모리요시」(モリヨシ)라는 후리가나를 달고 있다.

이상의 근거로부터 패전 이후의 일본 역사학계에서는 「요시」로 읽는 것이 대세가 되었다. 각종 서적의 기재에서도 이를 반영한 것이 많다.
- 요시카와 홍문관(吉川弘文館)에서 펴낸 일본의 대표적인 역사 백과 사전인 『국사대사전』(国史大辞典)의 모리요시 친왕 항목에서는 「모리요시 신노우」(もりよししんのう)로 기사를 세우고 해설을 써서, 「もりながしんのう」의 항목에서는 「⇒もりよししんのう」이라고 기재하고 있다.
- 2008년도 시점으로 일본의 고등학교 일본사B(日本史B)[주석 23] 교과서에서 문부과학성(文部科学省)의 검정에 합격한 것은 11종이다. 고다이고 천황의 아들로 이 11종 모두에 등장하는 인물은 모리요시 친왕과 가네요시 친왕 두 사람인데, 11종 모두 「모리요시」(もりよし), 「가네요시」(かねよし)라는 표기가 되어 있다. 이러한 가운데 11종 가운데 6종은 「모리나가」(もりなが), 「가네나가」(かねなが)라는 독법도 괄호 쓰기 등으로 병기되어 있기도 하다(족보 등에 기록되는 다른 아들들의 이름도 마찬가지다).

## 같이 보기
- 일본 천황

### 내용주
1. ↑  다만 본문에 기술한 대로 지묘인 왕통(持明院統)＝북조(北朝)측이라는 주장으로써 보면 재위 도중에 두 번에 걸쳐 폐위와 양위를 거쳤다.
2. ↑  무로마치 바쿠후를 세운 초대 세이이타이쇼군(征夷大将軍) 아시카가 타카우지는 고다이고 천황을 심정적으로도 정책적으로도 긍정하였다(#아시카가 타카우지로부터의 평가 항목 참조). 타카우지의 복심으로써 개혁을 행했던 무로마치 바쿠후 초대 집사(執事) 고노 모로나오(高師直)는 고다이고의 정책 대부분을 '방향성은 바른 것이었다'고 인정하였고, 비효율적인 부분에 대한 개량을 더한 가운데 바쿠후에 채용하였다(亀田 2014, pp. 64–70.) 고다이고 천황 붕어 이후에는 남조의 실권을 쥔 준삼궁(准三宮)으로 역사가이자 사상가이기도 했던 기타바타케 지카후사(北畠親房)는 인재 정책의 측면에서 고다이고 천황에게 가열찬 비판을 전개하면서도 학예의 진흥에 대해서는 높이 평가하고 있다. 또한 종교 정책이나 소송 제도 개혁에 대해서도 상찬하는 등, 총평은 고다이고 천황이 명군이었다는 것이다(#기타바타케 지카후사로부터의 평가 항목 참조). 또한 지카후사는 사상에 있어서는 고다이고 천황의 인재 정책에 대해 혐오하는 입장이었지만, 실무상으로는 그 인재정책을 적극적으로 채용하였다(같은 항목 참조).
3. ↑  고다이고 천황의 역사적 실상을 알려주는 입문서로써는 정치면에서는 일본사사료연구회(日本史史料研究会) ・ 呉座勇一 편 『南朝研究の最前線 : ここまでわかった「建武政権」から後南朝まで』（洋泉社、2016年）(日本史史料研究会 & 呉座 2016.)、인간적인 면에서는 나가이 히로코(中井裕子)가 쓴 「後醍醐天皇」（『室町・戦国天皇列伝』所収、 戎光祥出版、2020年）(中井 2020.) 등이 열거된다.
4. ↑  가와치 소스케(河内祥輔)의 표현을 빌리면 '준직계'(准直系)이다.
5. ↑  지금의 일본 교토 부(京都府) 소라쿠 군(相楽郡) 가사기 정(笠置町) 내에 소재하고 있다.
6. ↑  지금의 일본 돗토리현(鳥取県) 도하쿠군(東伯郡) 고토우라정(琴浦町) 내에 소재하고 있다.
7. ↑  아시카가 가문의 집사인 고노 모로나오가 이곳에서 근무하였다.
8. ↑  무샤도코로의 장관인 도닌(頭人)을 맡은 것이 닛타 요시사다였다.
9. ↑  일본 나라 현(奈良県) 요시노 군(吉野郡) 요시노 정(吉野町)이다.
10. ↑  니조 요시모토(二条良基) 등 여러 가지 설이 있다.
11. ↑  고다이고 천황 즉위 전후의 기록소는 조정의 문제부터 토지에 관한 민사까지 폭넓은 소송에 대응하였다.
12. ↑  어은(御恩)과 봉공(奉公)에 의해 세이이타이쇼군에 직속된 무사의 특권 계급
13. ↑  요시다 겐지(吉田賢司)의 지적(吉田 2008)에 의한 것이다(花田 2016, pp. 191–193.)
14. ↑  한편으로 사학자 호소카와 시게오(細川重男)는 고다이고 천황이 타카우지를 총애하고 우대한 것은 그저 「도구」로써였을 뿐 뼛속까지 그를 신임하고 신뢰하고 있었던 것은 아니지 않겠느냐, 라고 하였다(細川 2016, pp. 102–103).
15. ↑  足利尊氏寄進状建武2年（1335年）3月28日付（『神奈川県史』資料編3에 실림）
16. ↑  「将軍足利尊氏寄進状案」「将軍足利尊氏御教書案」（『神奈川県史』資料編3所収）、「惟賢灌頂授与記」（『鎌倉市史』史料編1所収）
17. ↑  예외인 두 번은 화엄종 승려 준사이(俊才)에 대해, 그리고 정토종 승려인 뇨이쓰(如一)에 대해 국사의 칭호를 수여한 것이다(한편 内田 2010의 본문에서는 뇨이쓰가 임제종으로 오인되어 있다. 内田 2010, p. 221.)
18. ↑  다만 이 시기의 치천의 군 즉 인세이를 행하는 상황은 고우다 상황이었다(森 2012, 第2章第1節.).
19. ↑  고다이고 천황의 복심이었던 승려 몬칸보 고신(文観房弘真)의 지지 모체였다.
20. ↑  고다이고 천황의 할아버지인 가메야마 천황이 연 선사이다.
21. ↑  호타테 미치히사는 나아가 고다이고 천황의 후궁 가운데 한 명인 기타바타케 지카코(北畠親子) 즉 기타바타케 모로치카(北畠師親)의 딸이 다이토쿠지에 기진하고, 고다이고・지카코 사이의 소생인 천태좌주(天台座主) ・ 소운 법친왕(尊雲法親王), 즉 훗날의 모리요시 친왕과의 관계에 대해 논하고 있다(保立 2018, pp. 287–290). 그러나 지카코는 모리요시의 어머니가 아니라는 설도 있다(모리요시 친왕 항목 참조). 상세한 것은 알 수 없다.
22. ↑  가마쿠라 바쿠후에서는 관위를 은상으로 주는 일이 없고 그 대신 죠고(成功)라 하여 사찰이나 신사에 헌금을 하고 그 대신 관서봉행(官途奉行)이 임관을 조정에 추천한다, 라는 수속이 무사가 관위를 얻는 데 있어서 일반적인 것이었다(花田 2016, pp. 189–190).
23. ↑  고등학교 일본사 수업에서는 근현대사만을 다루는 A와 고대로부터 현대까지를 통사(通史)로써 다루는 B가 있다.

### 내용주2
1. ↑   미혼의 내친왕(内親王, 공주) 또는 여왕(女王, 옹주)을 이세의 사이구(斎宮)로 보내 태양신 아마테라스 오미카미(天照大神)의 미쓰에시로(御杖代) 즉 신이 내리는 무녀로써 섬기게 하는 것을 말한다.
2. ↑  한편 오카노 도모히코는 고다이고 천황과 와타라이 이에유키 두 사람의 양호한 관계에 더하여 「법락사」(法楽舎) 즉 중세 이세 신궁에 설치되었던 불교 시설에는 무라카미 겐지(村上源氏)의 지배력이 강한 다이고지(醍醐寺)로부터 승려가 보내지는 경우가 많았다는 점을 지적하고 기타바타케 집안도 바로 이 무라카미 겐지의 일원이라는 점이 지카후사 자신이 이세 신궁에 기반을 쌓는 데에 간접적으로 기여한 것은 아닐까 서술하였다.[107]
3. ↑  한편 사토 신이치(佐藤進一)의 『南北朝の動乱』（1965年） 등 고전적인 연구서에서는 지카후사가 예전부터 이세 신토에 귀의했고 그러한 연으로 이에유키를 의지하였다고 해석하였다.[108] 하지만 시라야마 요시타로(白山芳太郎)의 『北畠親房の研究』（1998年）는 지카후사의 사상 형성사를 조망하면서 지카후사가 이세로 내려오기 전에 지카후사가 이세 신토를 배웠던 적은 없다고 결론지었으며, 오카노 도모히코도 시라야마의 설을 지지하였다.[108]
4. ↑  延喜・天暦の治. 다이고 천황에서 무라카미 천황 치세인 서기 897년–967년. 14세기 일본에서는 이 무렵을 일본의 최전성기로 여겼다.
5. ↑  다만 송 왕조식 독재군주설의 주요 논자인 사토 신이치 자신은 당시 송전(宋銭)이라 불리는 송나라 화폐의 보급에 의해 화폐 경제가 널리 퍼져갔다는 점을 지적하고, 그 뒷받침을 도모한 지폐 발행 계획은 현실적인 면도 있었다고 하여 어느 정도 높은 평가를 하였다.[183]